# Ploërdut
Ploërdut [ploɛʁdyt] est une commune française située dans le département du Morbihan, en région Bretagne. Cette vaste commune comptait autrefois  une importante population de cultivateurs mais le nombre d'habitants a été divisé par trois en l'espace de cent ans en raison d'un important exode rural au cours du XXe siècle. Un bourg préservé et au moins 50 % des constructions (maisons, calvaires, bâtiments de ferme, puits et manoirs) dignes d'intérêt lui valent le label  « commune du patrimoine rural ». Son église paroissiale possède notamment une des nefs romanes les mieux conservées de Bretagne tandis que l'ancien presbytère datant du XVIIe siècle fait office de mairie.

## Toponymie
Ploërdut, en breton Pleurdud, provient du breton Plou signifiant « Paroisse », avec le sens de circonscription paroissiale. Le dud de ce toponyme reste celui d'Ildut, qui est un saint breton. Le nom signifie donc la paroisse de Ildut.

## Géographie

### Situation
| Plouray                     | Mellionnec | Langoëlan                     |
| Le Croisty et Saint-Tugdual | Ploërdut   | Langoëlan                     |
| Saint-Caradec-Trégomel      | Lignol     | Locmalo et Guémené-sur-Scorff |

Ploërdut est une commune rurale du centre de la Bretagne, située dans le pays Pourlet, à l'ouest de la petite ville de Guémené-sur-Scorff. Le bourg est situé à vol d'oiseau à 6 km à l'ouest de la ville de Guémené-sur-Scorff, à 16 km à l'est du Faouët, à 22 km à l'ouest de Pontivy et à 38 km au nord de Lorient. Avec une superficie de 75,83 km2, elle est une des communes les plus étendues du Morbihan mais avec seulement 1 216 habitants, elle est aussi une des moins densément peuplées.
| - Localisation de Ploërdut sur une carte des communes du Morbihan. - Carte de la commune de Ploërdut et des communes limitrophes. |

### Topographie
La commune est très vallonnée. Son territoire s'étage entre 114 et 285 mètres d'altitude. Le point culminant y est situé à l'extrême nord à proximité du bourg de Locuon. La butte de Lochrist, située à 4 kilomètres au sud-ouest du bourg, culmine à  258 mètres d'altitude et constitue un belvédère en raison de son isolement.

### Paysage
La commune n'a pas été remembrée. Le paysage bocager est encore très visible : présence de talus arborés, de chemins creux et de haies. Les vallées sont occupées par des prairies humides. Les bois sont majoritairement constitués de feuillus. La forêt est morcelée et constituée de plusieurs petits massifs forestiers : le bois de Lochrist, qui occupe le sommet de la butte éponyme, le bois de Quénépozen, le bois de Launay, le bois de Kerservant. Au total, la commune possède 1 254 ha de bois soit un taux de boisement de 16,5 %.

### Géologie
Le sol est de nature granitique au nord (carrière gallo-romaine de Locuon) et de nature granulitique sur le reste du territoire avec des bandes de schistes et feldspaths au sud et du grès armoricain au sud-ouest (butte de Lochrist formant un des principaux reliefs de la commune).

### Hydrographie
Pour un article plus général, voir Réseau hydrographique du Morbihan.
La commune est située dans le bassin Loire-Bretagne. Elle est drainée par le Scorff, l'Aër, le ruisseau de Toul fallo, le Restmenguy, le ruisseau de Guernarpin, le ruisseau de Kerfandol, le ruisseau de Kermabo, le ruisseau de Kerustang, le ruisseau du Cosquer, le ruisseau du Maçon en dour, le ruisseau du Moulin du bois, le ruisseau du Pont de Saint-martin et divers autres petits cours d'eau,.

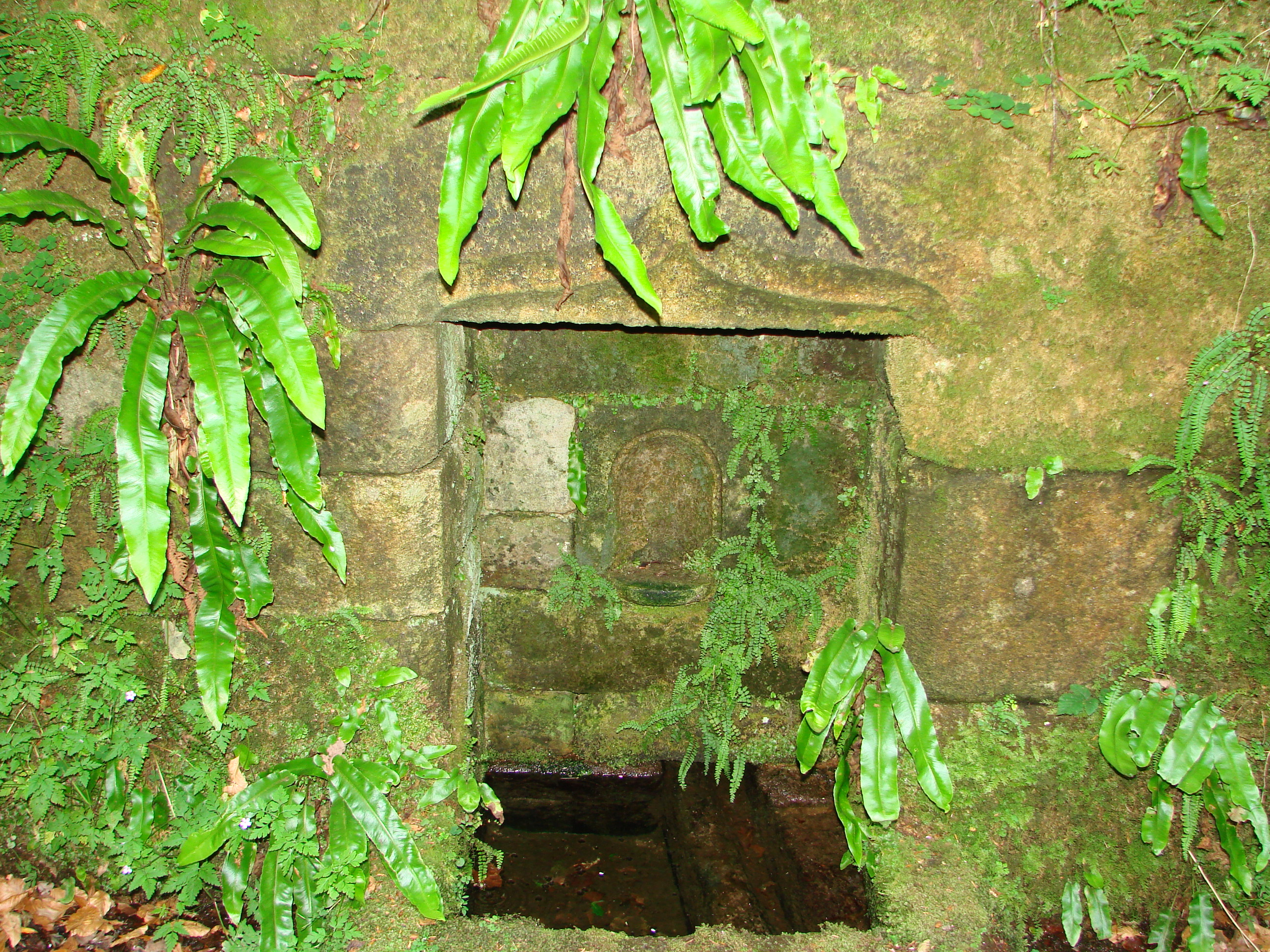
Une des sources de l'Aër.

L'Aër, principal affluent de rive gauche de la rivière Ellé, naît sur la commune de la jonction de plusieurs ruisseaux : ruisseau du Cosquer, ruisseau du Gohello, ruisseau de Kerfandol, ruisseau de Toul Fallo, ruisseau du Moulin du Bois. Le Scorff prend sa source sur la commune de Ploërdut à proximité du village de Penhoat Bihan à une altitude de 234 mètres avant d'arroser la commune de Mellionnec. Des plans d'eau ont été aménagés pour des besoins particuliers : étang de Launay, étang de Kerfandol.

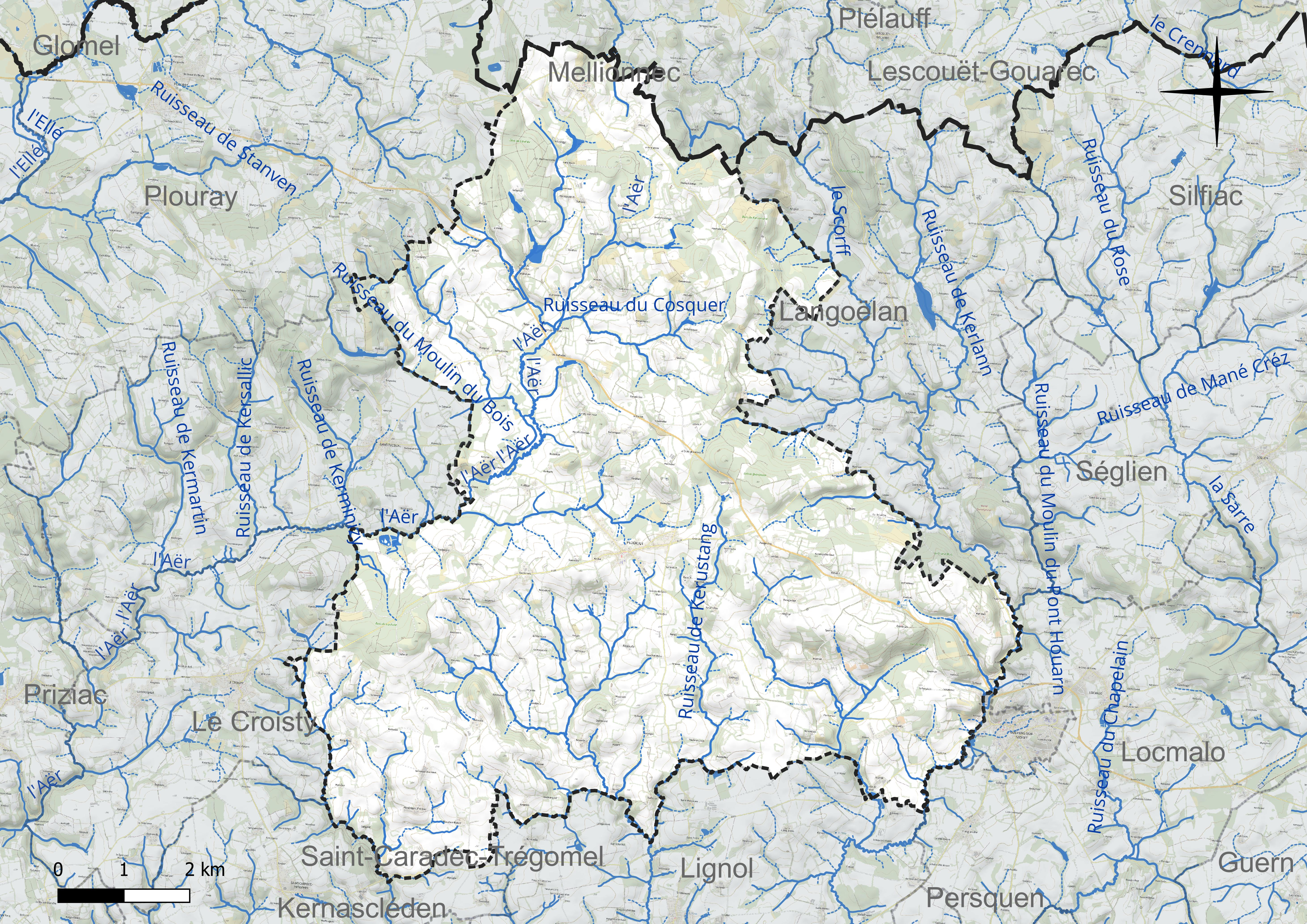
Réseau hydrographique de Ploërdut.

### Climat
Pour des articles plus généraux, voir Climat de la Bretagne et Climat du Morbihan.
En 2010, le climat de la commune est de type climat océanique franc, selon une étude du Centre national de la recherche scientifique s'appuyant sur une série de données couvrant la période 1971-2000. En 2020, Météo-France publie une typologie des climats de la France métropolitaine dans laquelle la commune est exposée à un climat océanique et est dans une zone de transition entre les régions climatiques « Finistère nord  » et « Bretagne orientale et méridionale, Pays nantais, Vendée ». Parallèlement l'observatoire de l'environnement en Bretagne publie en 2020 un zonage climatique de la région Bretagne, s'appuyant sur des données de Météo-France de 2009. La commune est, selon ce zonage, dans la zone « Monts d'Arrée », avec des hivers froids, peu de chaleurs et de fortes pluies.  
Pour la période 1971-2000, la température annuelle moyenne est de 10,9 °C, avec une amplitude thermique annuelle de 12 °C. Le cumul annuel moyen de précipitations est de 1 094 mm, avec 16,2 jours de précipitations en janvier et 8,7 jours en juillet. Pour la période 1991-2020, la température moyenne annuelle observée sur la station météorologique la plus proche, située sur la commune de Plouay à vingt km à vol d'oiseau, est de 11,8 °C et le cumul annuel moyen de précipitations est de 1 149,0 mm,. Pour l'avenir, les paramètres climatiques de la commune estimés pour 2050 selon différents scénarios d'émission de gaz à effet de serre sont consultables sur un site dédié publié par Météo-France en novembre 2022.

### Vie économique et sociale

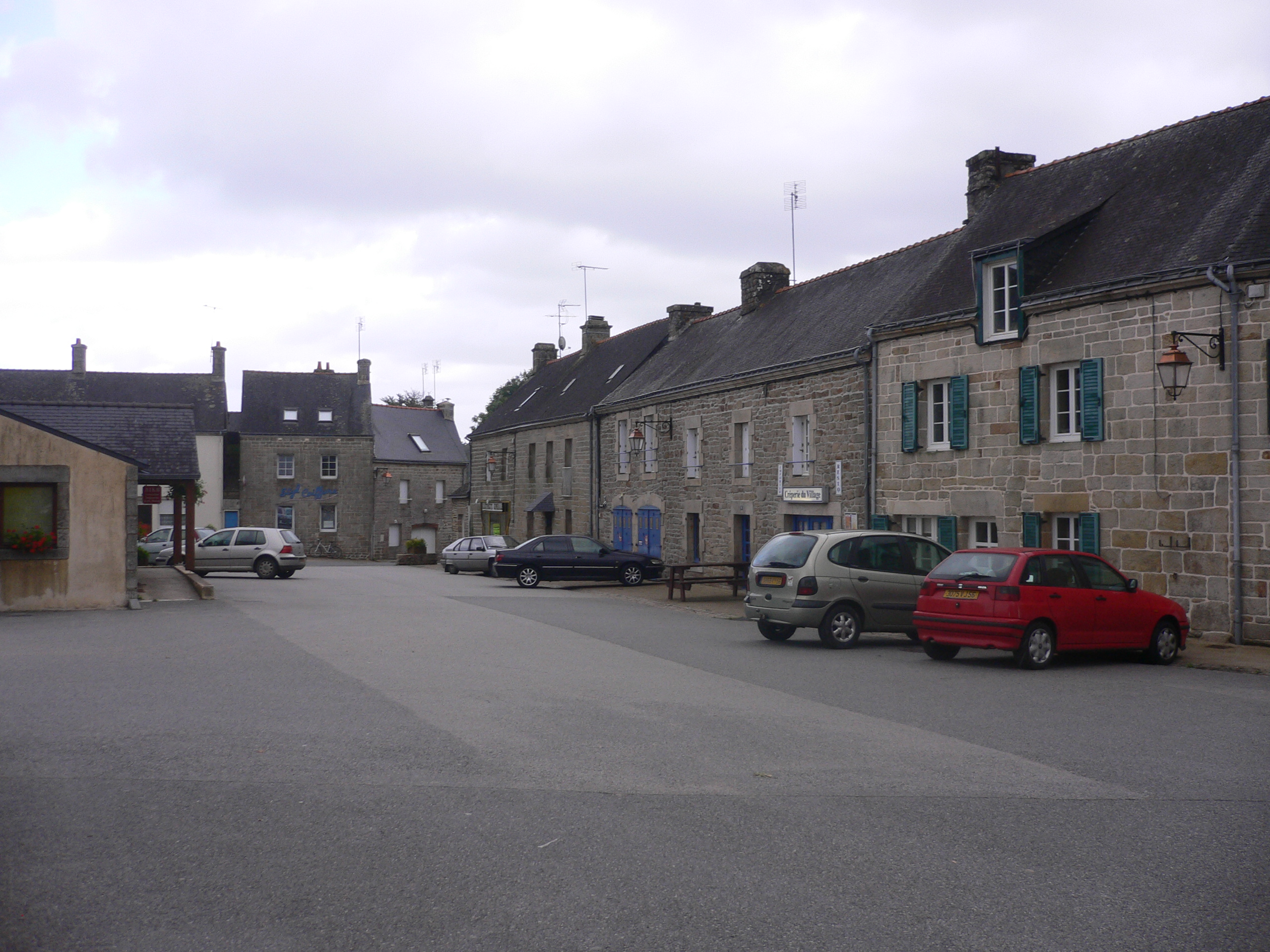
Le centre du bourg de Ploërdut.

En 2023 Ploërdut dispose d'une maison de santé regroupant trois médecins généralistes (bientôt quatre), un psychologue, un dentiste (bientôt deux), dix infirmiers, un podologue, un hypnothérapeute, un cabinet de radiologie, ce qui est exceptionnel pour une commune de 1 250 habitants.

## Urbanisme

### Typologie
Au 1er janvier 2024, Ploërdut est catégorisée commune rurale à habitat très dispersé, selon la nouvelle grille communale de densité à sept niveaux définie par l'Insee en 2022.
Elle est située hors unité urbaine et hors attraction des villes,.

### Occupation des sols

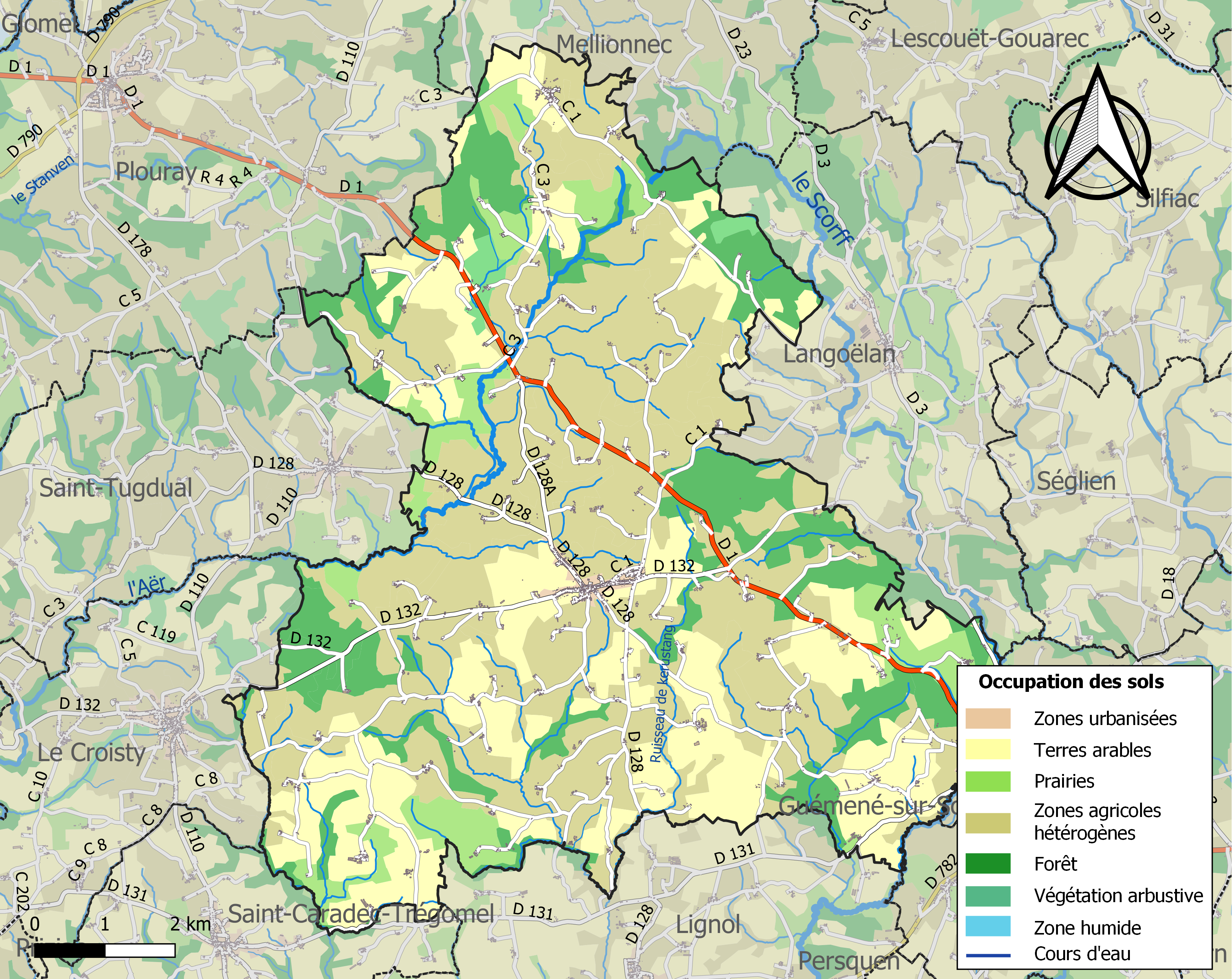
Carte des infrastructures et de l'occupation des sols de la commune en 2018 (CLC).

Le tableau ci-dessous présente l'occupation des sols détaillée de la commune en 2018, telle qu'elle ressort de la base de données européenne d’occupation biophysique des sols Corine Land Cover (CLC).
| Type d’occupation                                                                   | Pourcentage | Superficie (en hectares) |
| ----------------------------------------------------------------------------------- | ----------- | ------------------------ |
| Tissu urbain discontinu                                                             | 0,7 %       | 55                       |
| Terres arables hors périmètres d'irrigation                                         | 23,8 %      | 1816                     |
| Prairies et autres surfaces toujours en herbe                                       | 7,8 %       | 594                      |
| Systèmes culturaux et parcellaires complexes                                        | 41,1 %      | 3128                     |
| Surfaces essentiellement agricoles interrompues par des espaces naturels importants | 8,8 %       | 672                      |
| Forêts de feuillus                                                                  | 12,4 %      | 947                      |
| Forêts de conifères                                                                 | 1,7 %       | 132                      |
| Forêts mélangées                                                                    | 2,3 %       | 212                      |
| Forêt et végétation arbustive en mutation                                           | 0,8 %       | 62                       |
| Source : Corine Land Cover                                                          |             |                          |

L'occupation des sols met en évidence une nette prédominance des terres agricoles sur la forêt et les milieux semi-naturels ainsi qu'une faible urbanisation du territoire. Les terres agricoles, qui occupent 81,5 % de la surface communale, ont conservé en grande partie leur structure bocagère tandis que la forêt, qui occupe 16,4 % de la surface communale, est constituée très majoritairement d'essences de feuillus.

### Morphologie urbaine
La commune possède un habitat très dispersé, constitué de nombreux petits hameaux (environ 150). Le bourg de Ploërdut constitue la principale  agglomération. Il occupe une position centrale au sein du finage. Malgré sa taille très modeste, on y compte cependant une pharmacie et un bureau de poste. Au nord de la commune, le bourg de Locuon constitue une importante agglomération secondaire. Il possède sa propre église et son propre cimetière. Il y avait autrefois aussi une école publique. Quelques villages comptent 10 foyers ou plus : Coëtven, Botcoët, Keronnes et Kerimen. Ils sont tous implantés dans la partie sud-est de la commune, à proximité de la ville de Guémené-sur-Scorff.

### Logement
En 2016 on recensait 881 logements à Ploërdut. 550 logements étaient des résidences principales (62,4 %), 204 des résidences secondaires (23,2 %) et 127 des logements vacants (14,4 %). Sur ces 881 logements 860 étaient des maisons (97,6 %) contre 19 seulement des appartements (2,2 %). Le tableau ci-dessous présente la répartition en catégories et types de logements à Ploërdut en 2016 en comparaison avec celles du Morbihan et de la France entière.
|                                                         | Ploërdut | Morbihan | France entière |
| ------------------------------------------------------- | -------- | -------- | -------------- |
| Résidences principales (en %)                           | 62,4     | 74,5     | 82,3           |
| Résidences secondaires et logements occasionnels (en %) | 23,2     | 18,0     | 9,6            |
| Logements vacants (en %)                                | 14,4     | 7,5      | 8,1            |

### Habitat

#### Le bourg
Le bourg s'est développé de manière concentrique autour de l'église jusqu'au XIXe siècle. Par la suite au cours du XIXe siècle et de la première moitié du XXe siècle, les constructions se sont développés le long de deux axes routiers formant quatre rues. Les maisons datant de cette époque sont construites en front de rue et sont mitoyennes. On distingue deux types d'habitations : des petites maisons basses constituées d'un rez-de-chaussée plus des combles dont les façades sont rythmés par la combinaison porte-fenêtre-gerbière-cheminée et des maisons constitués d'un rez-de-chaussée et d'un étage plus des combles dont les façades sont symétriques et les encadrements de baies sont en granite. Enfin après la Seconde Guerre mondiale, à partir des années 1960, se sont développés les lotissements à l'urbanisation moins dense dont les constructions occupent le centre de parcelles.
Les édifices les plus remarquables sur le plan architectural sont tous situés près de l'église et sont tous très antérieurs au XIXe siècle. Outre l'église paroissiale, qui est considérée comme exceptionnelle, cinq édifices sont considérés comme remarquables dans le bourg : le manoir de Fetan-Gall, le manoir de Fontaineper, le manoir de Porh Maner, l'ancien presbytère faisant aujourd'hui office de mairie.

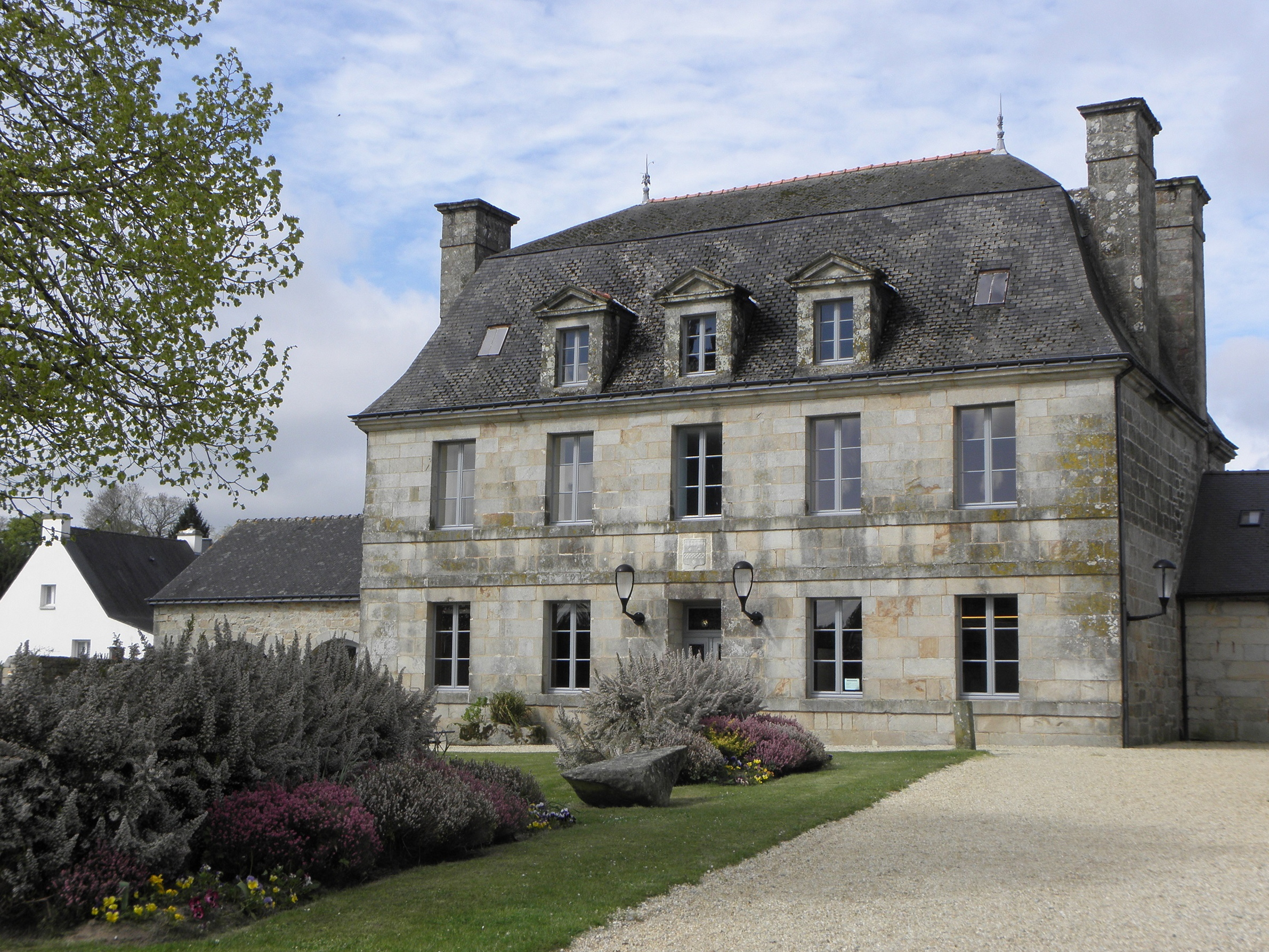
L'ancien presbytère (XVIIe siècle).
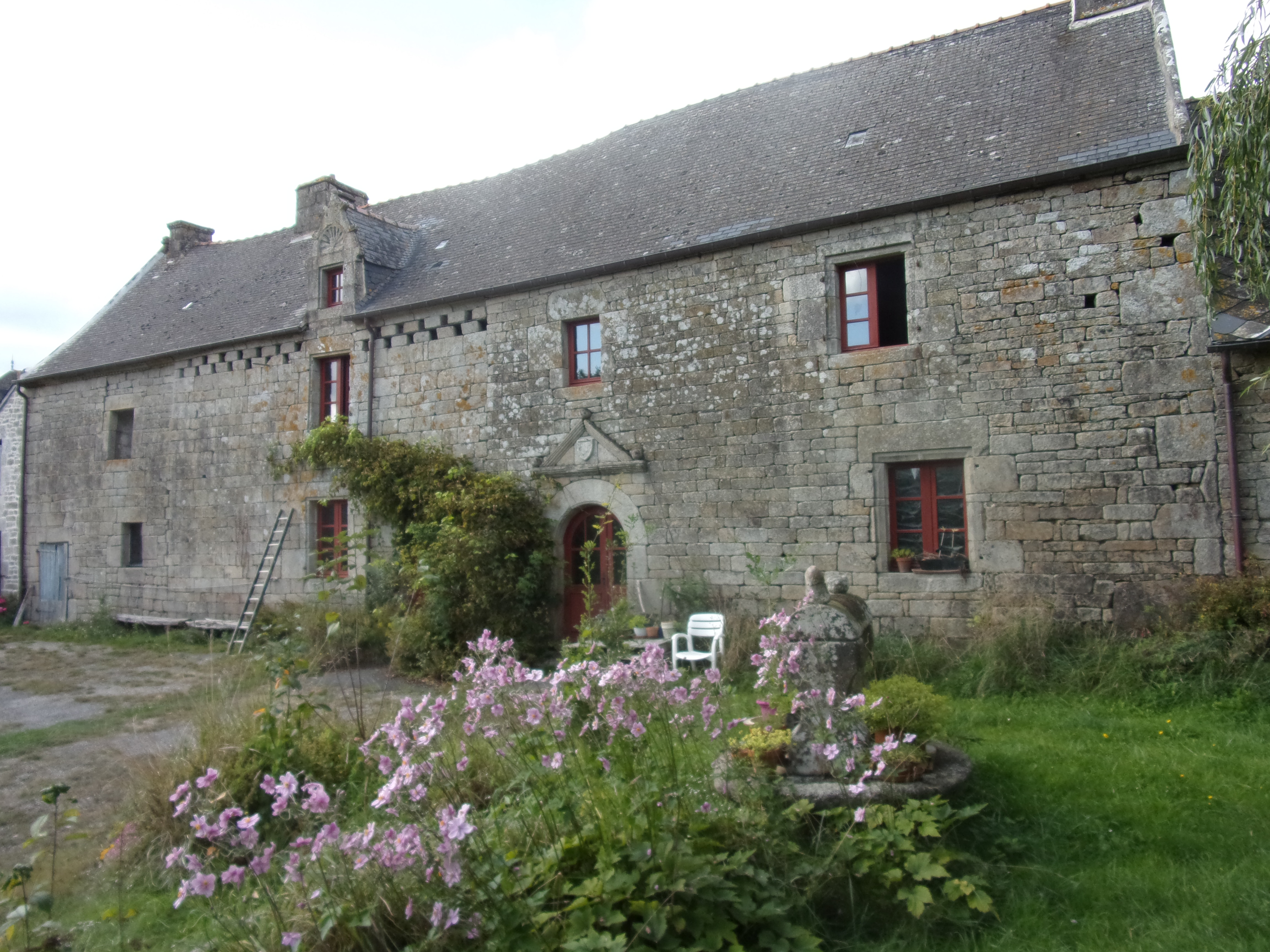
Le manoir de Fontaineper (XVIe siècle).
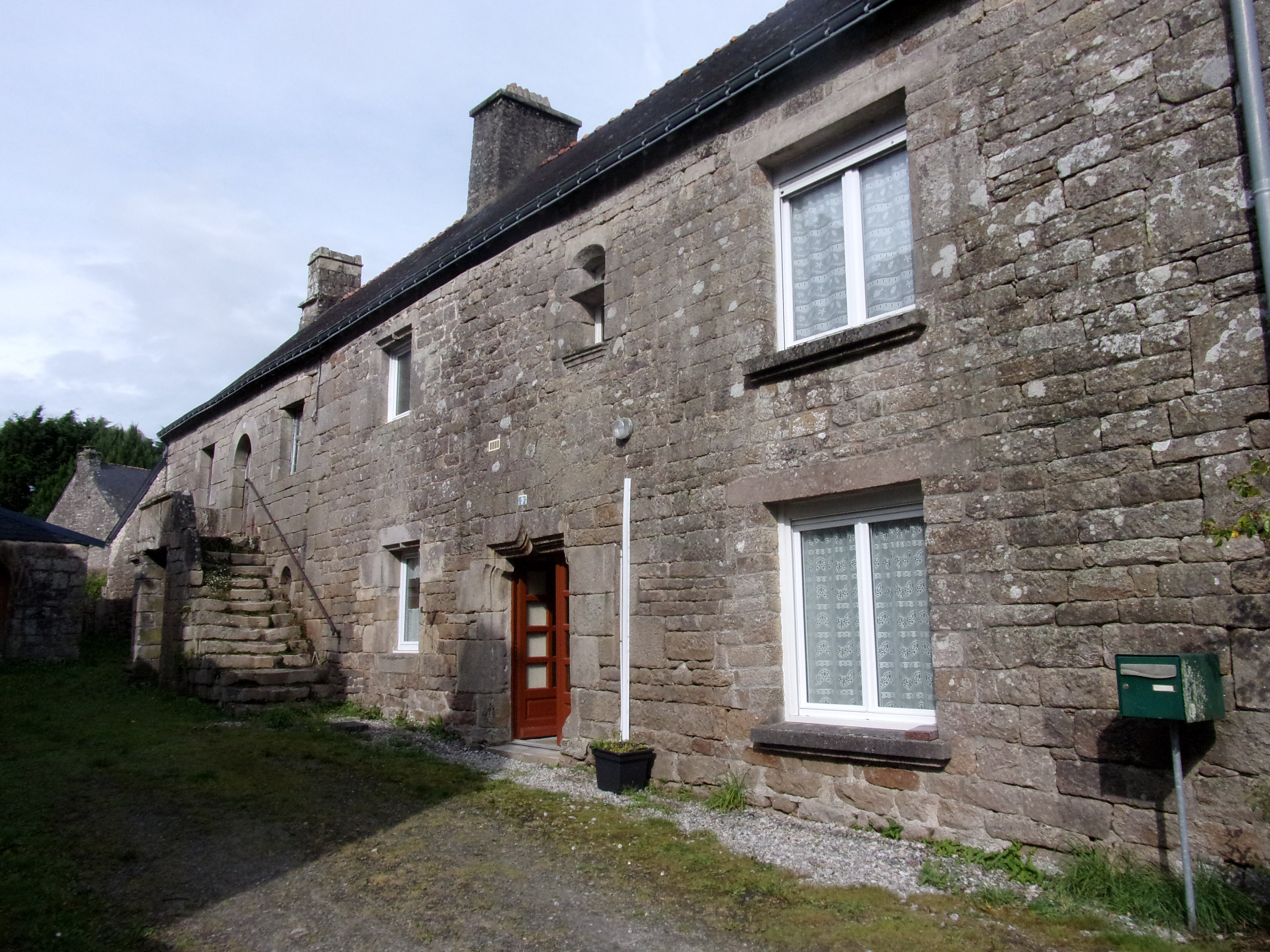
Le manoir de Fetan-Gall.
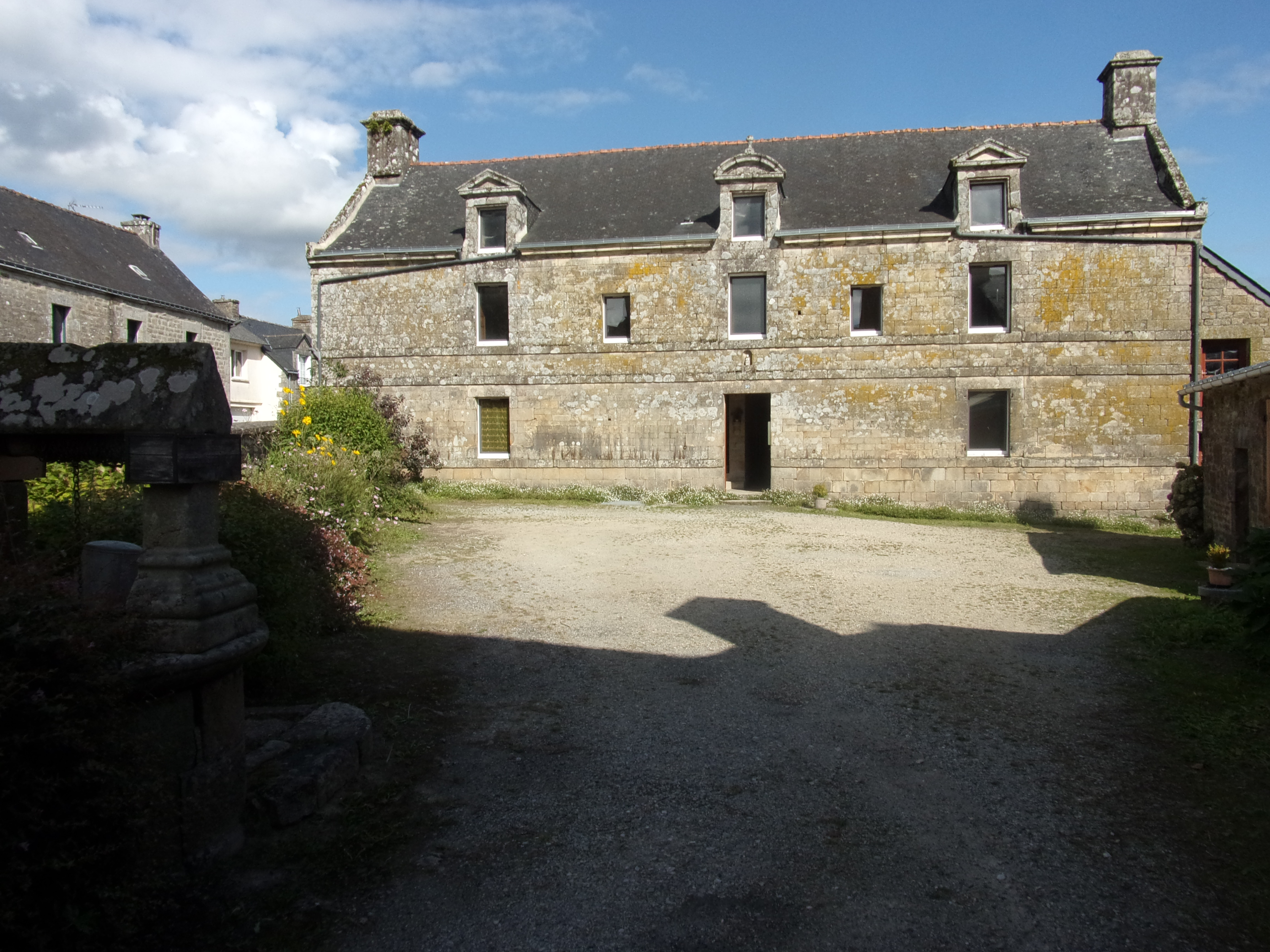
Le manoir de Porh Maner (XVIIe siècle).

#### Les hameaux
Le bâti de type traditionnel, construit avec des matériaux locaux (granite), est important dans les villages. En 2008, sur les 154 villages que comptait la commune, en fait il s'agit ici le plus souvent de hameaux ou de simples fermes isolées, 9 ont été classés comme remarquables, 12 très intéressants et 25 intéressants sur le plan architectural lors d'une étude du patrimoine de la commune. Lors d'une précédente étude effectuée en 1990, 14 villages avaient été classés comme remarquables et 36 intéressants sur le plan architectural.

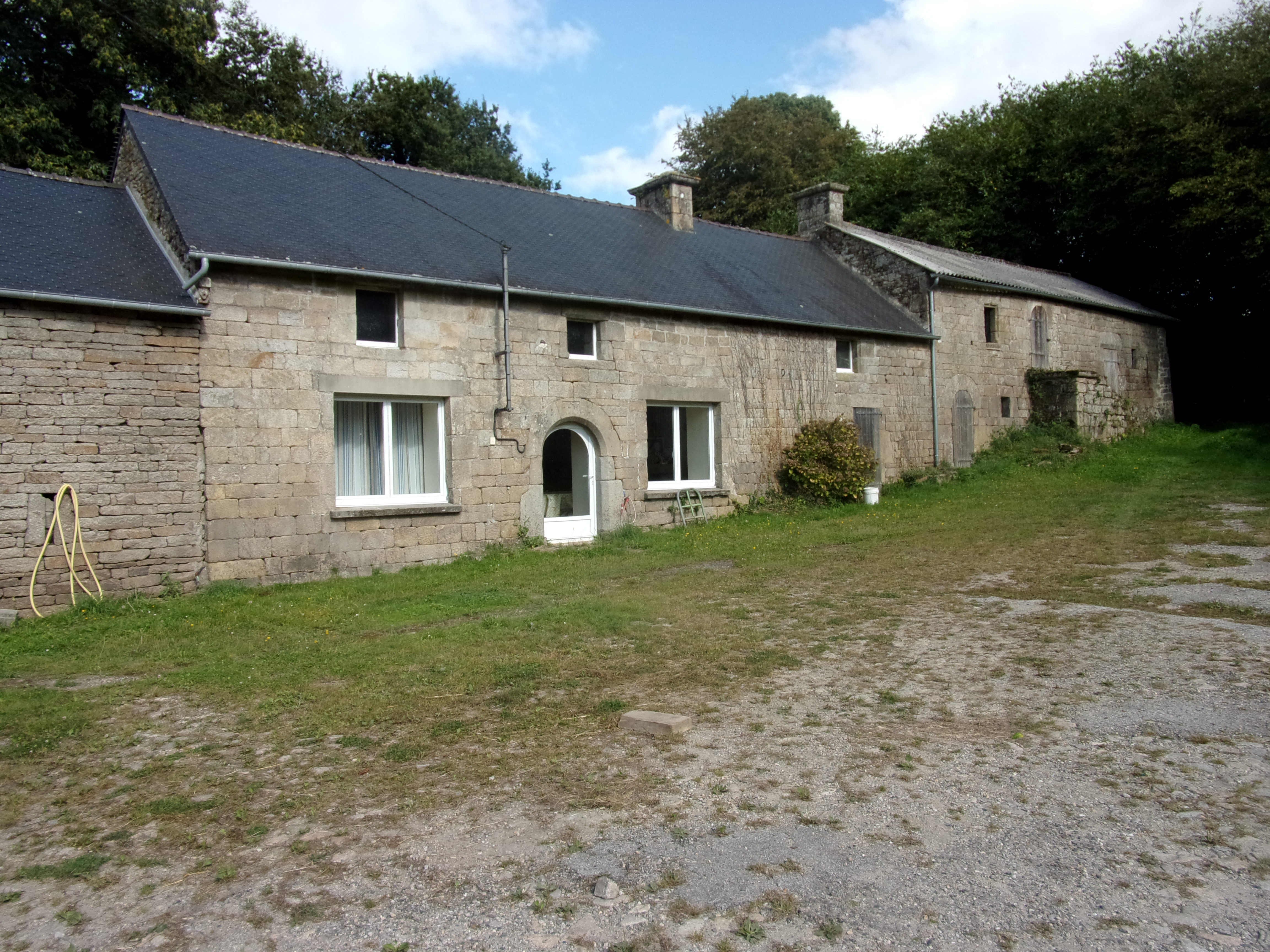
Ancien bâtiment de corps de ferme.
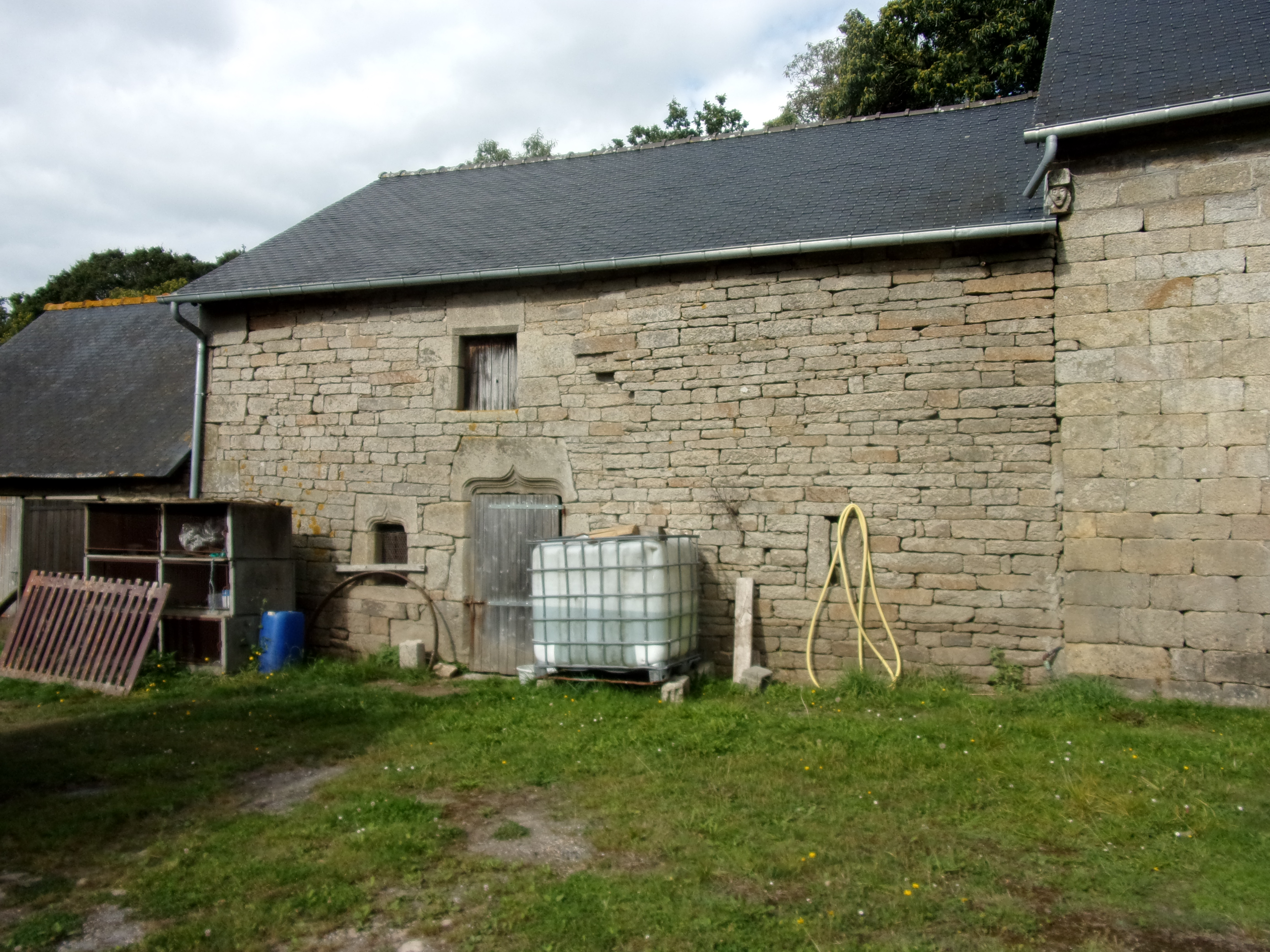
Autre ancien bâtiment.
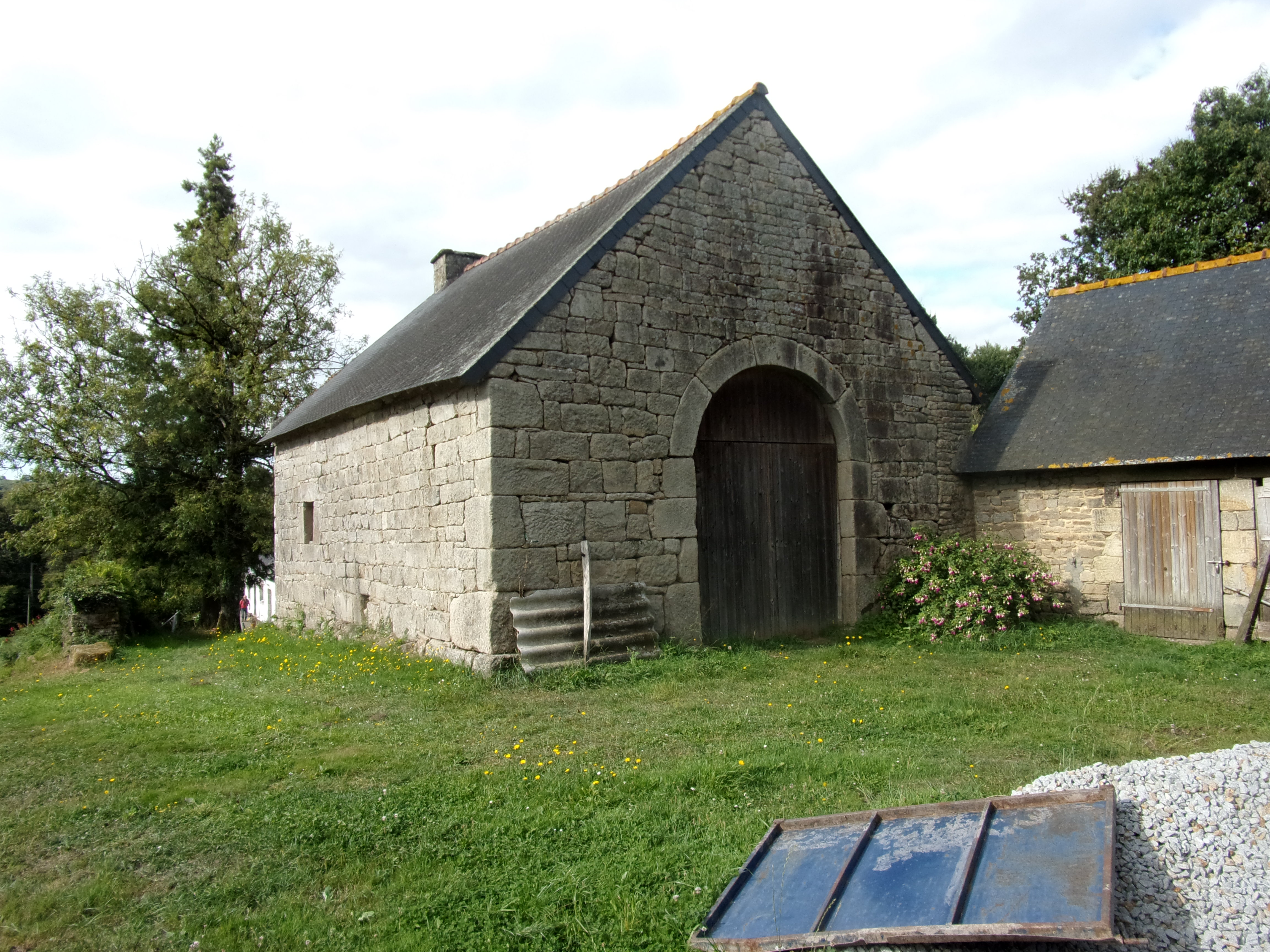
Ancienne grange.

## Histoire

### Préhistoire
Deux tumuli de forme ovoïde se trouvent à 600 mètres à l'ouest du village de Kerfandol, à la limite de la commune de Plouay.
Les restes d'un cairn et les vestiges d'une allée couverte (un couloir rectiligne d'environ 20 mètres de long et 1,80 mètre de large, très détérioré par des carriers) subistent à Lannic.

### Antiquité

#### La voie romaine «Hent-Ahès»
La voie romaine « Hent-Ahès » reliant les cités de Vorgium et Darioritum traversait le nord du territoire. Une coupe longitudinale de la voie a été mise au jour près de Botcol. Des traces de plusieurs retranchements ont été retrouvés le long de cette voie : François-Marie Cayot-Délandre cite en 1847 ceux de Castel-Coët-Even (à 200 mètres au nord du hameau de Coët-Even, de forme circulaire ayant 80 mètres de contour), de Quéné pazan (à 300 mètres au nord de ce hameau, de forme elliptique), de l'angle nord-ouest du taillis de Beloste (de forme rectangulaire, ayant 80 mètres de long), de la lande de Lochrist, ainsi qu'un autre à mi-chemin entre les villages de Coacren et Porh-Loscant (de forme presque carrée, avec environ 80 mètres de côté) et enfin de Lestrévédan (de forme quadrilatérale, ayant 80 m sur 70 mètres de côtés), des traces de fossés les entourant étant encore visibles pour la plupart d'entre eux.
Selon Jean-Yves, la relative horizontalité de la voie romaine permettait à des chariots tirés par des attelages de quatre à six bœufs de transporter les blocs de granite extraits de la carrière de Locuon. Sur les 27 km du parcours, il fallait environ deux jours pour faire le trajet, les bœufs étant remplacés à mi-parcours à un relais dénommé  mutationes. Trois blocs inachevés et abandonnés sont visibles sur place. Un habitat de carriers a été trouvé à proximité par l'historien Jean-Yves Éveillard.

#### Locuon: la carrière gallo-romaine et Notre-Dame de la Fosse

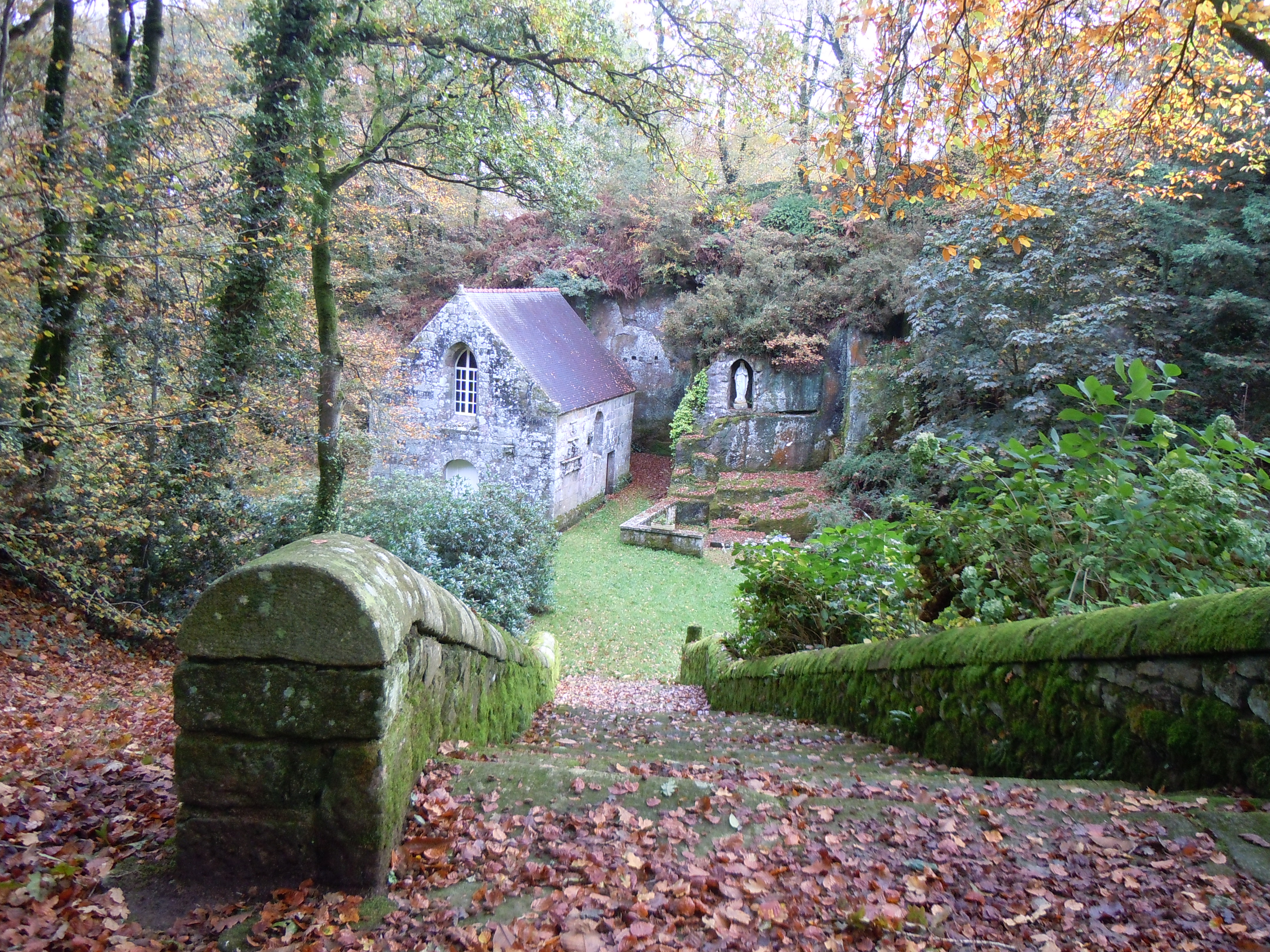
La chapelle Notre-Dame-de-la-Fosse occupe une ancienne carrière gallo-romaine.

À l'époque gallo-romaine, le site de la chapelle Notre-Dame de la Fosse, près de Locuon, a été utilisé pour l'extraction des matériaux ayant servi à la construction des édifices de la ville antique de Vorgium : c'est la seule carrière de granit — en fait un leucogranite de couleur claire en raison de son mica blanc et relativement tendre — gallo-romaine connue en Bretagne. Elle a fourni une roche granitique, dont la couleur claire évoque le marbre saccharoïde, d'où son intérêt pour la construction de bâtiments de prestige.
Les traces sur la paroi rocheuse illustrant un mode d'extraction antique : deux tranchées parallèles formant des lignes verticales délimitent la longueur du bloc à découper, puis un sillon parallèle à la paroi rocheuse sépare le bloc du reste de la paroi ; des emplacements de coins sont encore visibles. Cette carrière de Locuon est la seule de Bretagne datant de l'époque gallo-romaine à présenter encore un front de taille intact permettant la lecture de la technique d'extraction. Le site est sacralisé dès son exploitation : une statue de la déesse-mère, scellée sur l'escalier, probablement sculptée par les carriers de l'époque, mais probablement détruite lors de la christianisation du lieu (mutilée, elle a été placée en face d'une « grotte de Lourdes » creusée dans le front de taille de la carrière en 1878), ainsi que deux autels gallo-romains (dont l'un creusé par la suite en bénitier, situé dans la chapelle).

. . 

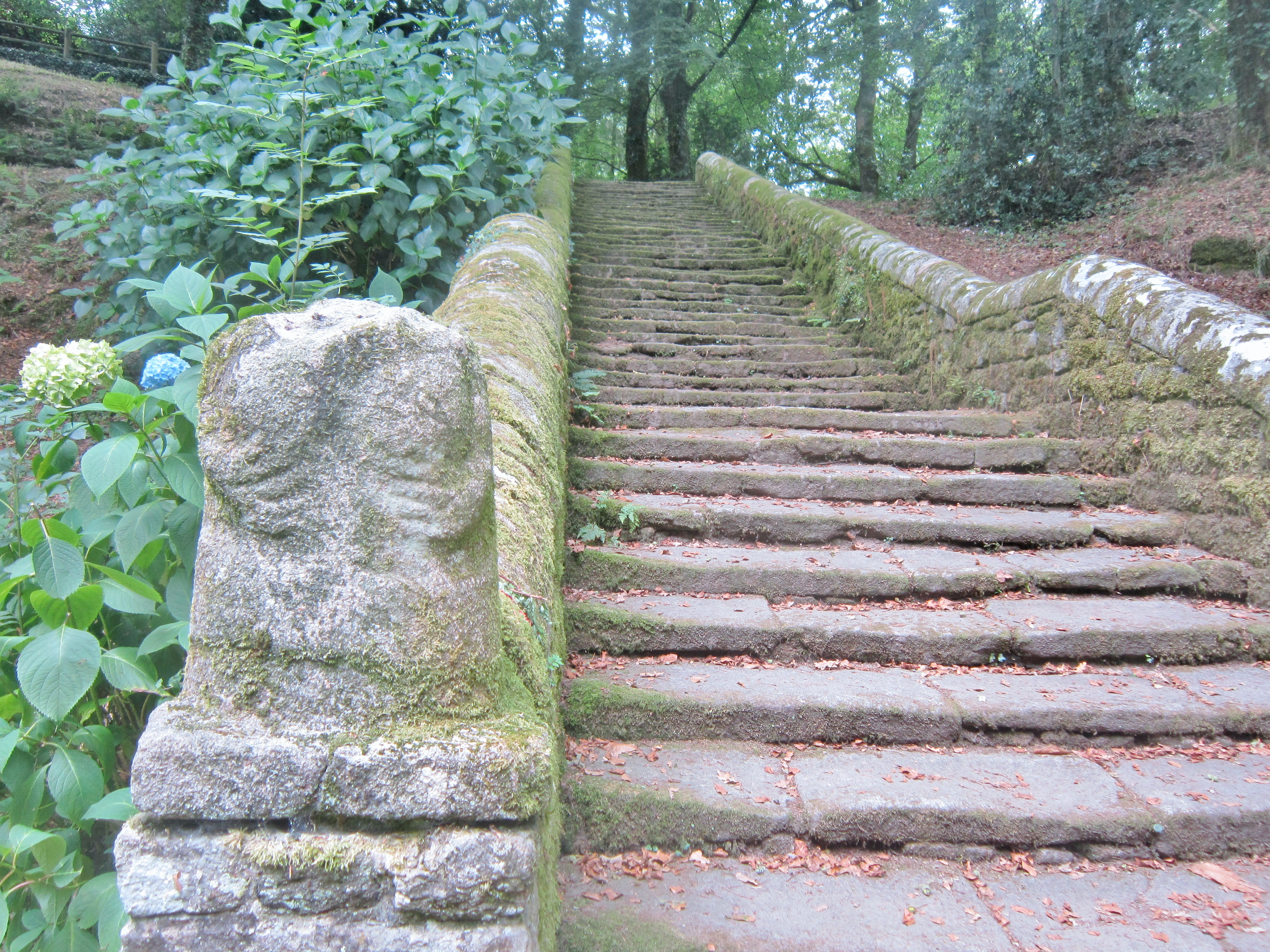
Locuon ː l'escalier et la statue mutilée de la déesse-mère replacée en bas de l'escalier.
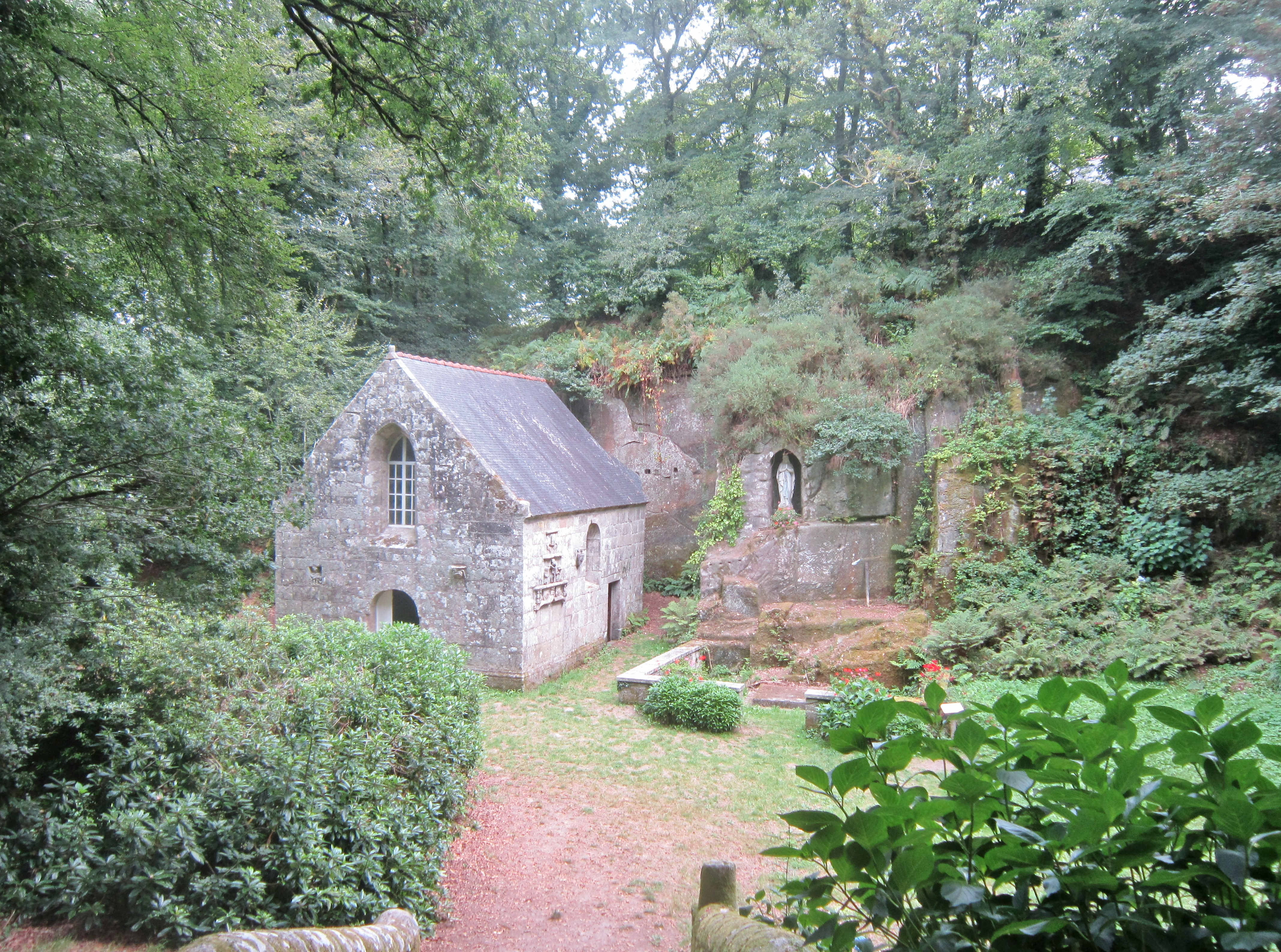
Locouon ː vue générale de la partie basse du site (chapelle Notre-Dame-de-la-Fosse, "grotte de Lourdes", front de taille de la carrière).
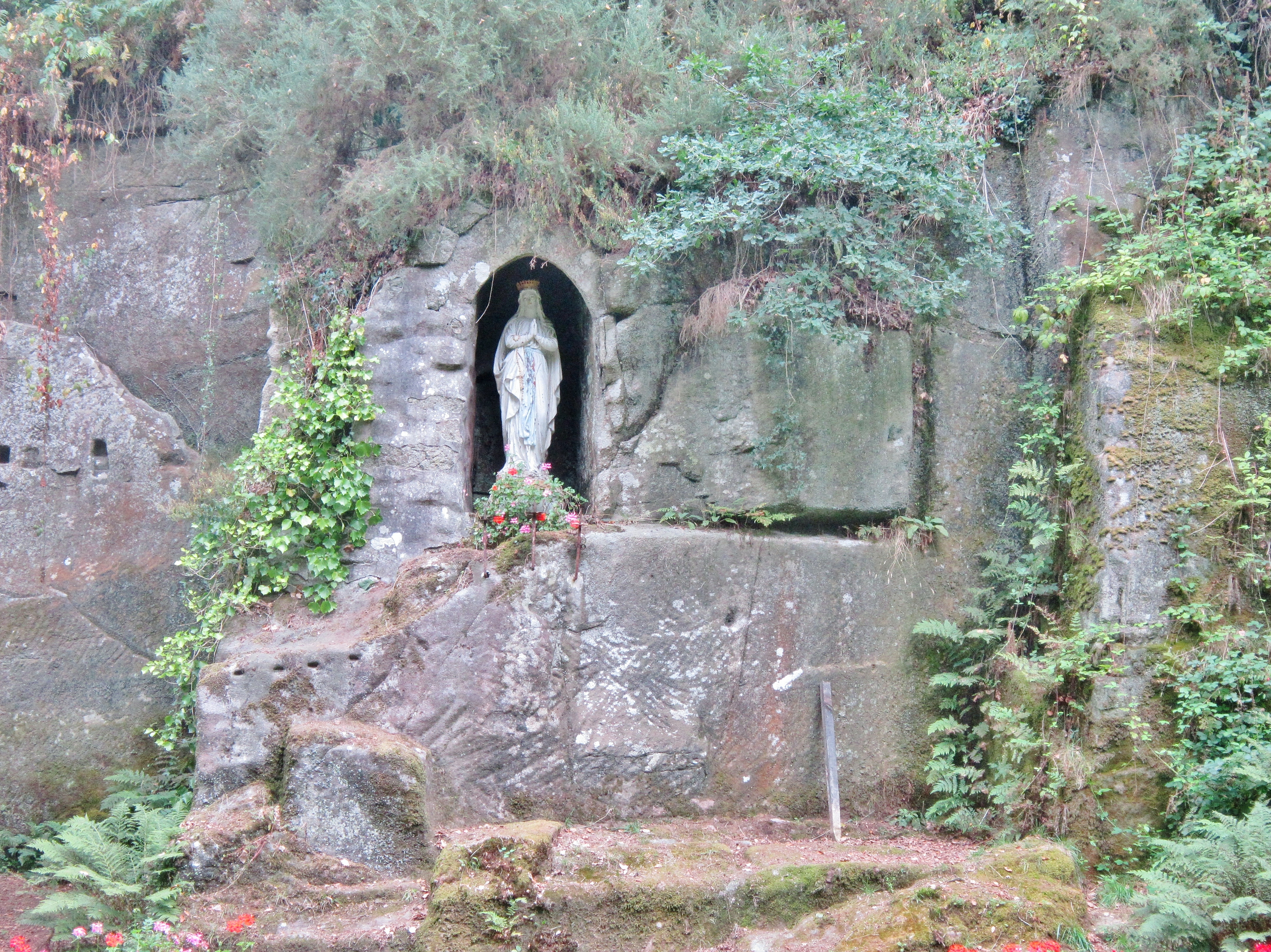
Locuon ː la "grotte de Lourdes" et les traces de la découpe abandonnée d'un bloc sur la paroi rocheuse.
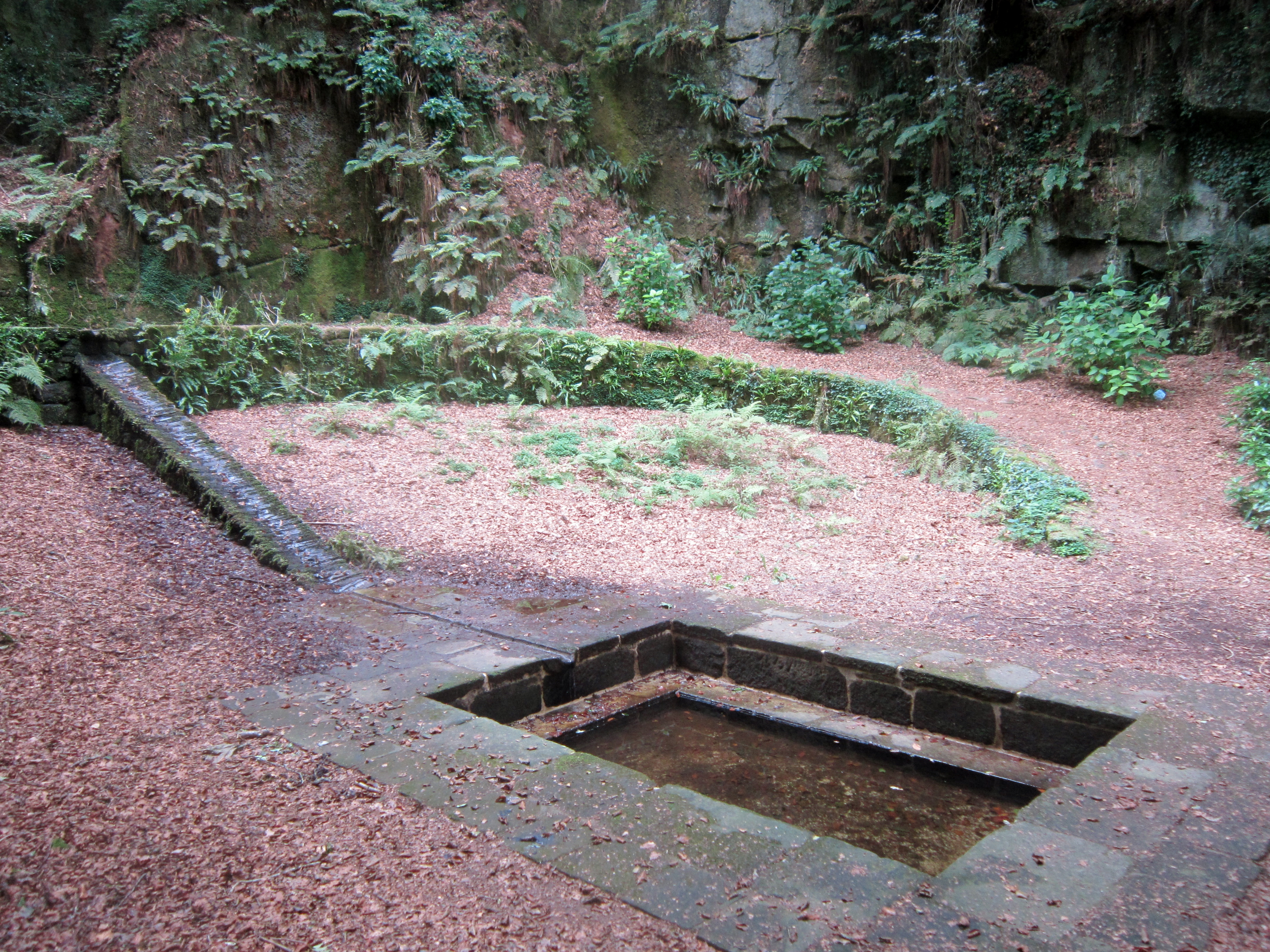
Locuon ː la terrasse inférieure et le bassin.

À l'époque mérovingienne une croix grecque, transformée par la suite en croix potencée, fut gravée sur le front de taille. Robert, un moine de l'Abbaye Sainte-Croix de Quimperlé, s'y retira comme ermite avant de devenir évêque de Cornouaille.
Une chapelle fut construite au XVIIIe siècle, conservant des sculptures d'une petite église construite deux siècles plus tôt, représentant la Crucifixion (le Christ est entouré de la Vierge et de Jean) et un bas-relief de Saint Roch en habit de pèlerin, ainsi qu'un ange aux ailes déployées. Un pardon s'y déroule chaque année au mois d'août.
Une terrasse inférieure, à laquelle on descend par un escalier, porte une fontaine qui alimente un bassin. Avant d'être réhabilité par la municipalité de Ploërdut, le site servit de décharge et de lieu pour la pratique du moto-cross

### Moyen Âge
À la fin du XIe siècle, un moine de l'Abbaye Sainte-Croix de Quimperlé, Robert (dit "Robert de Locuon", futur évêque de Cornouaille) vint, avec un compagnon, mener une vie d'ermite à Locuon.
À l'époque féodale, les terres de Ploërdut étaient très morcelées puisque pas moins de 21 seigneuries se les partageaient dont celles de Kerservant, de Kerfandol, du Launay et de Kerguedalan. Toutes ces seigneuries étaient des arrière-fiefs de la Vicomté de Rohan-Guémené (puis de la principauté de Rohan-Guémené à partir de 1570). Selon des témoignages anciens et la tradition, une chapelle dénommée Ty Doué a Baris ("Maison de Dieu de Paris") aurait existé à 600 mètres au sud du manoir de Kerservant et à 400 mètres au nord-ouest du village de Guernapin, mais il n'en reste que peu de traces. Elle aurait été construite par un seigneur de Kerservant parti au service du roi de France et qui, lors de son retour, aurait rapporté de Paris plusieurs statues destinées à ormer la chapelle. Ce serait à tort que le père Grégoire de Rostrenen et après lui Jean-Baptiste Ogée ont écrit qu'il s'agissait des restes d'un temple païen consacré à Isis.

### XVIIesiècle
En 1672, Olivier Jégou de Kervillio, devient recteur de Ploërdut. Et malgré les injonctions de l'évêque de Vannes, il refuse de s'y installer avant qu'il ne soit mis à sa disposition une demeure convenable. En effet le presbytère a été totalement ruiné pendant les Guerres de la Ligue (1589-1598) à tel point qu'il est inhabitable et complètement à l'abandon. Les paroissiens s'engagent donc à construire un nouveau presbytère en 3 ans. Les maçons Noël Morvan et Yves Darsel de Plouray signent pour un devis de 1 600 livres. Afin de financer les travaux, le Parlement de Bretagne autorise la levée d'un impôt exceptionnel. Les paysans devront payer une double dîme sur leur récolte de l'année 1676/1677. Le recteur dîmait à la 33e gerbe. Le nouvel édifice est terminé en 1679. Il s'agit d'une belle construction caractéristique de l'architecture du XVIIe siècle. Depuis 1985, il fait office de mairie.

### XVIIIesiècle

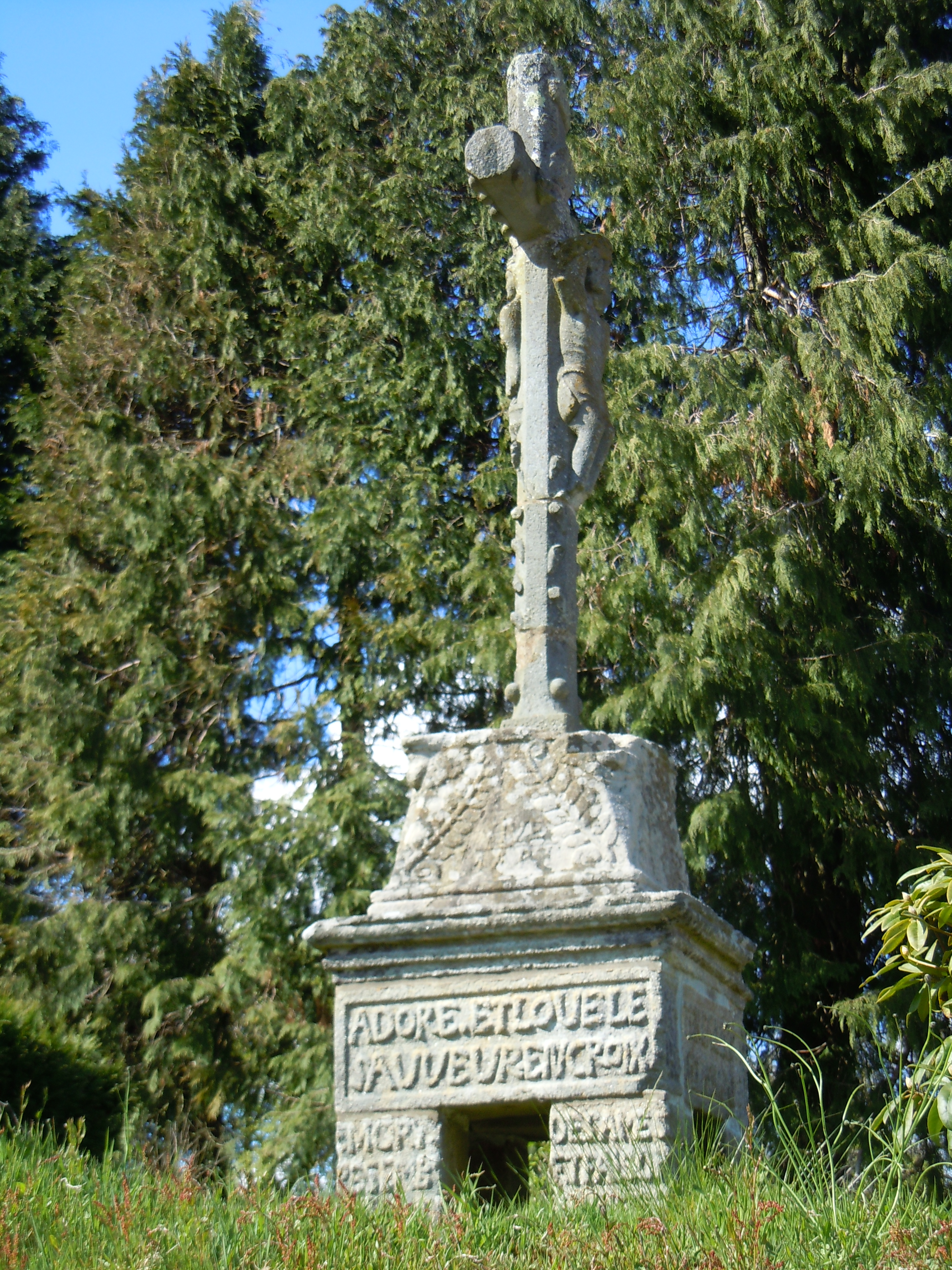
La Croix du Grellec a été érigée au début du XVIIIe siècle.

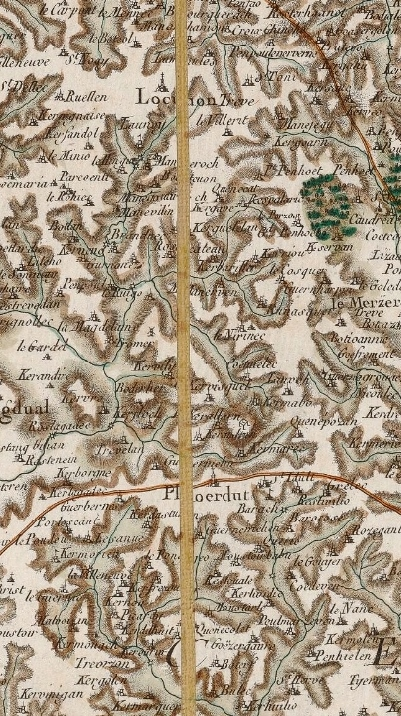
Carte de Cassini de la paroisse de Ploërdut et de sa trève de Locuon (1787).

Le 26 mars 1720, Laurent Le Moyne de Talhouët, qui résidait au manoir de Barach en Ploërdut, eût la tête tranchée place du Bouffay à Nantes pour avoir conspiré contre le roi avec trois autres gentilshommes des environs. Il était considéré comme un des principaux protagonistes  de la conspiration de Pontcallec. Il était âgé de 52 ans et comptait vingt-cinq ans de service militaire auprès du roi à son décès.
En 1746, Marion du Faouët et son compagnon Henry Pezron dit Henvigen ainsi que trois acolytes sont arrêtés par la maréchaussée au village de Boterff en Ploërdut alors qu'ils avaient trouvé refuge pour la nuit dans le faux grenier d'une des fermes du village. En fait un saunier ambulant, qui avait passé la soirée avec Marie Tromel et sa bande, sans éveiller leur méfiance, les avaient dénoncés. À la suite de cette arrestation, Hanvigen sera pendu alors que Marie Tromel sera condamnée à être fustigée, nue, de verges par trois jours de marché par les carrefours de la ville de Rennes.
Selon l'ingénieur géographe Jean-Baptiste Ogée la paroisse de Ploërdut (qu'il écrit "Plouerdut"), y compris sa trève de Locuon, comptait 4 000 communiants vers 1780. Toujours selon lui, des pâturages excellents, des terres en labour, beaucoup de landes et des arbres à fruit pour le cidre, voilà ce que l'on y remarquait. Il précise aussi que la cure est à l'alternative, que la paroisse ressortit à Hennebont et dépend de la subdélégation de Guémené et qu'on y voit une justice patibulaire.

### Révolution française
En 1790 la paroisse est érigée en commune et chef-lieu de canton, dépendant du district du Faouët et annexe sa trève de Locuon. La période révolutionnaire ne se passe pas sans heurts. Les biens des chapelles de Crénénan et de Barrac'h sont mis en vente comme biens nationaux le 26 juin 1794. Le prêtre jureur Jean Le Postollec, curé de Ploërdut, est exécuté par les Chouans la même année. Le 14 juin 1795, 500 chouans, en route vers la poudrerie de Pont-de-Buis, font une halte à Ploërdut et vident cinq barriques de cidre, et mangent un bœuf, une génisse et plusieurs veaux.

### LeXIXesiècle
En 1840, une école publique pour les garçons est ouverte. Elle reçoit la première année 24 élèves. Plus tard 60 élèves s'entassent dans 33 m2, l'instituteur utilisant une partie des locaux comme écurie. Une école de filles ouvre en 1870 à la suite de l'obligation qui leur en est faite pour les communes de plus de 500 habitants. C'est une petite fille de Napoléon Ier, Charlotte Fanny Léon, qui sera leur enseignante en 1888 et en 1889. En effet le père de Charlotte était le fruit d'une aventure de l'empereur avec Éléonore Denuelle de La Plaigne. Elle n'est âgée que de 21 ans au moment de sa prise de fonction et il s'agit de son premier poste. 50 petites filles lui sont confiés pendant deux ans. Elle quittera Ploërdut pour un poste en Algérie.
Une école de quartier vit aussi le jour au bourg de Locuon à la suite de la mise à disposition de locaux par la fabrique en 1872. Les premiers cours y seront dispensés par des religieuses.
En 1867 une épidémie de rougeole provoqua 75 décès à Ploërdut.
En 1866, sur une population de 3 672 habitants, seulement 189 savent lire et écrire. En 1871, une épidémie de variole qui sévit en Bretagne cause 60 décès à Ploërdut dont 30 enfants. En 1872, on dénombre 1 052 colons et métayers, 882 propriétaires, 518 domestiques agricoles, 309 journaliers et employés et 45 mendiants.
Lors des élections législatives de 1876 « de nombreux témoins ont déposé qu'à Pluméliau, à Cléguérec, à Moustoir-Ac, à Baud, à Séglien, à Locuon, à Naizin, à Noyal-Pontivy, et dans un grand nombre d'autres communes, les curés et les vicaires se tenaient, le jour du scrutin, à la porte des sections de vote, surveillaient les bulletins, déchiraient ceux de M. Cadoret, forçaient les électeurs à prendre ceux de M. de Mun, et les conduisaient voter ».
Locuon fut érigé en section en 1853. En 1876 « à Locuon qui est une section de Ploërdut, le scrutin, faute d'un local convenable, est toujours installé dans le presbytère, qui est à peu près la seule maison du bourg où on puisse le faire ». Le Bris, instituteur en congé à Ploërdut, fut révoqué par le Préfet du Morbihan pour « propagande bonapartiste » : il avait crié le soir du 23 février 1876 « Vive Napoléon ! Vive l'empire ! ».
Le 19 juillet 1884 un violent incendie détruisit 15 maisons dans le bourg de Ploërdut, plongeant de nombreuses familles dans la misère car elles n'étaient pas assurées.
Un décret présidentiel en date du 11 avril 1893 décide que la commune de Ploërdut aura désormais un adjoint au maire supplémentaire, spécialement chargé de la section de Locuon et dispose depuis 1894 de ses propres registres d'état-civil.

### LeXXesiècle

#### La Belle Époque

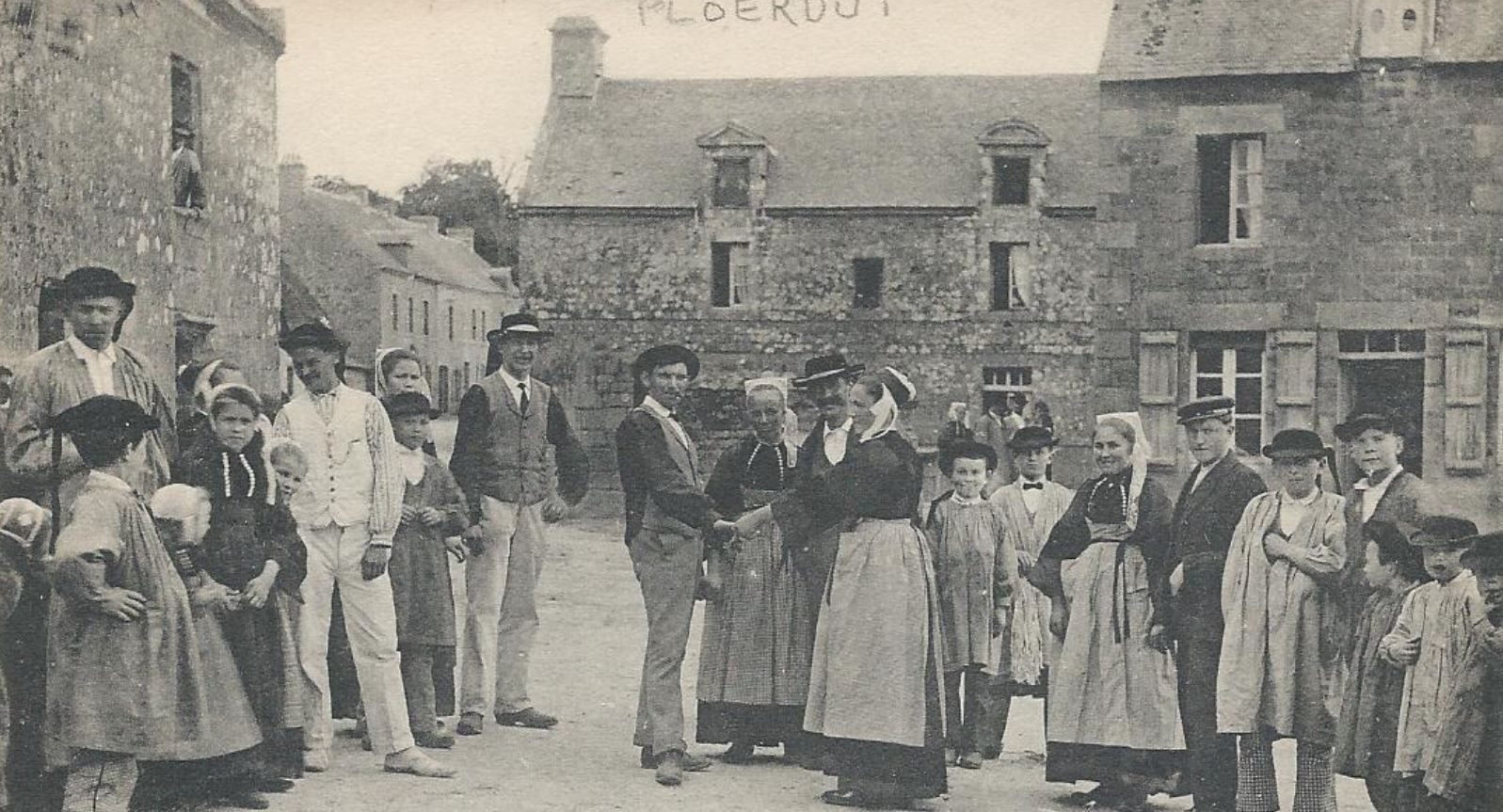
Habitants de Ploërdut s'apprêtant à danser une ridée.
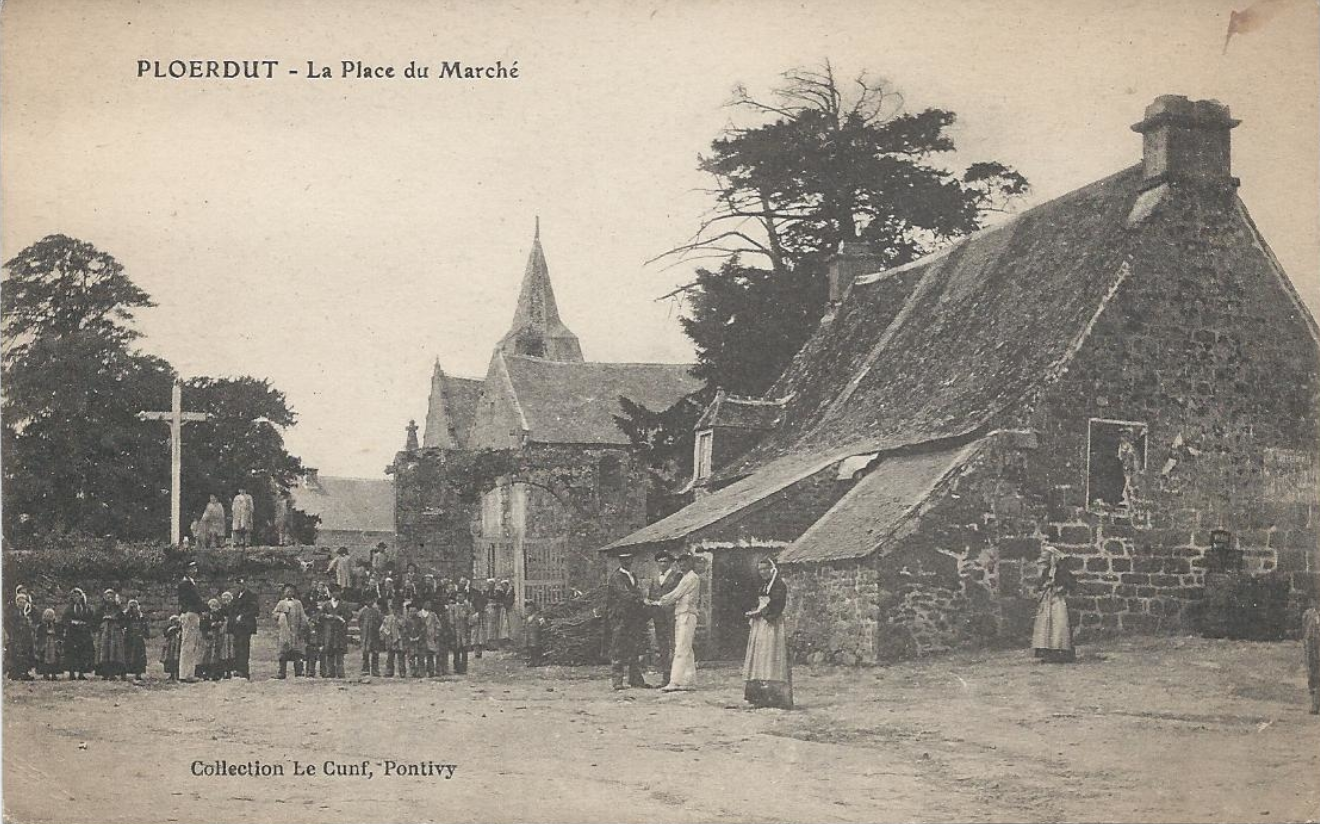
Regroupement d'habitants de Ploërdut, Place du Marché.
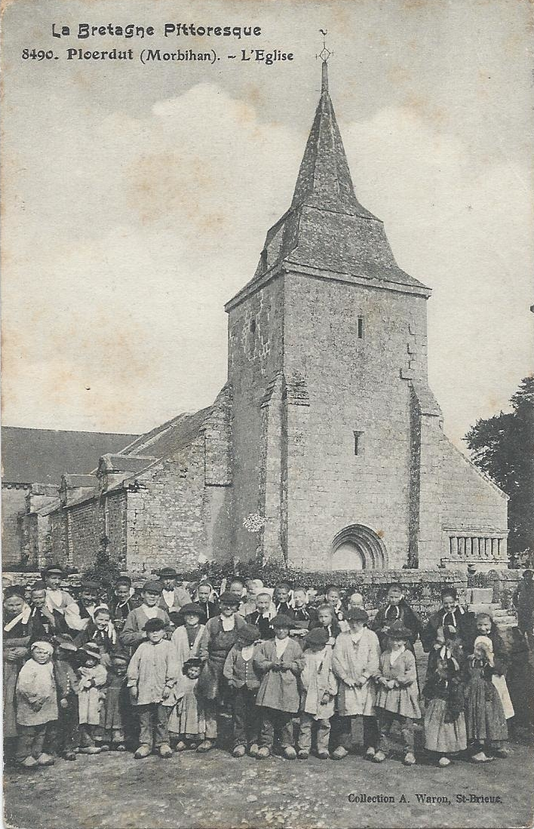
L'église avec au premier plan un groupe de villageois.
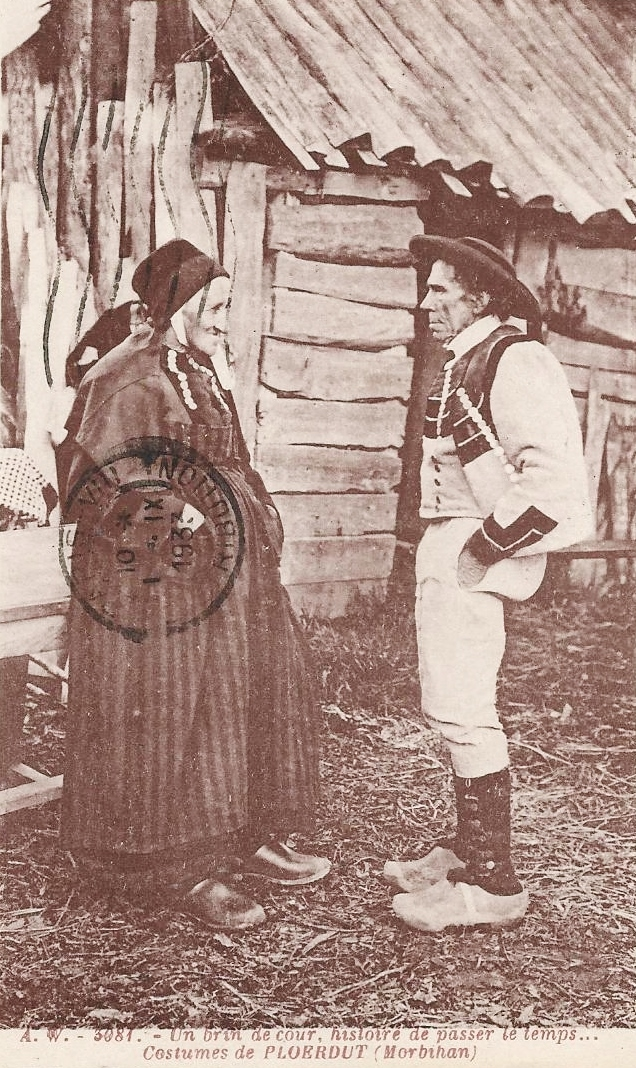
Habitants de Ploërdut en costumes traditionnels de la région vers 1910 (carte postale Armand Waron).

Un décret présidentiel en date du 6 juillet 1913 attribué à la commune de Ploërdut une maison affectée à usage scolaire, ayant appartenu à la fabrique de Locuon.

#### La Première Guerre mondiale

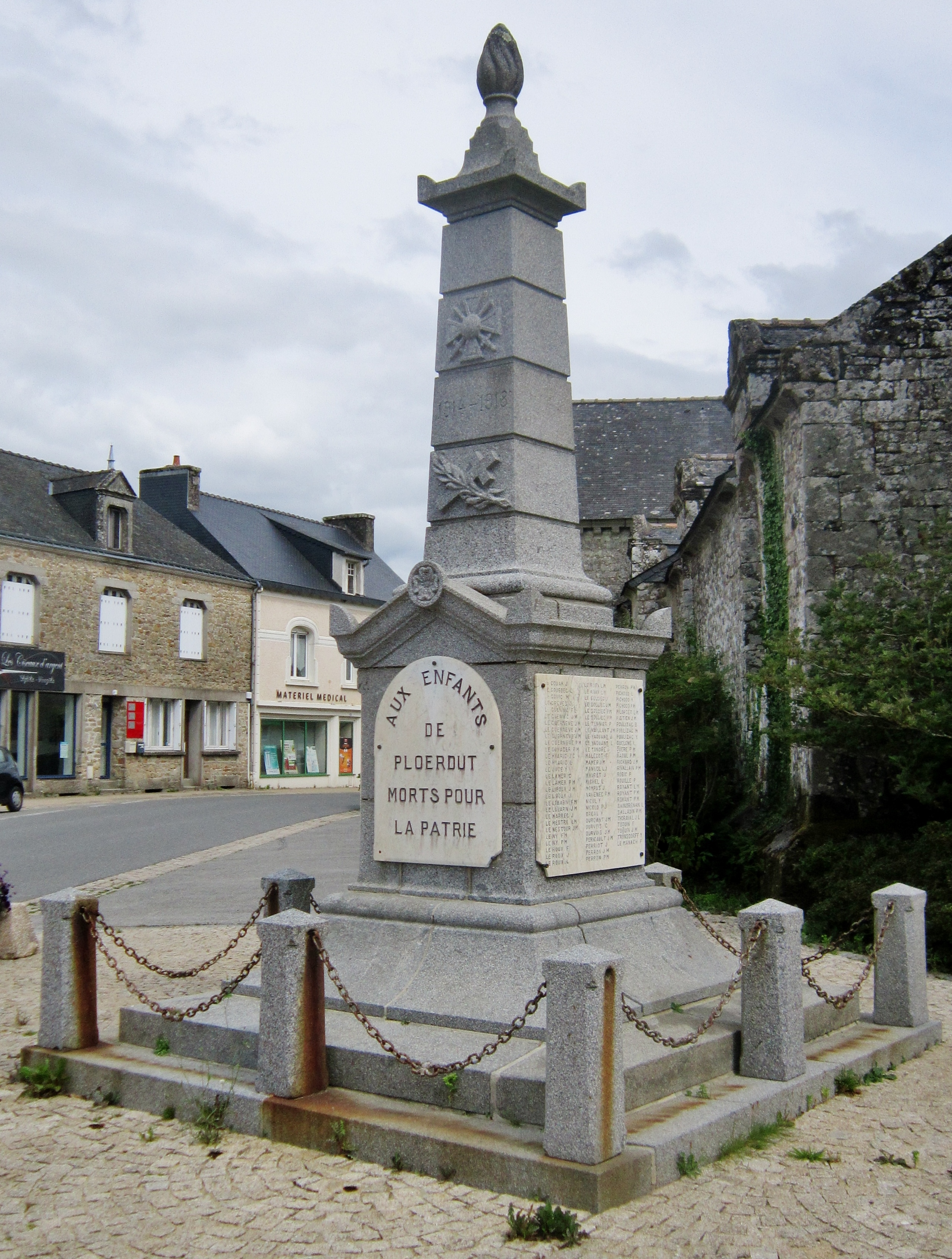
Le monument aux morts de Ploërdut.

Comme nombre de communes de Bretagne, Ploërdut paie un très lourd tribut à la Première Guerre mondiale. Le monument aux morts de Ploërdut porte les noms de 166 soldats morts pour la France pour une population de 3 500 habitants. Parmi eux 7 sont morts en Belgique, dont 5 dès le 22 août 1914 dans les combats de Maissin (Pierre Le Ny et Jean Péricaut), de Rossignol (François Le Toquin), de Virton (Joseph Bretonnic) et à Kortekeer le 19 septembre 1914 (Louis Le Fur) ; Louis Guillemot est mort lors de la Bataille de Sedd-Ul-Bahr en 1915 et Barthélemy Guillemot en 1917 dans l'actuelle Macédoine  du Nord ; Gilles Evanno est mort en captivité en Allemagne ; François Hellec, matelot, est mort lors du naufrage du cuirassé Suffren torpillé par un sous-marin allemand en 1916 ; la plupart des autres sont morts sur le sol français (parmi eux par exemple l'abbé Joachim Le Yondre, qui était vicaire-instituteur à Ploërdut, sous-lieutenant au 87e régiment d'infanterie, tué à l'ennemi le 17 septembre 1916 à Belloy-en-Santerre (Somme).

#### L'Entre-deux-guerres
La première cabine téléphonique de Ploërdut est installée en novembre 1921.
Le pardon de Notre-Dame de Crénénan était alors très fréquenté, comme en témoigne un article du journal L'Ouest-Éclair du 28 août 1930.
Le nouveau groupe scolaire de Locuon est inauguré le 17 janvier 1932.

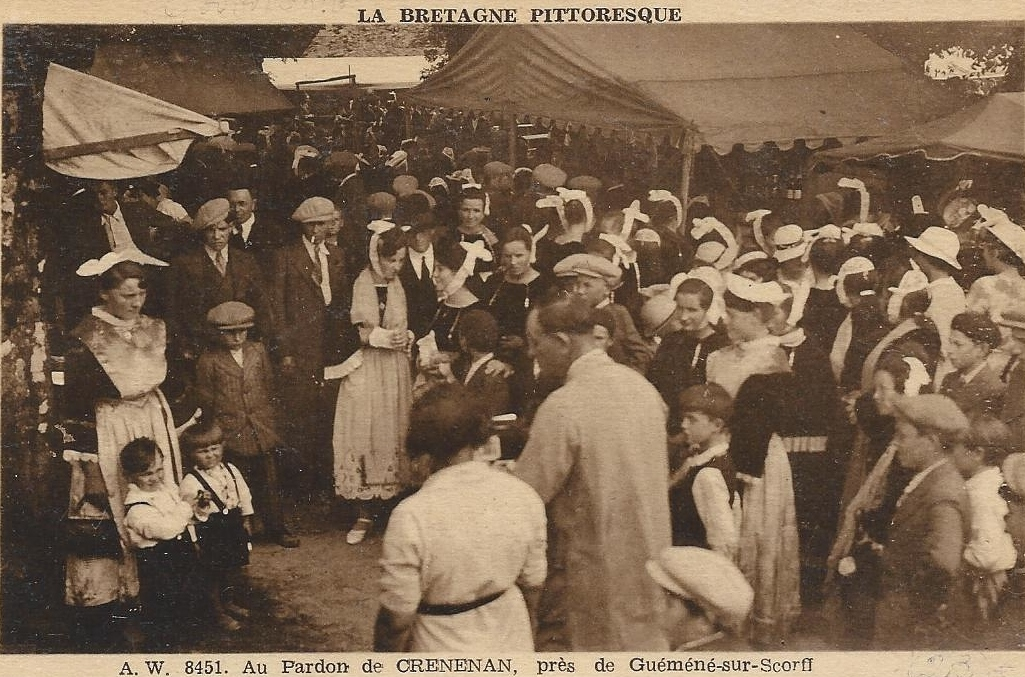
Le Pardon de Notre-Dame-de-Crénénan vers 1920 (carte postale Armand Waron).
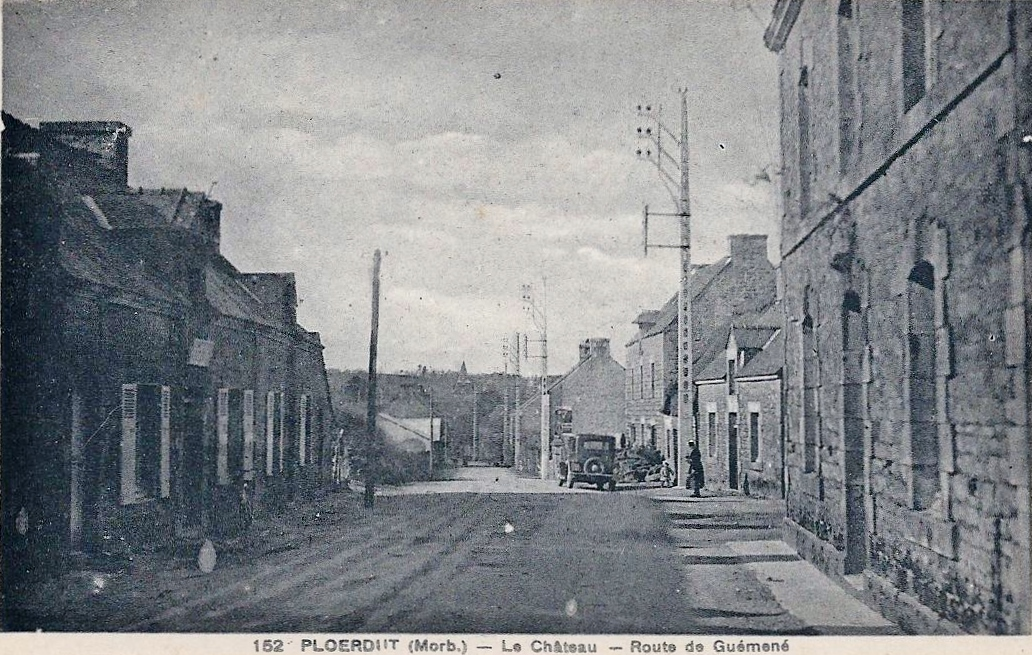
Ploërdut ː la route de Guémené vers 1920 (carte postale).
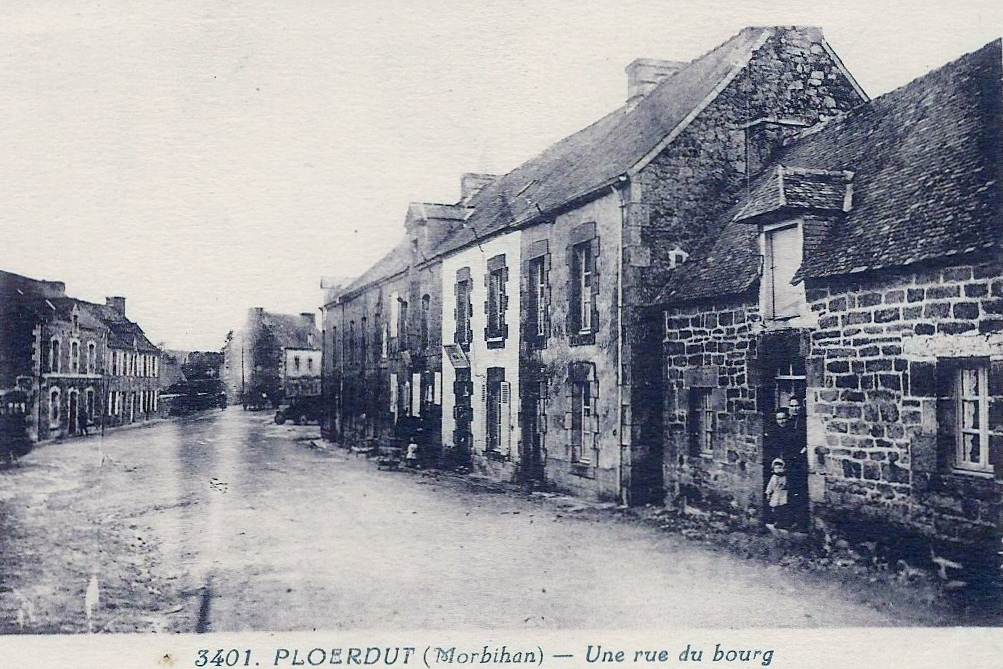
Ploërdut ː une rue du bourg vers 1920 (carte postale).
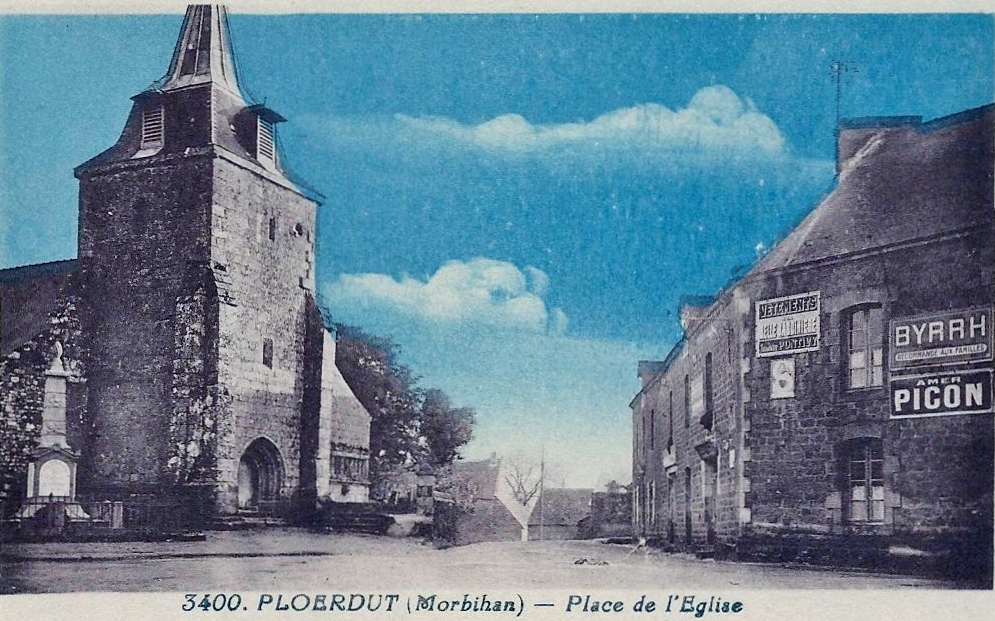
Ploërdut ː la place de l'église vers 1920 (carte postale colorisée).
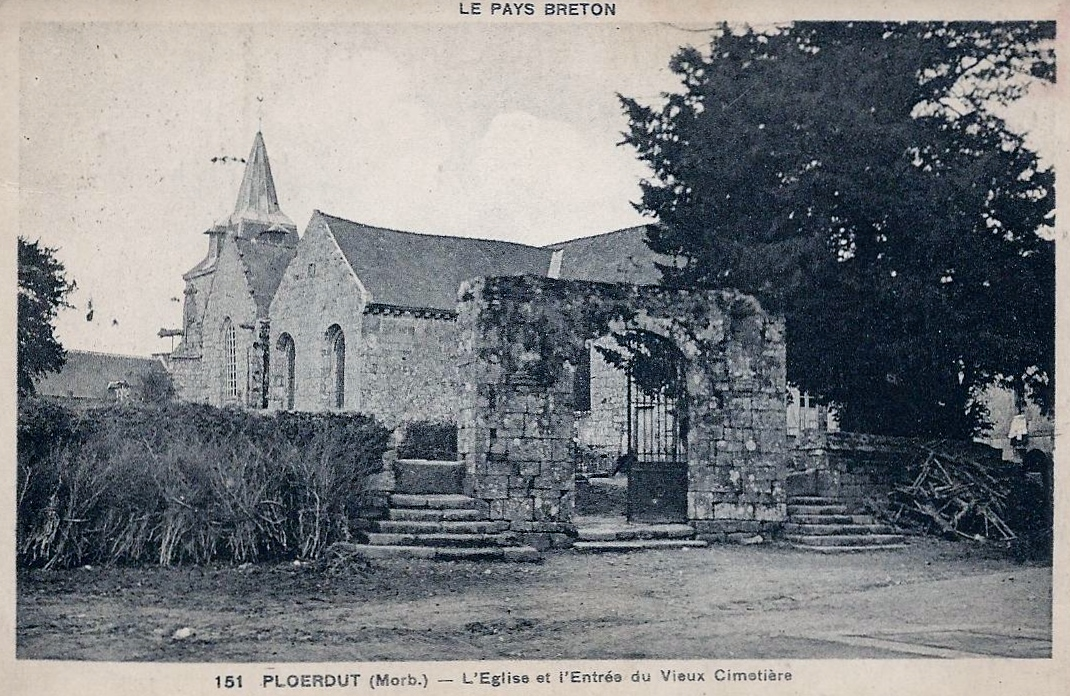
Ploërdut ː l'église paroissiale Saint-Pierre et l'entrée du vieux cimetière (carte postale, vers 1930).
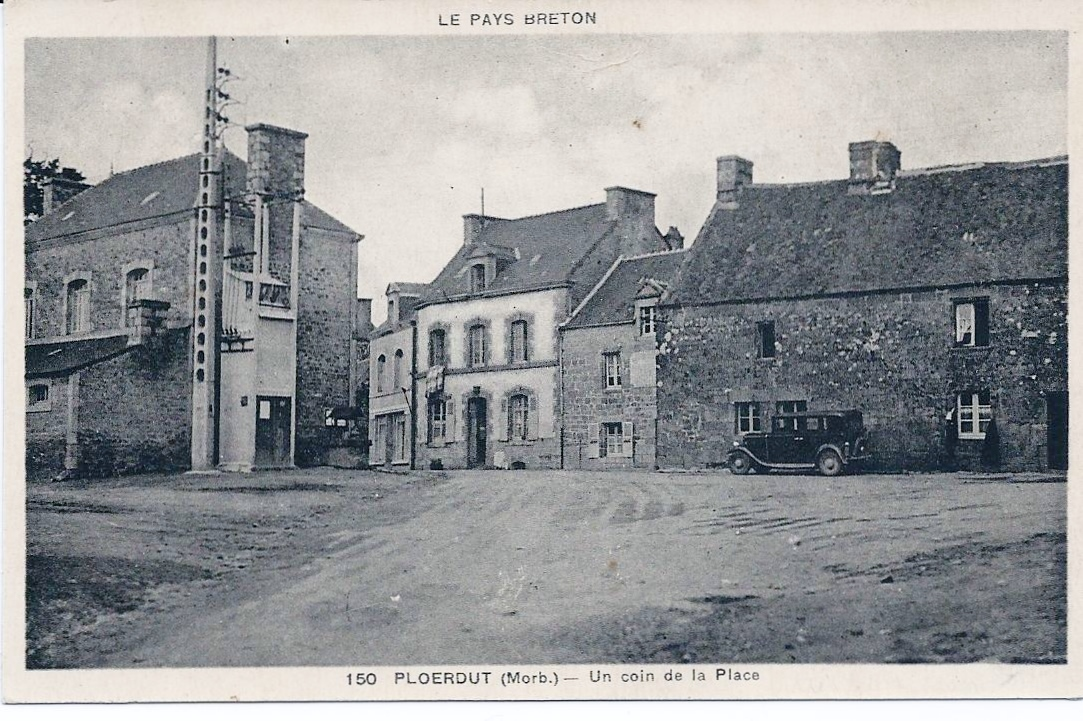
Ploërdut ː un coin de la place du centre du bourg vers 1930 (carte postale).

##### L'incendie du hameau de Kerviniguen en 1932
Un incendie ravagea le hameau de Kerviniguen en Ploërdut le 29 février 1932, il anéantit 22 bâtiments et rendit 9 ménages sans abri ; les bâtiments incendiés étaient tous couverts de chaume ; ce village avait déjà été victime d'un incendie en 1885.

##### La langue traditionnellement parlée
La langue en usage sur la commune avant le basculement linguistique survenu au siècle dernier était le bas vannetais pourlet, un sous-dialecte du breton vannetais.

#### La Seconde Guerre mondiale
Le monument aux morts de Ploërdut porte les noms de 14 personnes mortes pour la France pendant la Seconde Guerre mondiale. Parmi elles, deux soldats (Jean Jacob et Pierre Le Bris) tués à l'ennemi au printemps 1940 lors de la Campagne de France ; deux résistants (Pierre Nalbaut et Ernest Valverde) tués au combat le 31 juillet 1944 à proximité du village de Moustoirialan, où une stèle commémorative perpétue leur souvenir. Un autre monument commémoratif honoré la mémoire de deux résistants FFI (Pierre Le Lay et Joseph Pérès) fusillés par les Allemands le 27 juin 1944 le long de la route de Saint-Tugdual ; deux autres résistants ont été fusillés : Joseph Le Ny le 8 juin 1944 à Ploërdut et Joseph Palaric le 6 juillet 1944 à Berné. Deux résistants sont morts dans des camps de concentration : Georges Baucher au camp de concentration de Neuengamme le 15 août 1944 et Alexis Christien le 7 mai 1945 à celui de Bergen-Belsen. Félicien Le Ravallec est mort en captivité en Allemagne le 31 mars 1945.

## Blasonnement
|  | Les armoiries de Ploërdut se blasonnent ainsi : De gueules à la fasce diminuée d’argent chargée d’un entrelacs de sable mouvant des flancs, accompagnée en chef de deux macles d’or et en pointe d’un buste nimbé de Saint Iltut du même – au chef aussi d’argent chargé de cinq mouchetures d’hermine de sable. |

## Politique et administration

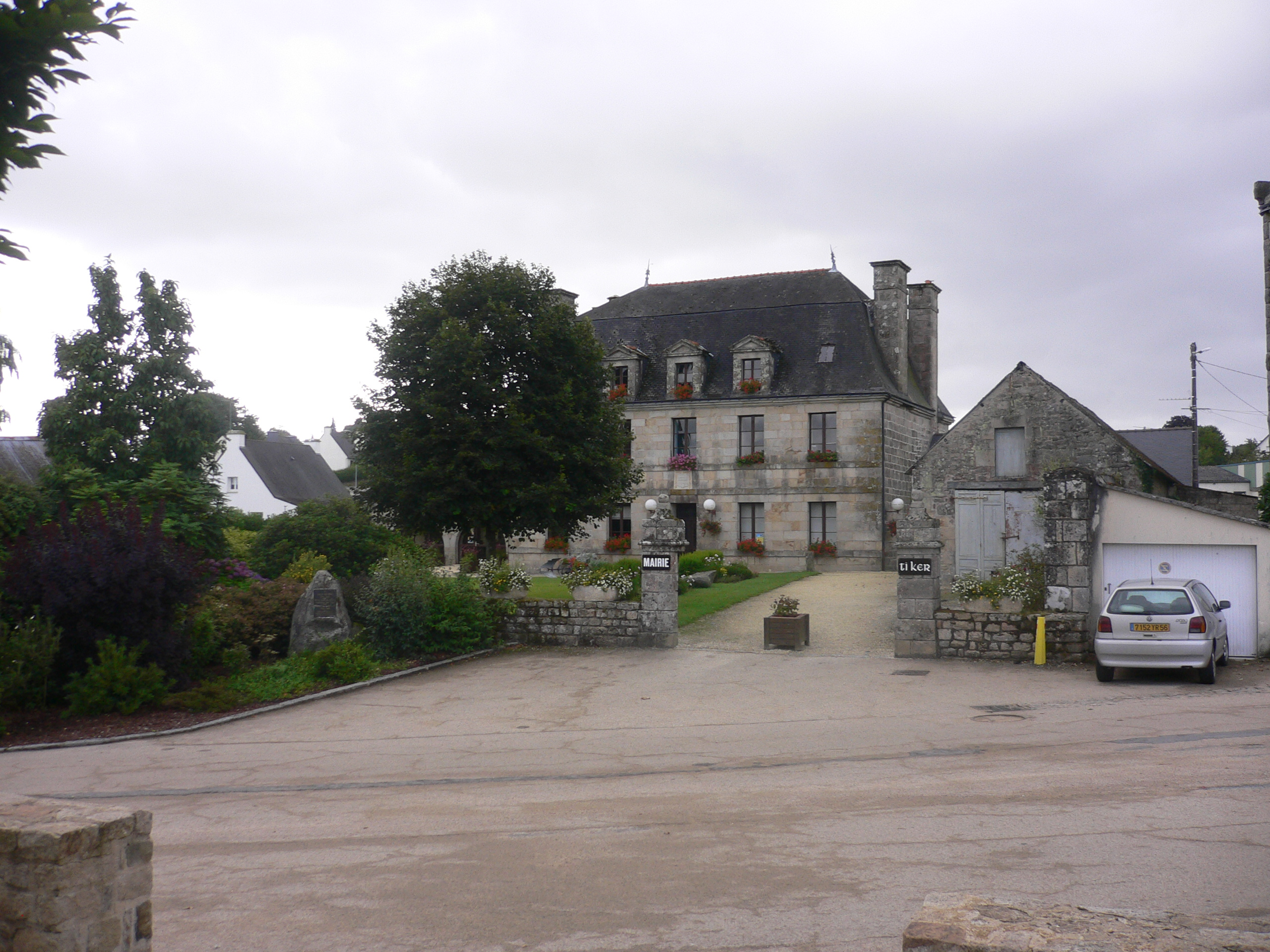
La mairie.

| Période                                  | Période    | Identité                            | Étiquette               | Qualité |
| ---------------------------------------- | ---------- | ----------------------------------- | ----------------------- | --- |
|                                          |            |                                     |                         | |
| avant 1813                               | 1822       | François-Mathurin Le Moyne-Kerourin |                         | |
| 1822                                     | 1826       | Le Gac                              |                         | |
| 1826                                     | 1829       | Picard (ou Picardo ?)               |                         | |
| 1829                                     | 1838       | Pierre Quéré                        |                         | Laboureur. |
| 1838                                     | 1843       | Michel Marie Le Blanc               |                         | Receveur buraliste en 1869. |
| 1843                                     | 1848       | Le Bris                             |                         | |
| 1848                                     | 1868       | Pierre Le Bozec                     |                         | Cultivateur. |
| 1868                                     | 1870       | Jean Le Maur                        |                         | Laboureur. |
| 1870                                     | 1875       | Louis Le Bail                       |                         | Laboureur. |
| 1875                                     | 1876       | Guillaume Morgant                   |                         | Cultivateur. |
| 1876                                     | 1878       | Joseph-Louis Le Bris                |                         | Propriétaire. |
| 1878                                     | 1881       | Mathurin Le Gal                     |                         | |
| 1881                                     | 1888       | Joseph-Louis Le Bris                |                         | Déjà maire entre 1876 et 1878. |
| 1888                                     | 1892       | Joseph-Marie Le Quéré               |                         | Laboureur au village de Guernévélien. |
| 1892                                     | 1910       | Joseph-Louis Le Bris                |                         | Déjà maire entre 1876 et 1878 et entre 1881 et 1888. |
| 1910                                     | 1914       | Louis Le Bozec                      | Républicain             | Cultivateur. Militant laïque. |
|                                          |            |                                     |                         | |
| avant 1922                               | après 1922 | Yves Le Du                          | Radical                 | Conseiller d'arrondissement de 1919 à 1940. |
| avant 1928                               | 1933       | François Jouanno                    |                         | Laboureur. |
| 1933                                     | 1953       | Louis Le Bozec                      | Parti radical puis SFIO | Déjà maire entre 1910 et 1914. |
| 1953                                     | 1979       | Louis Le Bec                        | SFIO-PS                 | Directeur d'école. Secrétaire de mairie. Ancien résistant. Chevalier de la Légion d'honneur. |
| 1982                                     | 1995       | Yves Guilloux                       | PS                      | Chevalier dans l'Ordre national du Mérite. Officier de l'Ordre National des Palmes Académiques. Ancien conseiller régional de Bretagne. Auteur des livres Le Triskell et l'écharpe et La Transceltique d’un maire breton. |
| 1995                                     | 2001       | Daniel Noguellou                    |                         | Ancien mécanicien de l'armée de l'air. |
| mars 2001                                | En cours   | Jean-Luc Guilloux                   | PS                      | Fonctionnaire. Réélu en 2008, 2014 et 2020. |
| Les données manquantes sont à compléter. |            |                                     |                         | |

## Lieux et monuments
La commune de Ploërdut possède un riche patrimoine architectural, et notamment de nombreux manoirs. En 1990, elle obtient le label « commune du patrimoine rural de Bretagne » pour la richesse de son patrimoine architectural et paysager.

### Vestiges préhistoriques et antiques
- Vestiges de l'allée couverte de Lannic ; couloir rectiligne d'environ 20 mètres de long et 1,80 mètre de large, très détérioré par des carriers. Une partie du cairn existe encore à l'ouest.
- Tumuli de Kerfandol datant de l'Âge du bronze
- Stèles datant de l'Âge du fer : stèle basse de Crénénan et stèle christianisée de la croix Saint-Ildut.

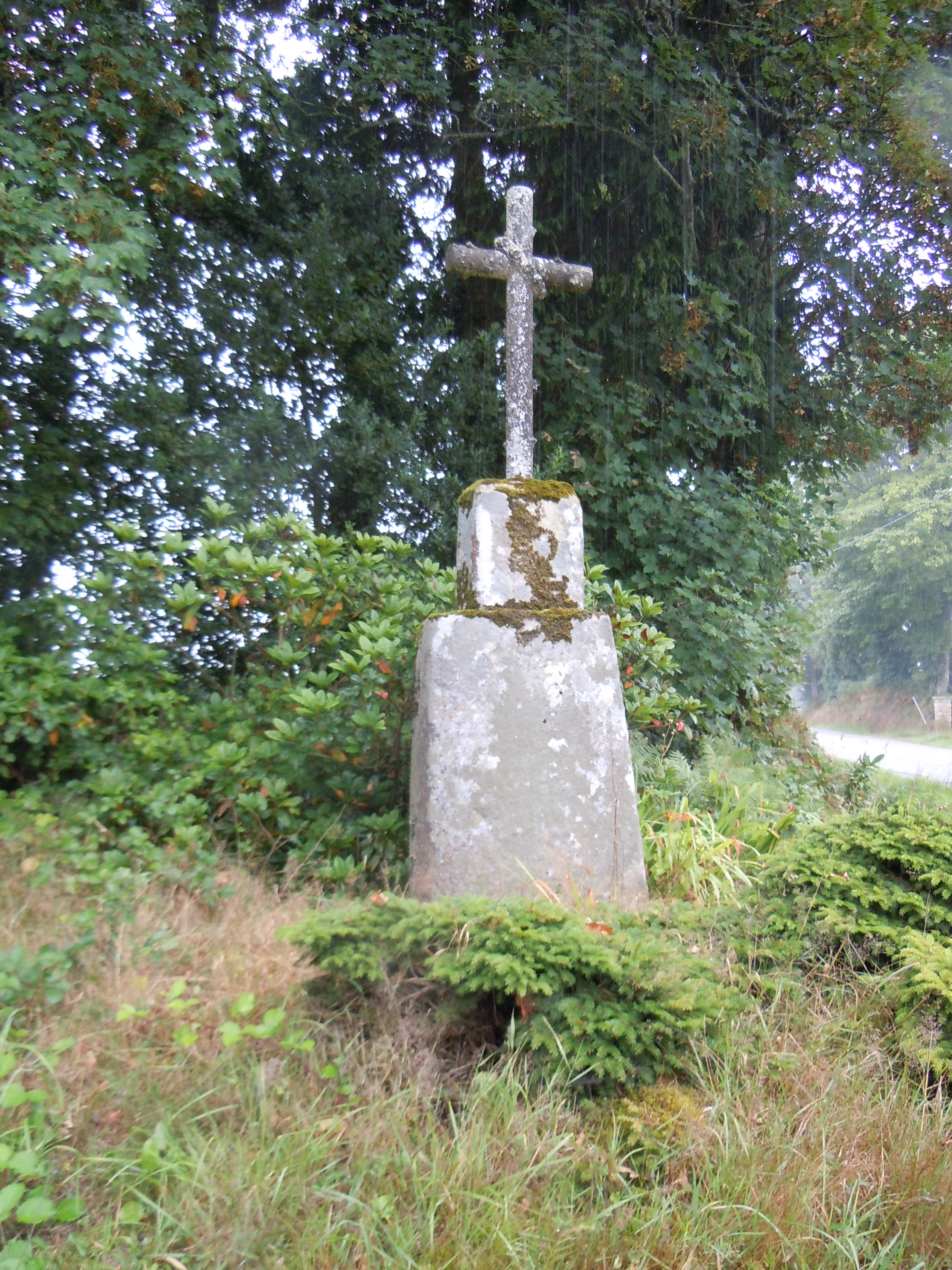
La croix de Saint-Ildut ; le socle de la croix est en fait une stèle datant de l'Âge du fer.
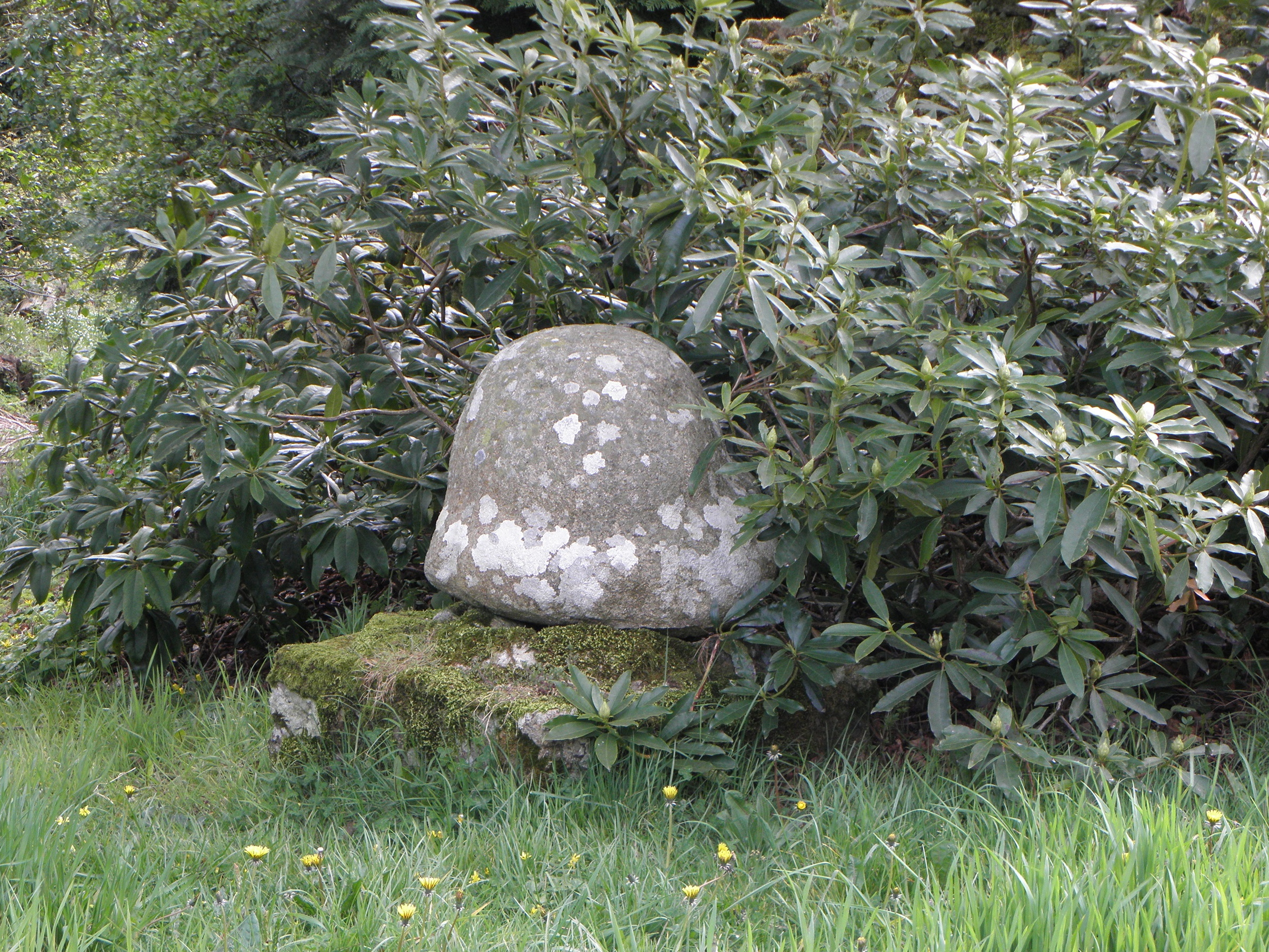
La stèle basse près de la chapelle Notre-Dame de Crénénan.

- Vestiges de la voie antique Hent Ahès qui reliait les cités antiques de Vorgium et Darioritum.
- Carrière antique de la chapelle Notre-Dame-de-la Fosse (site de Locuon) : les quarante-six marches du grand escalier sont disposées entre deux rampants de granite . En les descendant, on parvient à la chapelle, flanquée d'un enclos et d'une grotte de Lourdes, encastrée dans des parois monumentales et marquées de signes. Une niche à l'usage inconnu, deux visages gravés dans la roche et une croix potencée d'origine mérovingienne complètent le site à ce premier niveau. Un second niveau, plus bas, accessible par un escalier en trois volées (entouré de parois impressionnantes couvertes de mousses, de fougères, de scolopendres, etc..), mène à une plate-forme sur laquelle se trouve une fontaine et un bassin d'eau, accessibles par un chemin pavé d'ardoises. Longtemps abandonné (les bas-fonds de la carrière étaient envahis de broussailles et servaient de dépotoir) ; le site servit même à la pratique du moto-cross. Le site a été redécouvert par Marcel Tuarze et remis en valeur par l'association "Les Amis de Locuon"[69].
- Vestiges gallo-romains dans le bois de Lochrist : il pourrait s'agir des vestiges d'un ancien fanum.

### Église et chapelles

#### Église Saint-Pierre
Classé MH (1964) La nef du XIIe siècle de style roman. Il s'agit d'un des rares édifices de la région à avoir conservé sa structure romane. Le décor remarquable des chapiteaux est varié : spirales, entrelacs, cordages. Elle a été classée monument historique par arrêté du 13 mars 1964.
L'extérieur de l'église Saint-Pierre de Ploërdut est très peu monumental et n'offre rien de remarquable, mais l'intérieur est « une église romane très pure, munie de deux bas-côtés dont les arcades sont séparées par d'épaisses colonnes ou par de lourds piliers à colonnes engagées, ornées de chapiteaux à sujets inanimés. Il existe une très grande variété dans la disposition et la forme des colonnes, aussi bien que dans l'ornementation de leurs chapiteaux ».

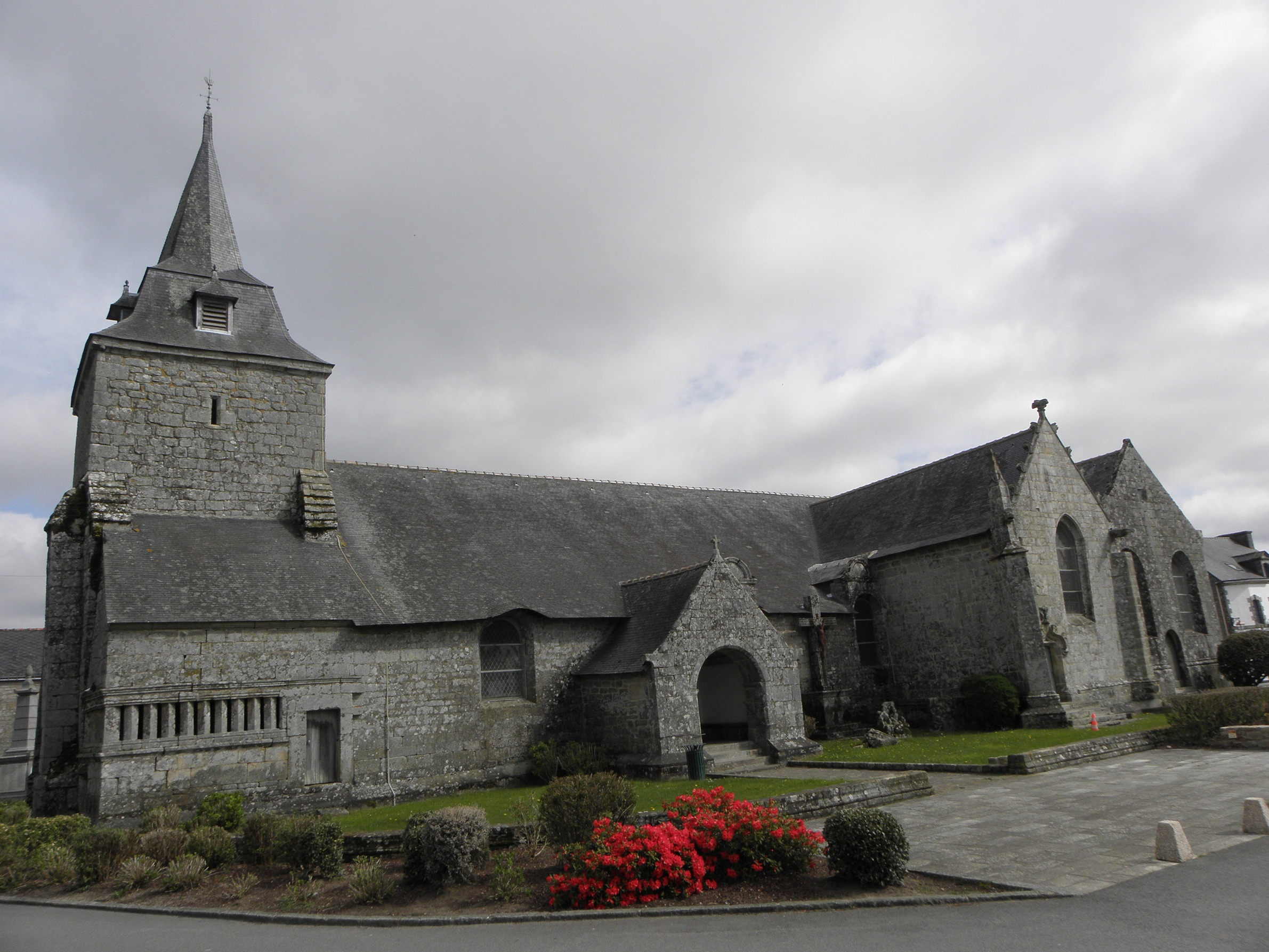
Vue extérieure d'ensemble.
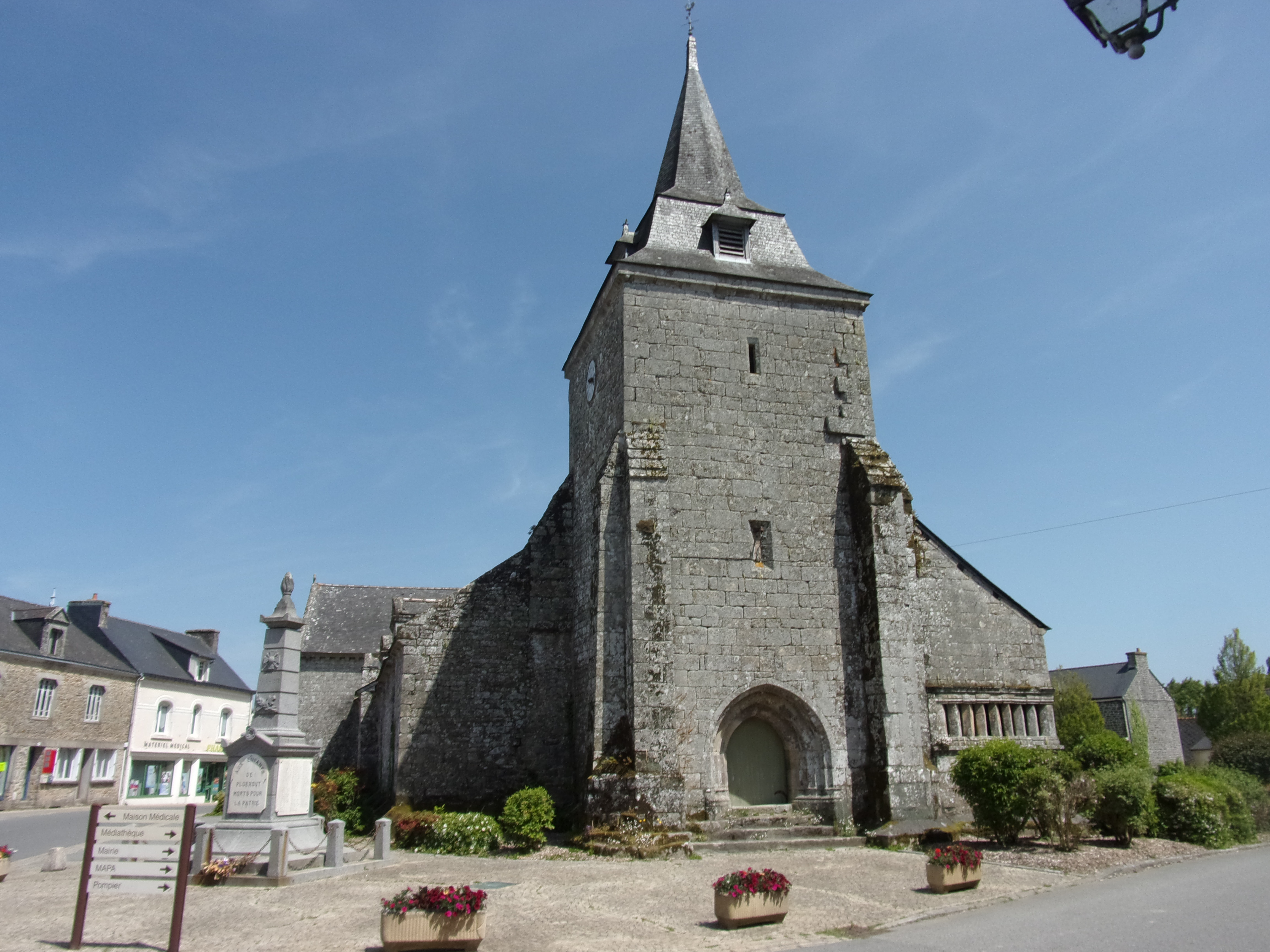
Façade ouest.
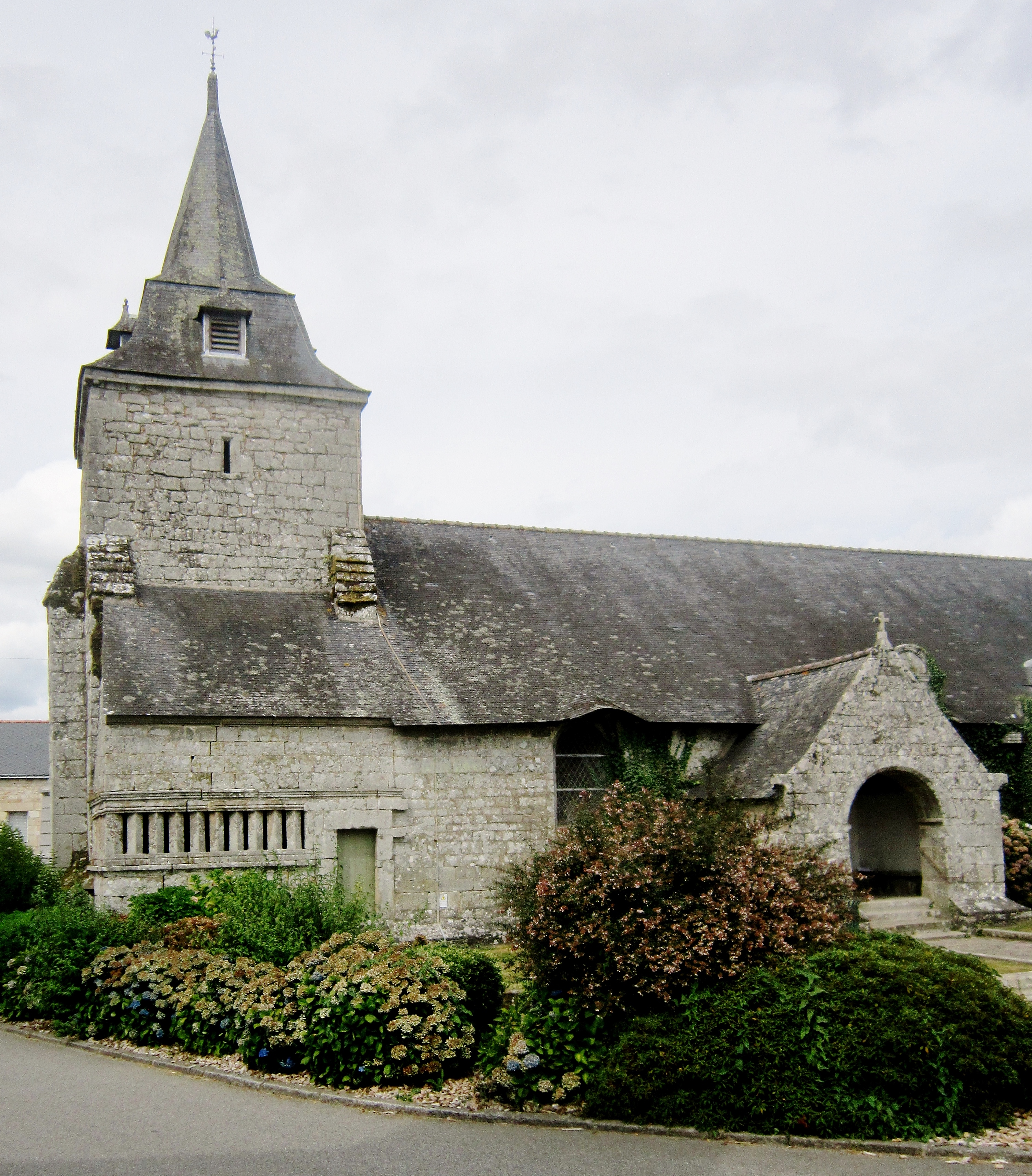
Clocher et porche.
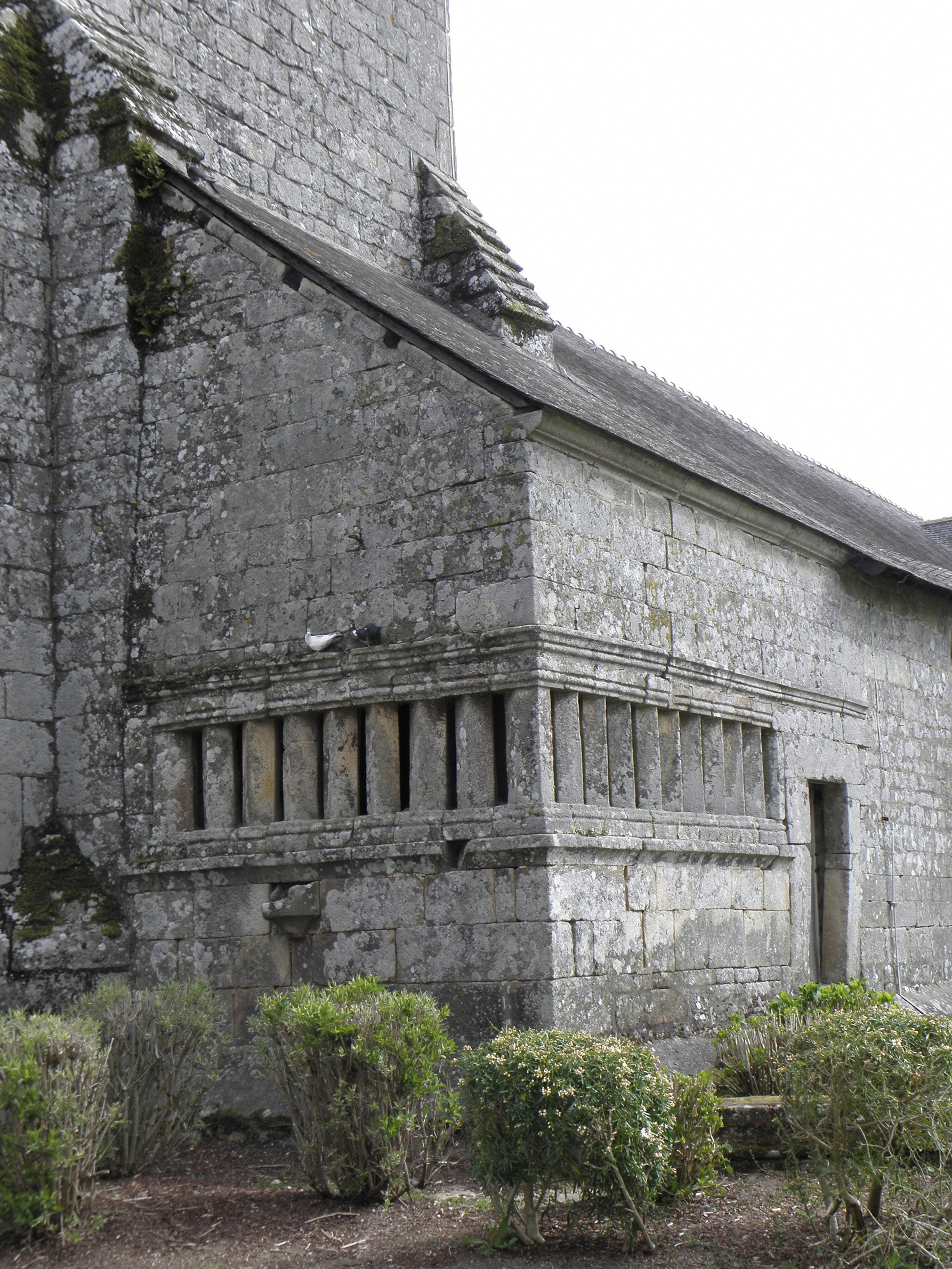
Ossuaire d'attache.
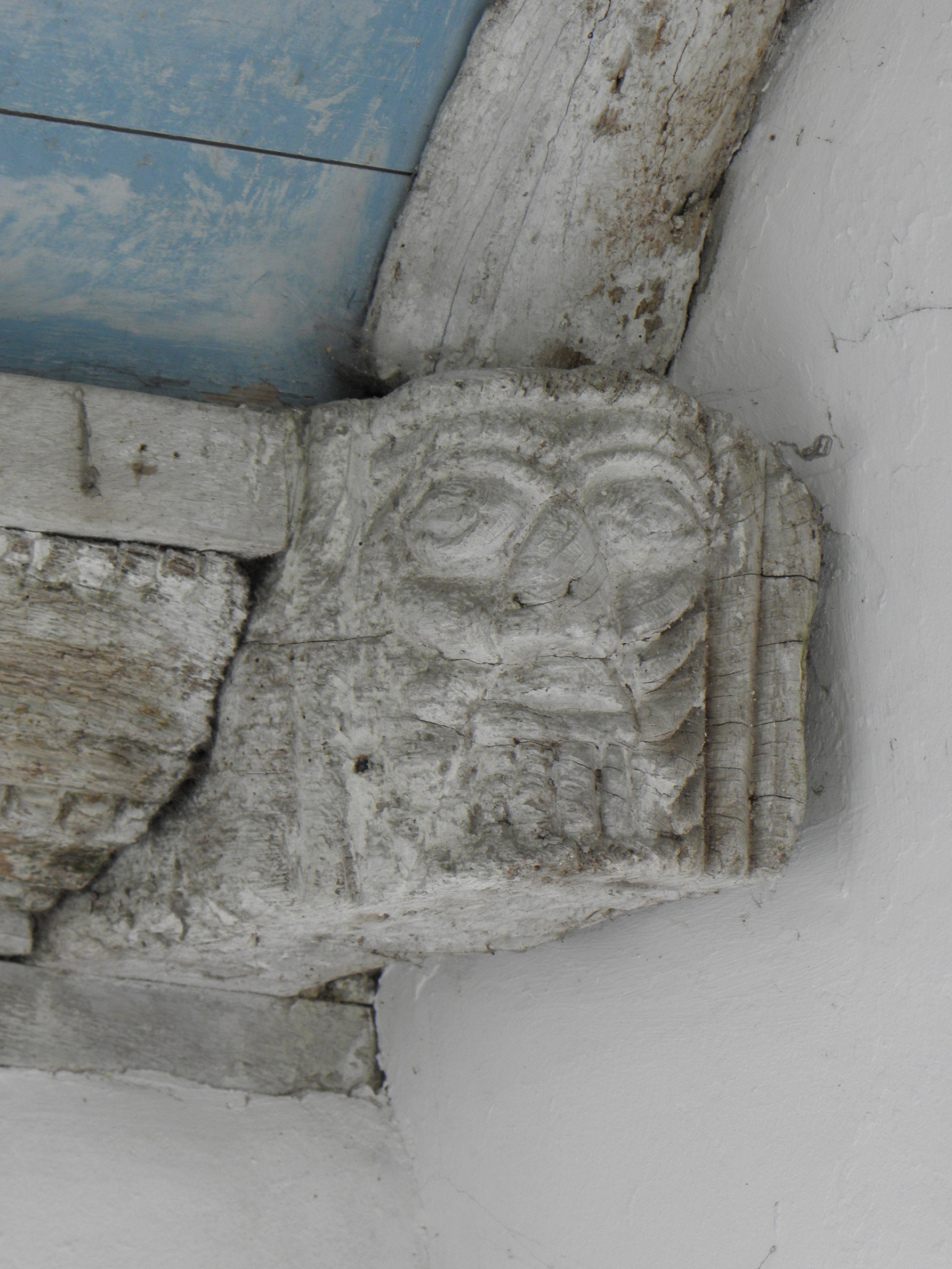
Blochet à l'intérieur du porche sud.
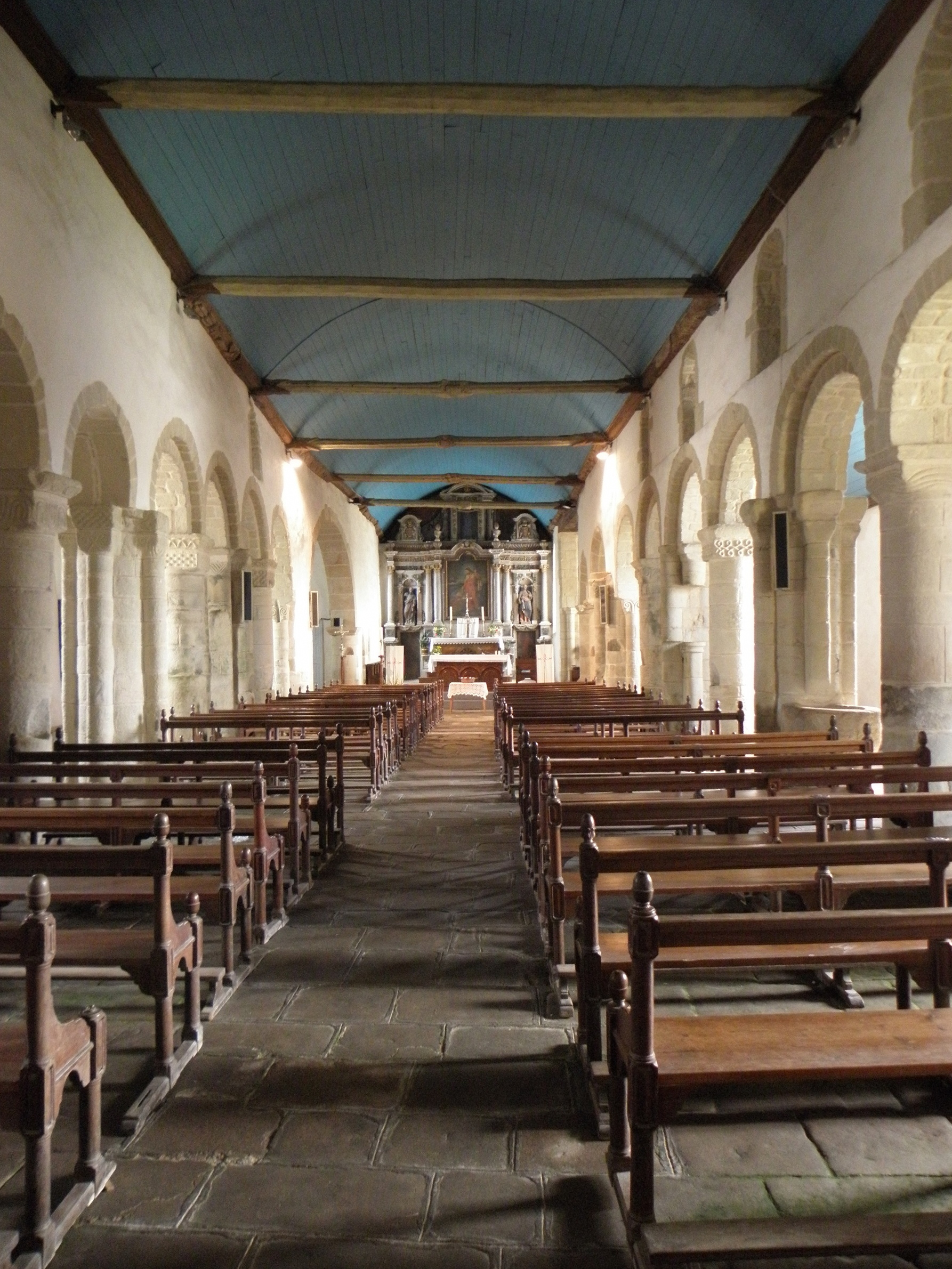
Vue intérieure d'ensemble.

#### Église Saint-Yon ou Saint-Guy
Autrefois siège de la trève disparue de Locuon. L'église, dédiée à un saint peu connu par ailleurs (saint Yon, à qui l'on a substitué saint Guy), bâtie au milieu du XVIe siècle, est accostée au sud, du porche, d'un ossuaire et d'une chapelle. Parallèle au vaisseau principal comme à Locmalo, celle-ci ouvre sur le chœur par deux arcades. À l'intérieur, le mobilier date du XIXe siècle, à l'exception du Christ en croix (XVIe siècle). Au nord, la chapelle des fonts baptismaux et la sacristie sont plus tardives (XVIIIe siècle). Le clocher, orné de figures humaines, s'appuie sur un mur pignon épais renforcé par deux puissants contreforts. Il domine l'enclos paroissial avec son cimetière et son calvaire retraçant la Passion du Christ (atelier régional, XVIe siècle).

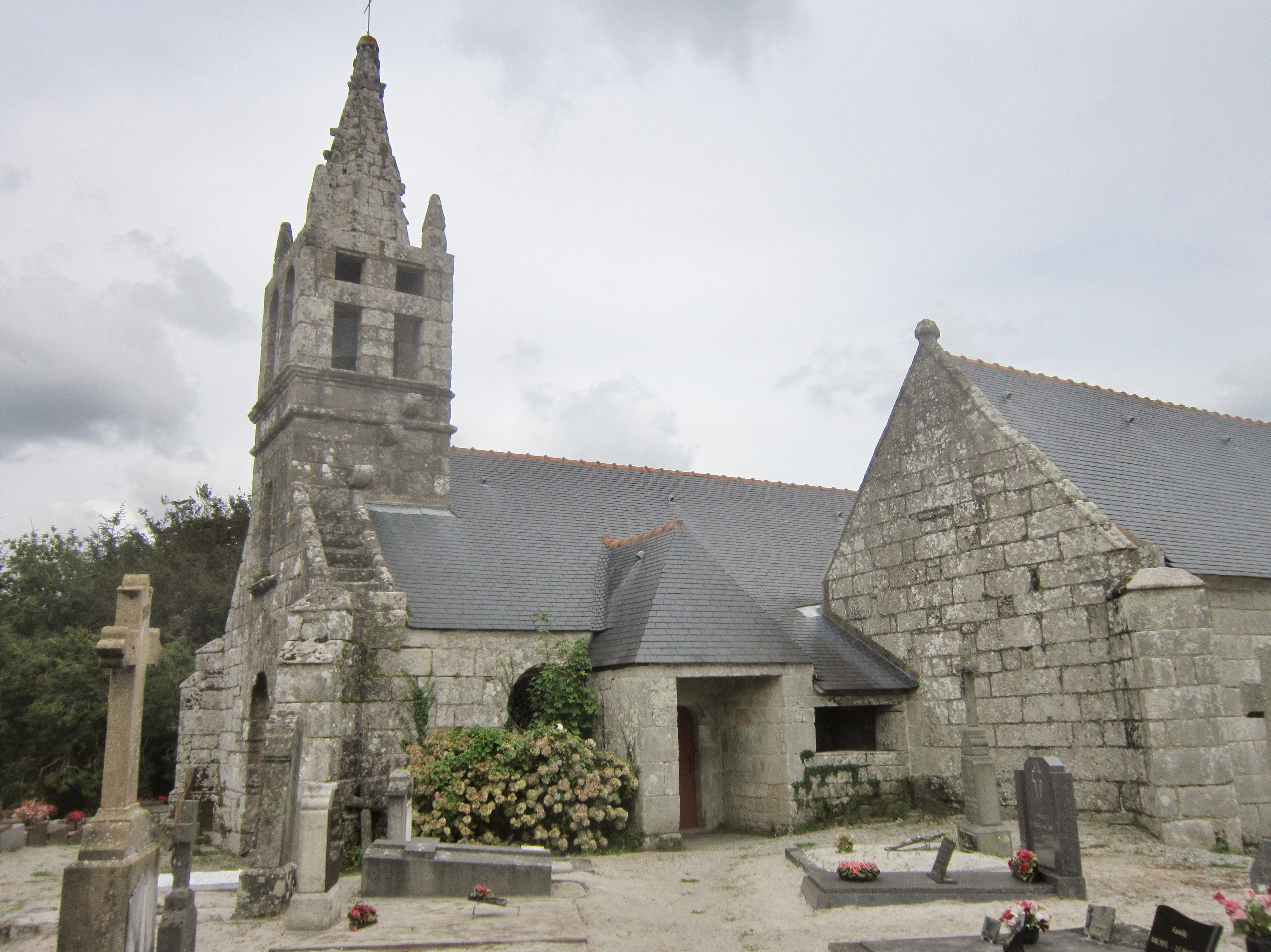
L'église Saint-Yon de Locuon : vue extérieure d'ensemble.
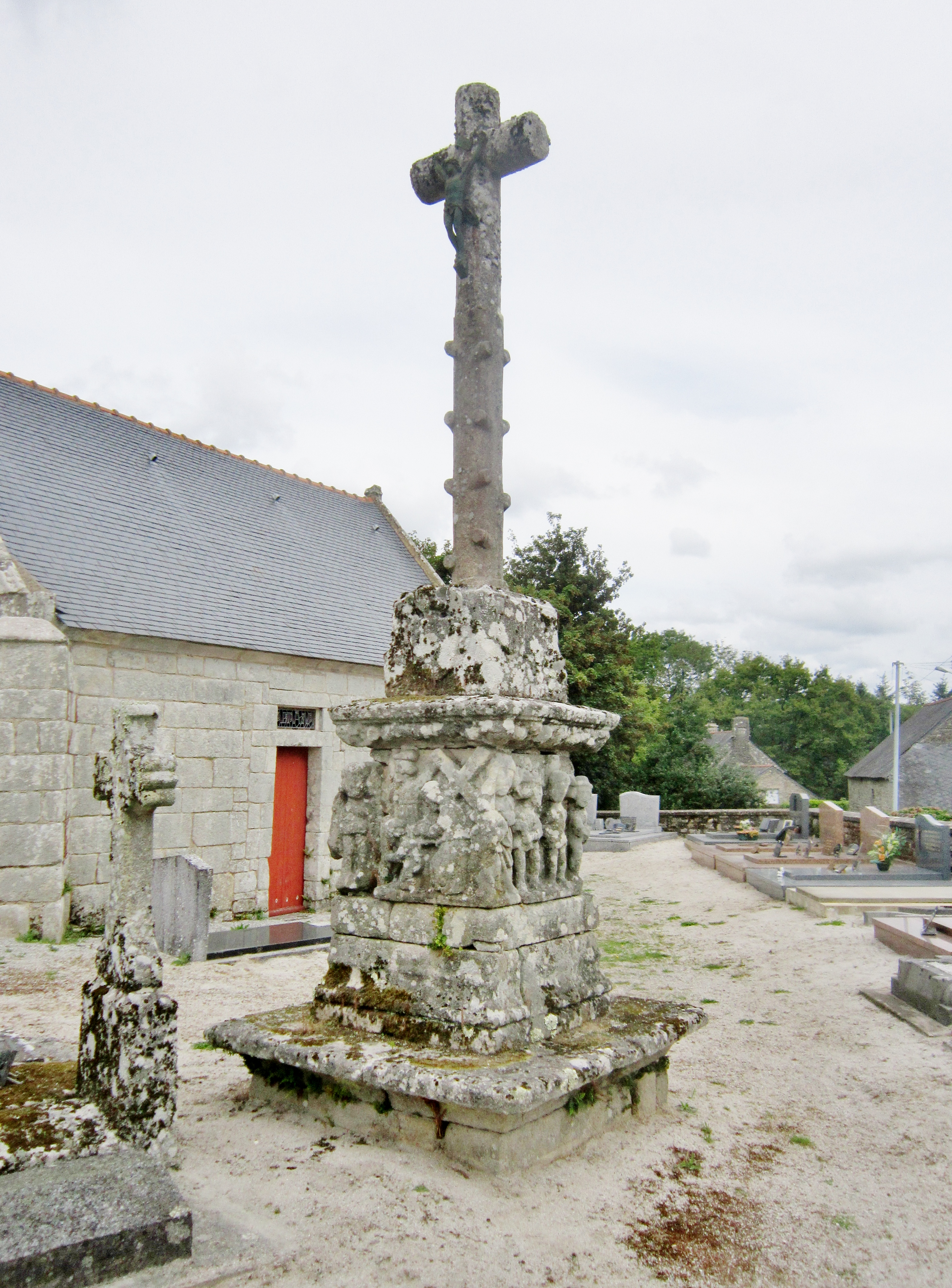
Locuon ː le calvaire situé dans l'enclos paroissial de l'église Saint-Yon, vue d'ensemble.
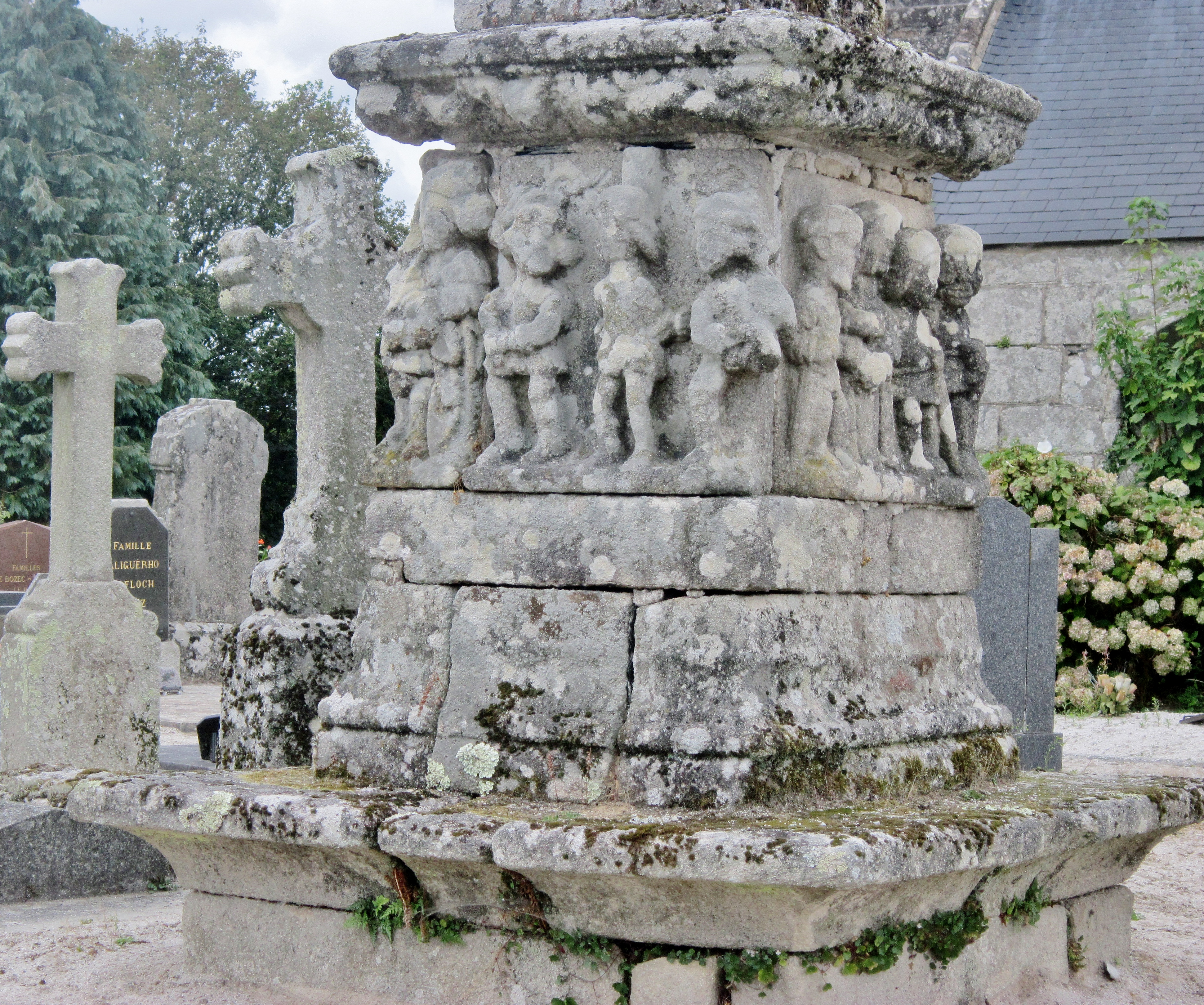
Locuon ː la base du calvaire, illustrant la Passion du Christ, du calvaire situé dans l'enclos paroissial de l'église Saint-Yon.
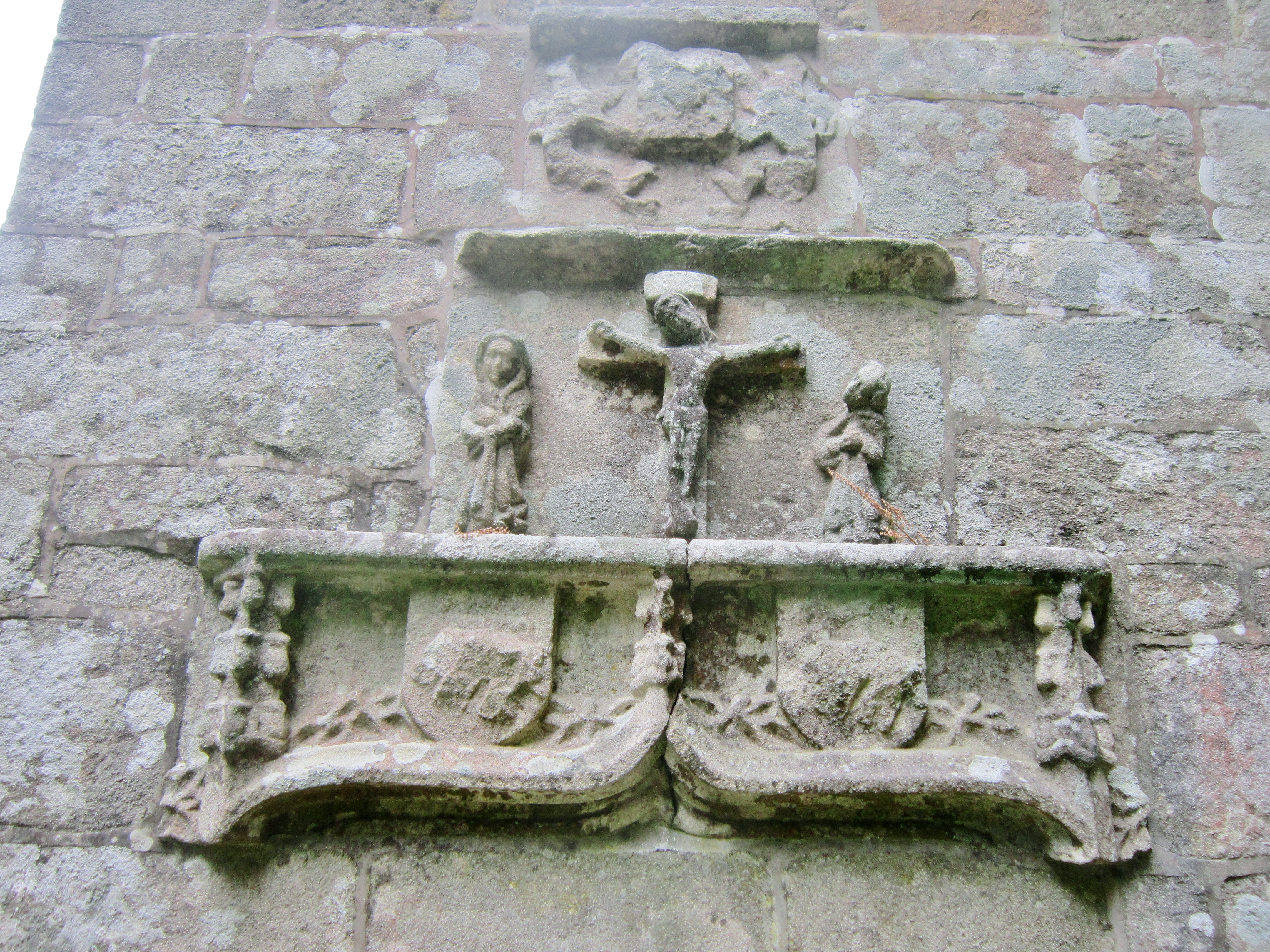
Locuon ː église Saint-Yon ː sculpture sur un mur extérieur représentant la Passion du Christ.

#### Chapelle Notre-Dame-de-la-Fosse

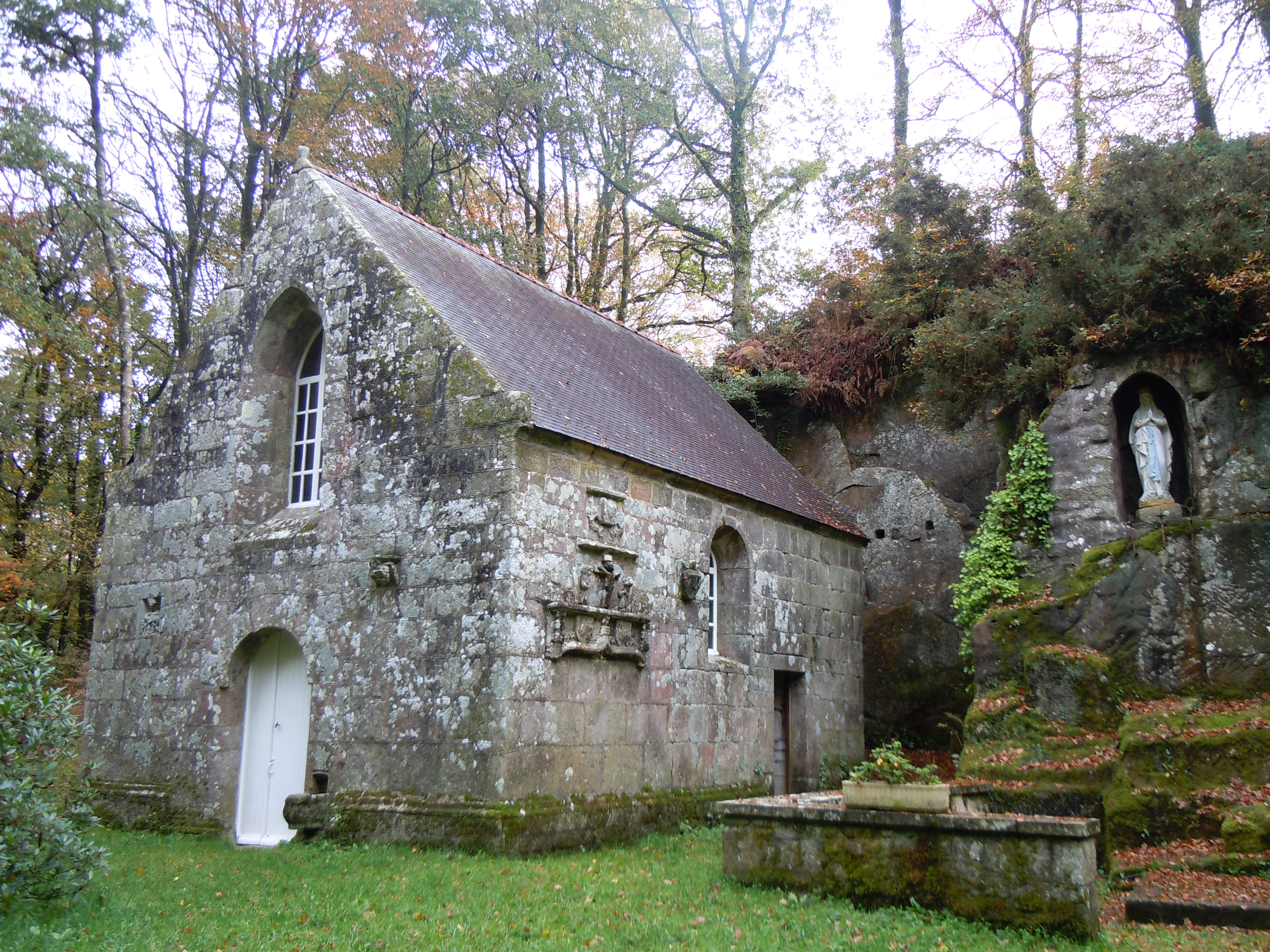
La chapelle Notre-Dame-de-la-Fosse.

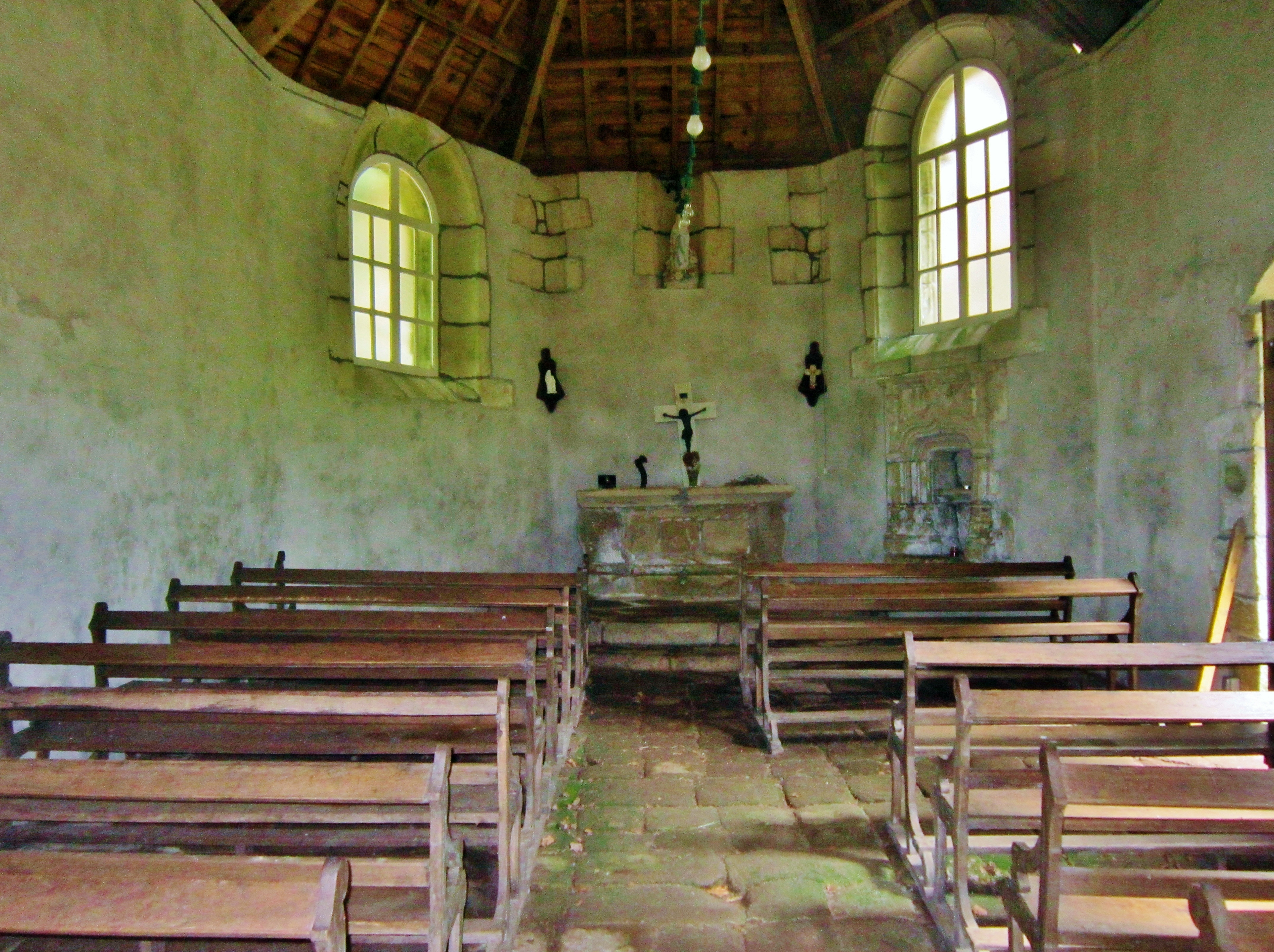
Chapelle Notre-Dame-de-la-Fosse, vue intérieure d'ensemble.

Elle date du XVIIe siècle : en contrebas de l'église Saint-Yon, elle doit son nom à son implantation dans une carrière exploitée depuis l'Antiquité. On accède au site par un escalier à marches de granite. Le petit édifice rectangulaire fut rebâti au XVIIe siècle en remployant des éléments provenant d'un bâtiment antérieur comme l'attestent la fenêtre en arc brisé, la console portant le blason des seigneurs de Kerfandol ou les bas-reliefs de la Crucifixion où le Christ est entouré de la Vierge Marie et de saint Jean et un autre représentant saint Roch en habit de pèlerin en compagnie d'un ange qui lui enlève ses pustules et lui donne le pouvoir de guérir les lépreux. Chaque année un pardon y est célébré, avec une messe en plein air, le dernier dimanche du mois d'août.

#### Chapelle Notre-Dame de Crénénan
Elle date du XVIIe siècle : porte datée de 1684. À l'intérieur on peut y voir d'étranges personnages sculptés sur des sablières polychromes: un âne jouant de la cornemuse, deux femmes poursuivant un chat… et un arbre de Jessé du XVIe siècle  Classé MH (1912) ayant fait l'objet d'une étude et d'un inventaire en 2000.
« La chapelle de Crénénan, qu'on dit avoir appartenu au Temple, (...) est entièrement tapissée de bonnes fresques qui représentent l'histoire de la Vierge, comme celles de Kernascleden. Dans le chœur est une assez bonne sculpture en bois représentant l'Arbre de Jessé » a écrit François-Marie Cayot-Délandre en 1847.

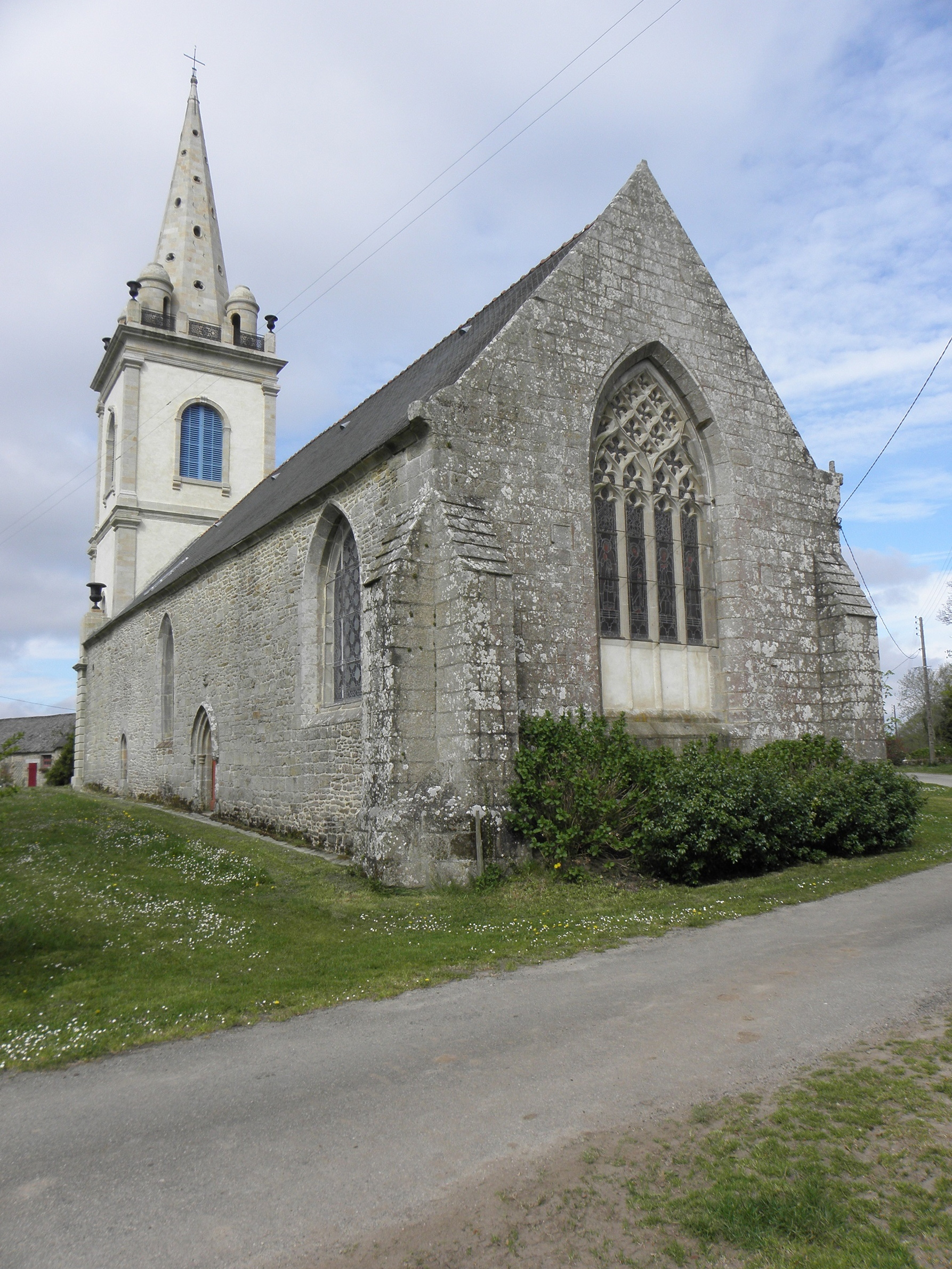
Chapelle Notre-Dame de Crénénan : vue extérieure d'ensemble.
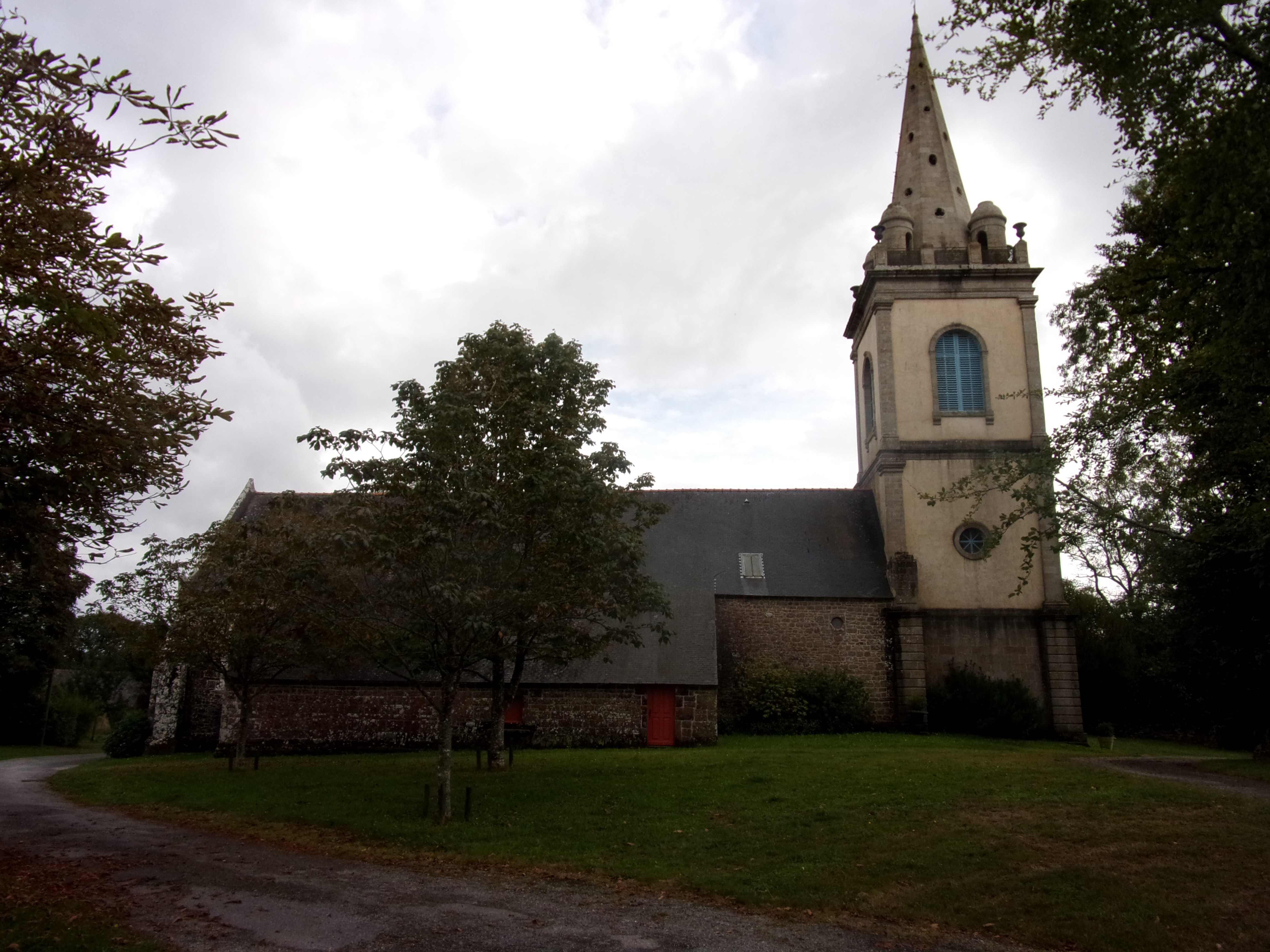
Façade nord de la chapelle Notre-Dame de Crénénan.
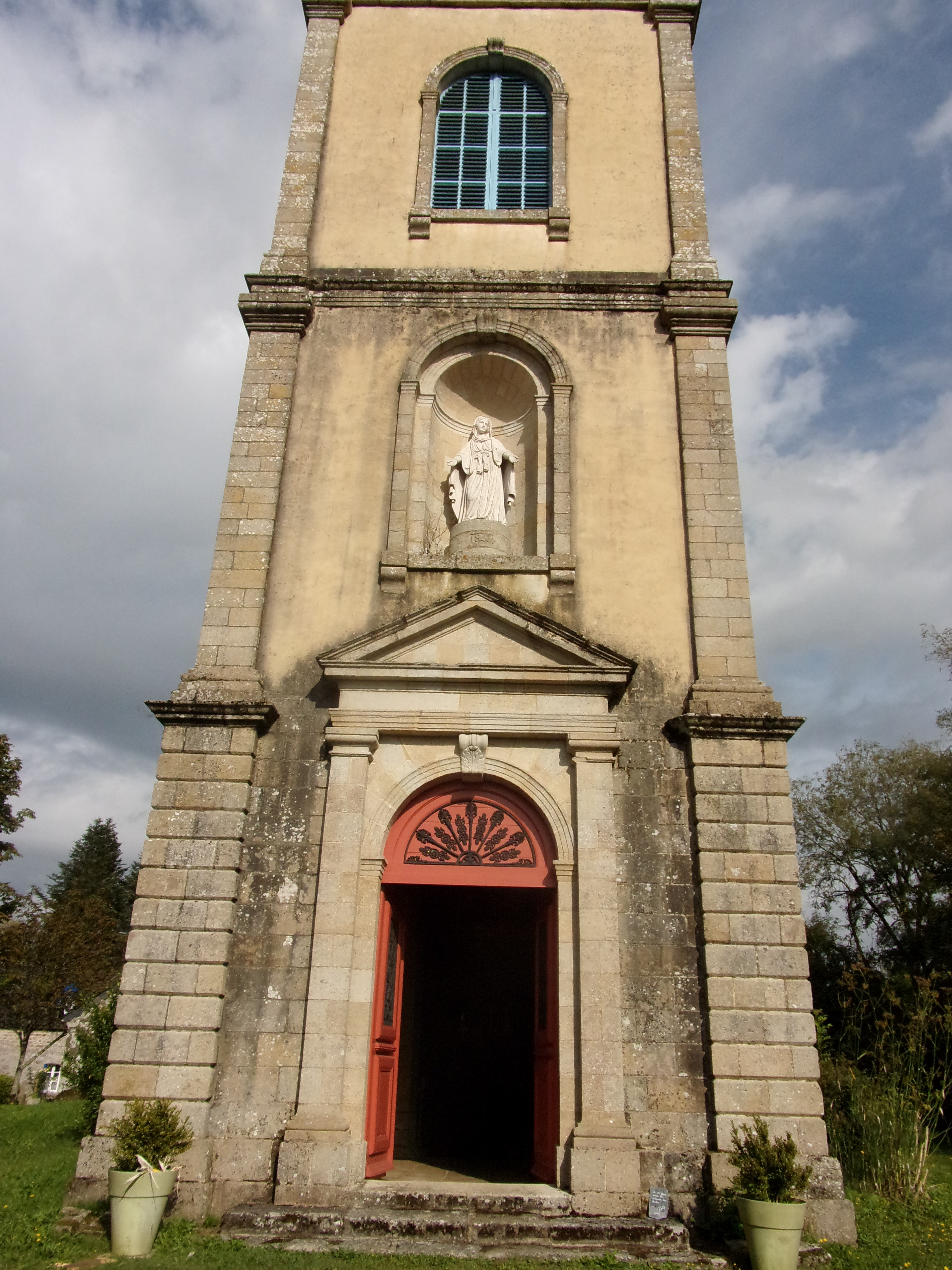
Chapelle Notre-Dame de Crénénan : le clocher-porche.
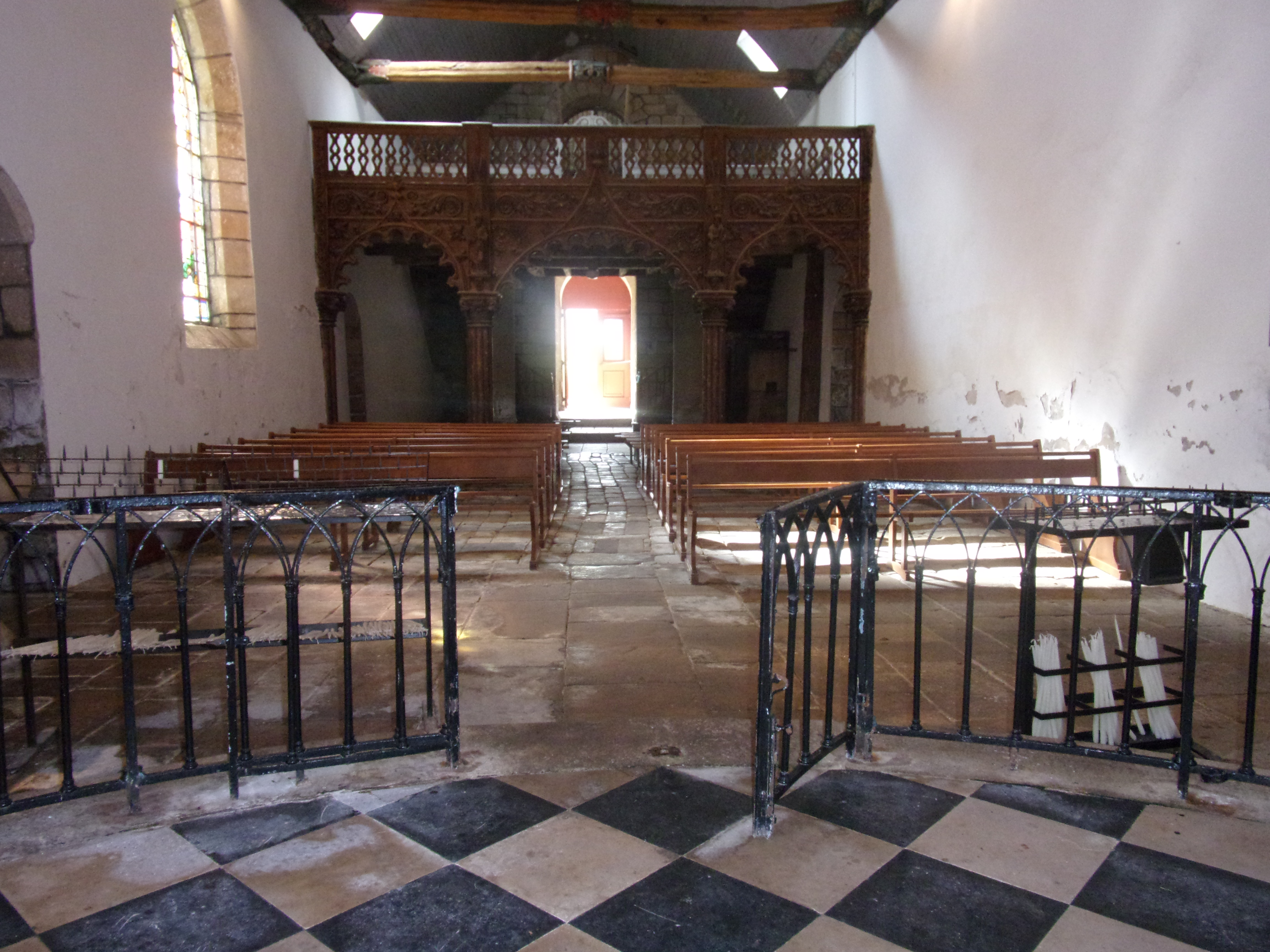
Chapelle Notre-Dame de Crénénan : la tribune.

#### Chapelle de Lochrist
L'église est en partie romane, chœur à fenêtre en fleur de lys du XVIe siècle ou XVIIe siècle, clocher de 1627,  Inscrit MH (1933).

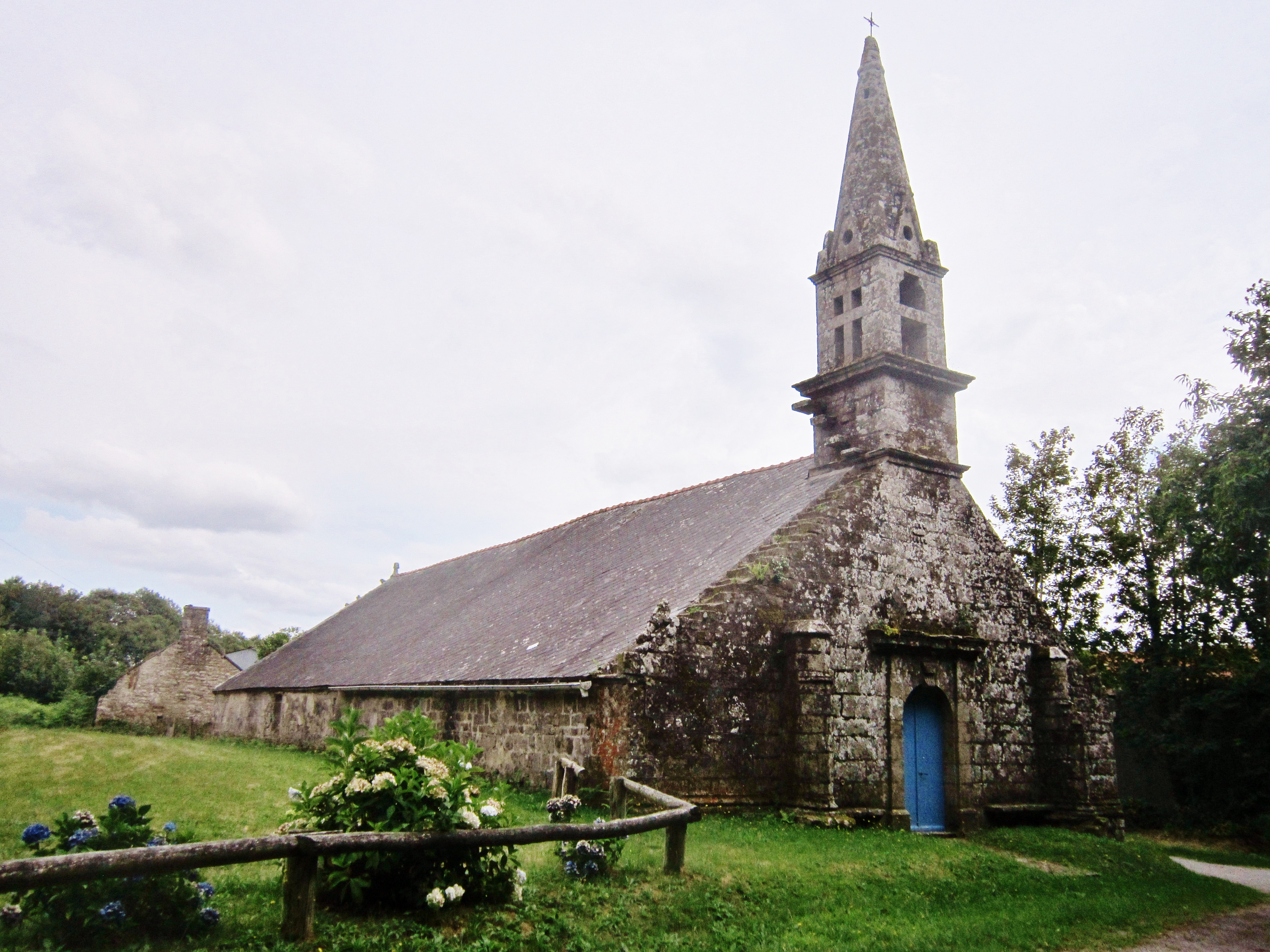
Chapelle de Lochrist : vue extérieure d'ensemble.
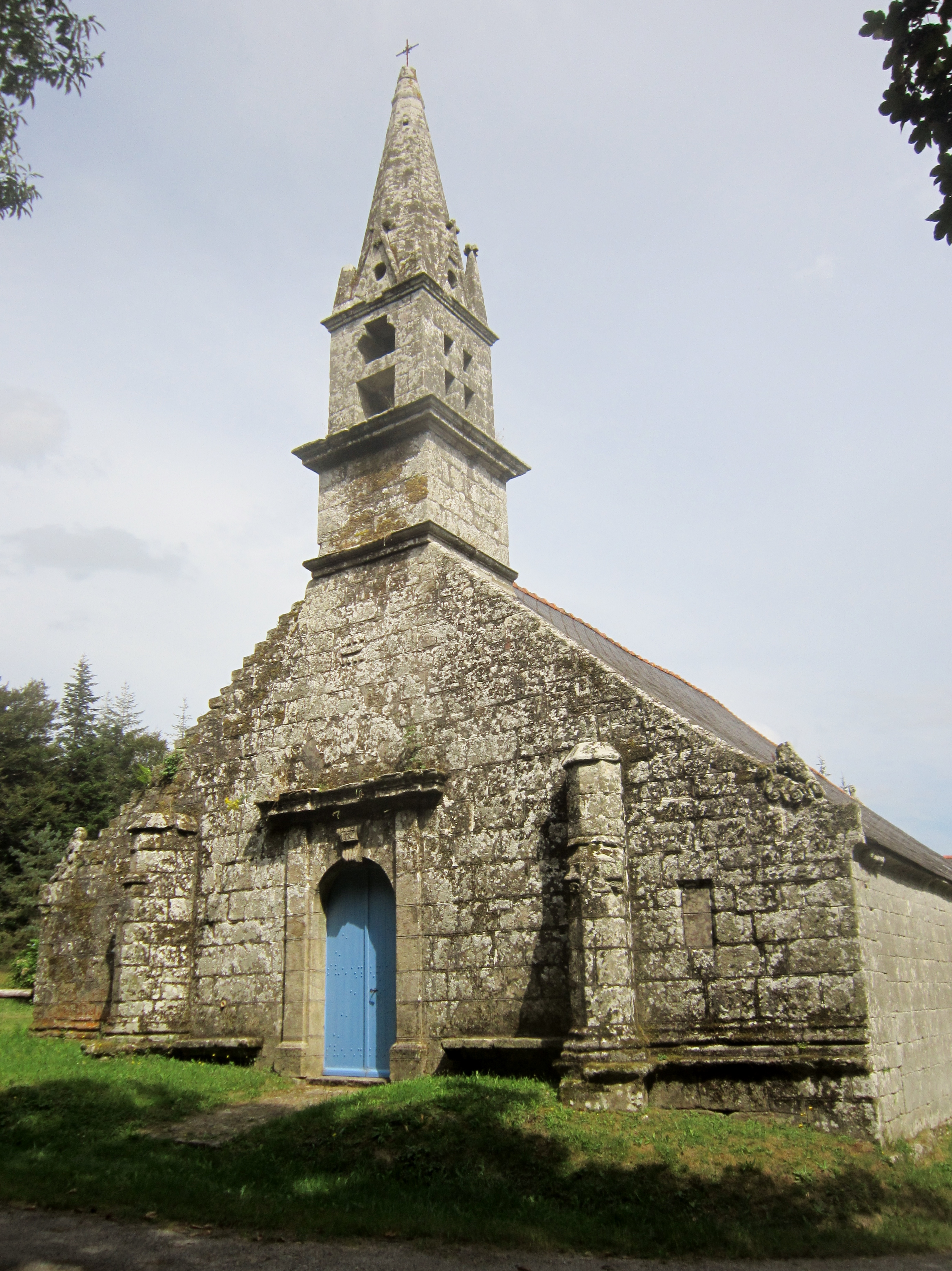
Chapelle de Lochrist : le clocher.
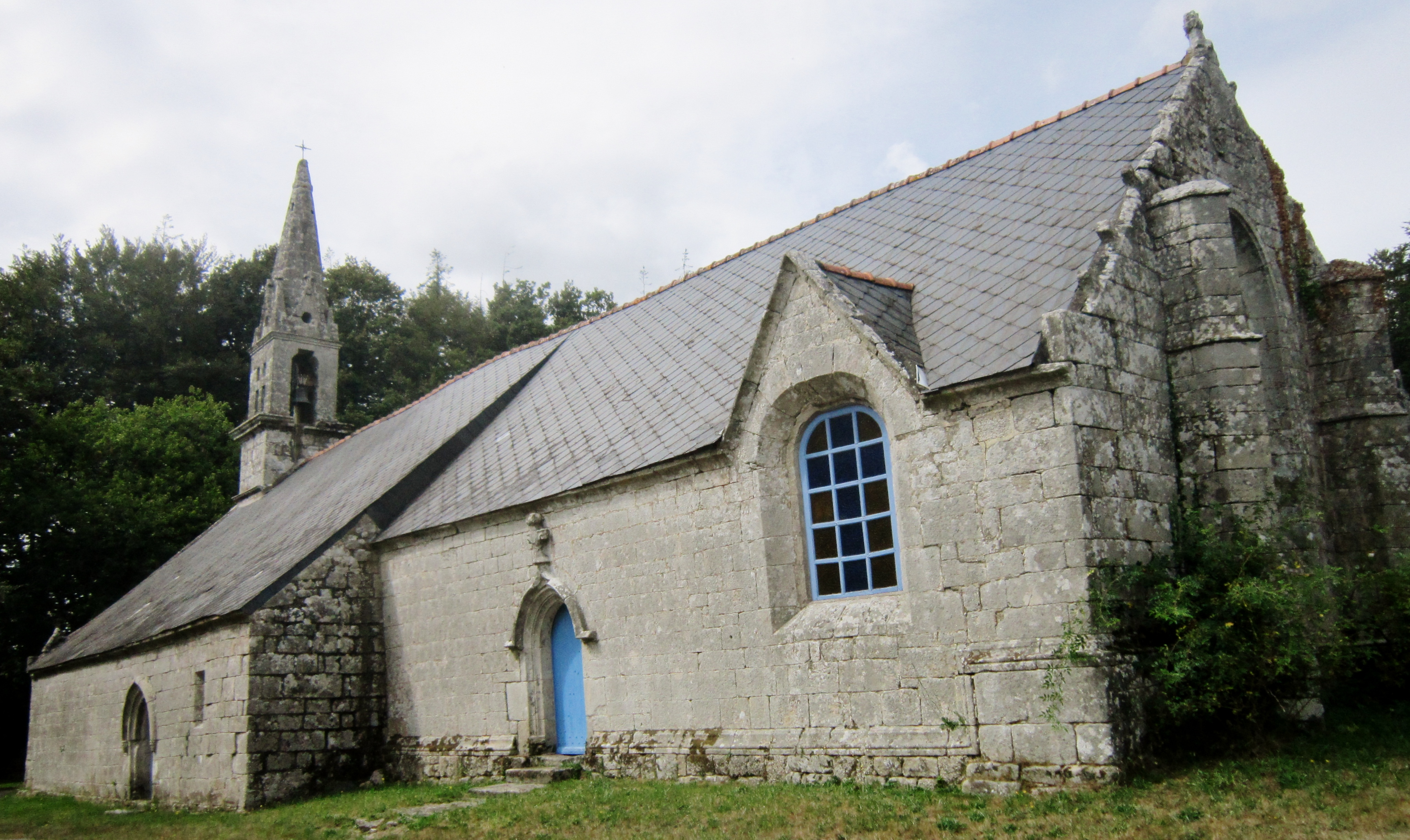
Chapelle de Lochrist : façade méridionale.
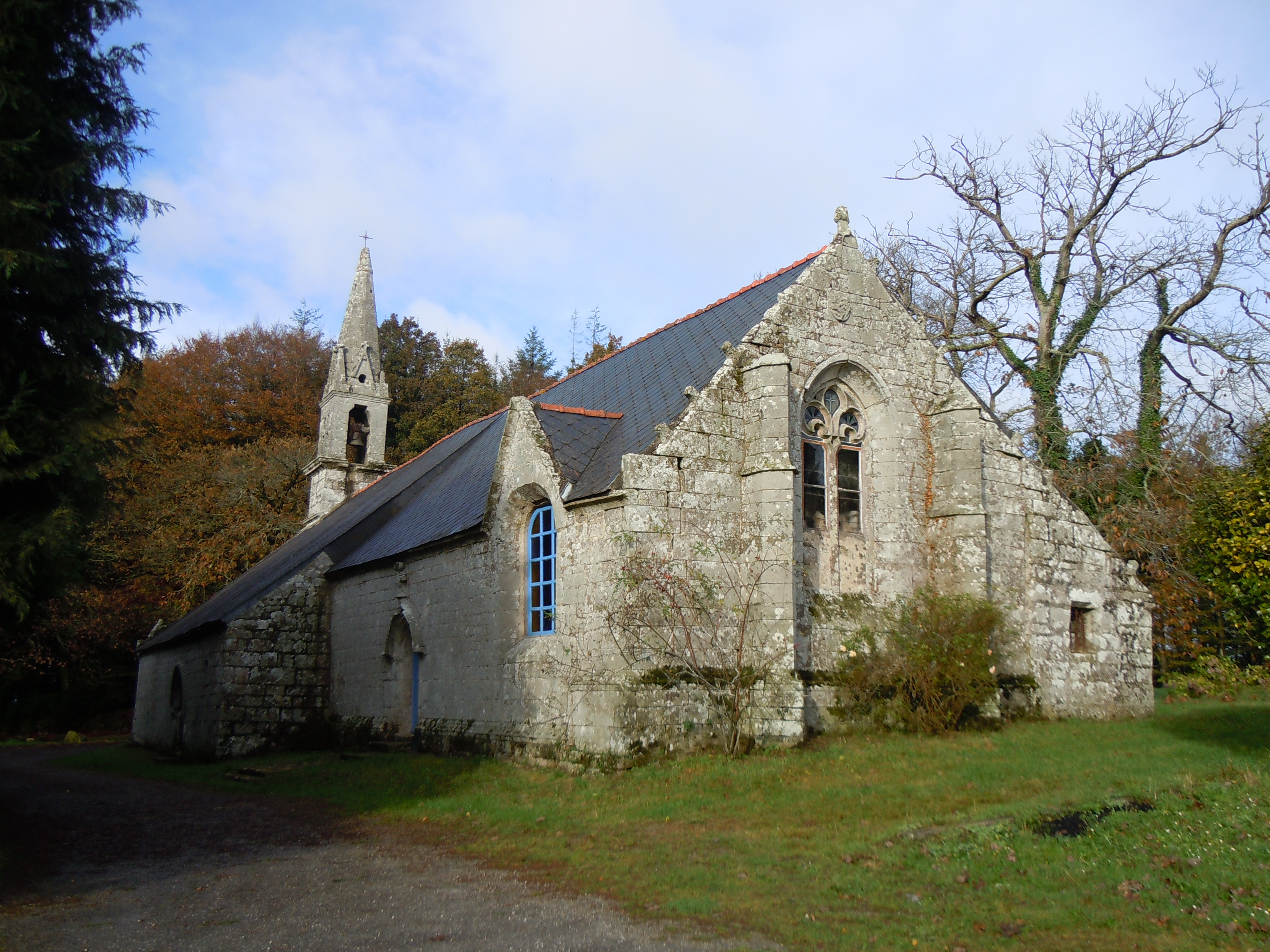
Chapelle de Lochrist : vue extérieure d'ensemble côté chevet.
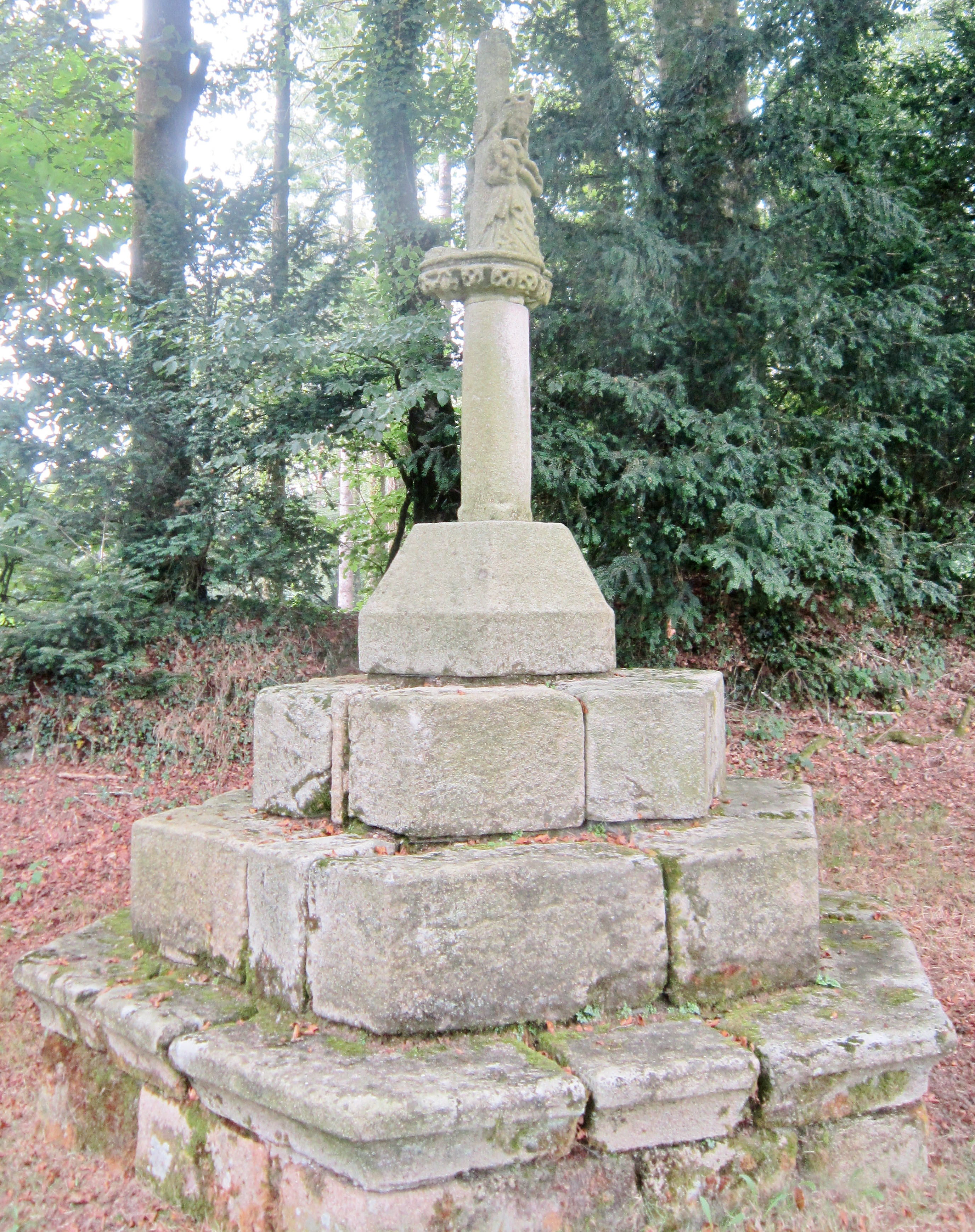
Chapelle de Lochrist : le calvaire.

#### Autres édifices
- Chapelle Saint-Michel : elle date du XVIe siècle[76].

D'autres chapelles existaient autrefois mais ont aujourd'hui disparu :
- Chapelle Sainte-Madeleine dans le village de La Madeleine
- Chapelle Saint-Sauveur XVIIe siècle
- Chapelle Saint-Ildut XVIIe siècle, ancienne chapelle privée du manoir de Barac'h

### Châteaux et manoirs

#### Manoir de Kerservant
Un premier manoir, édifié à la fin du  XIVe siècle, fut détruit pendant les guerres de la Ligue. Un autre manoir fût construit dès le commencement du XVIIe siècle, beaucoup moins important, qui appartint au Volvire à partir de 1663. Le manoir est en très belles pierres appareillées, de même qu'une partie des communs.Une tourelle abrite une belle tour d'escalier à vis en pierre. Il subsiste également des vestiges d'anciennes constructions, une cour d'honneur et une entrée monumentale de style roman à porte cochère et piétonne. Il y avait également un colombier, une chapelle domestique et un moulin alimenté par un étang. Le manoir a abrité une exploitation agricole avant d'être abandonné.

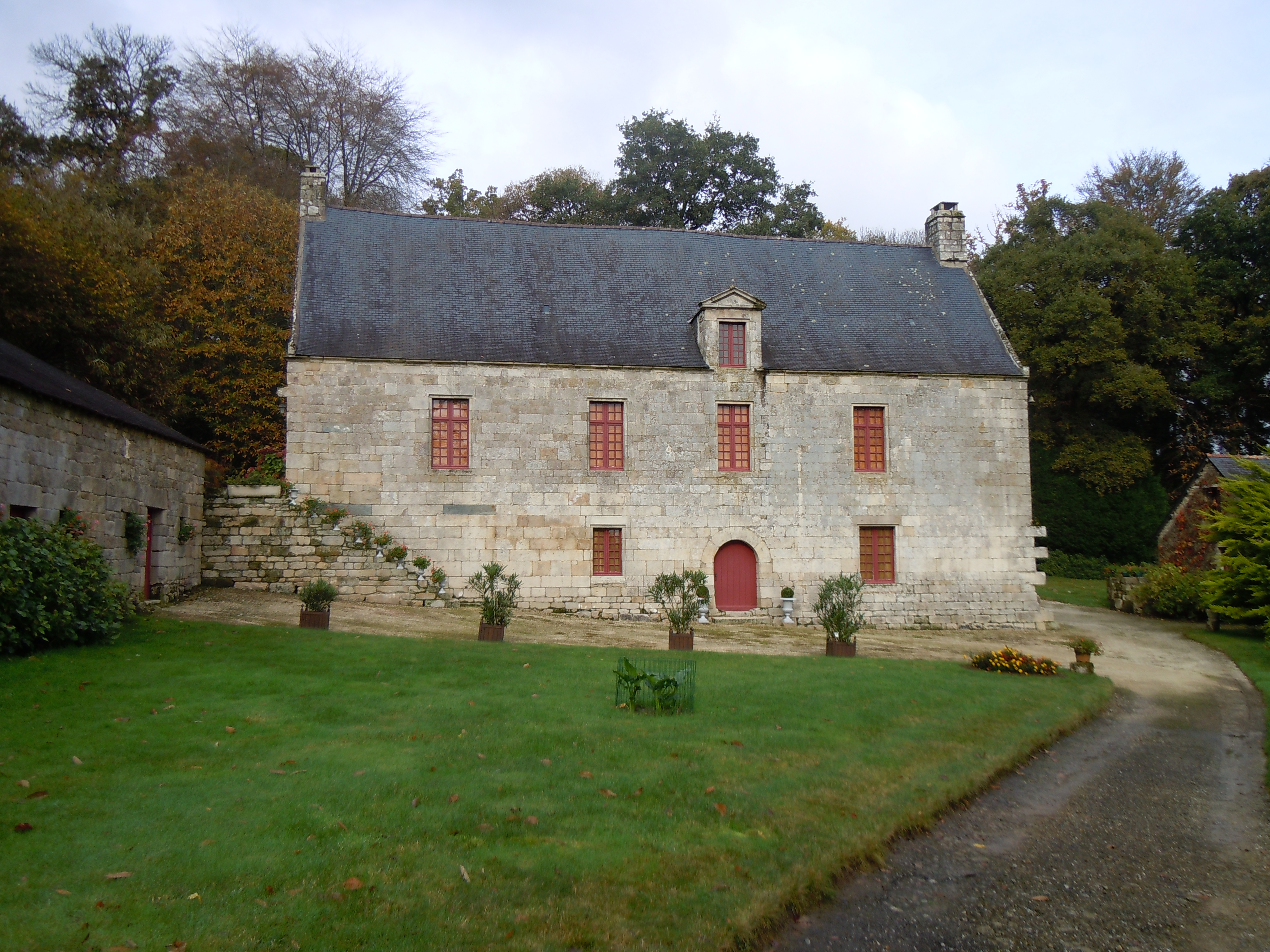
Le logis principal du manoir de Kerservant.
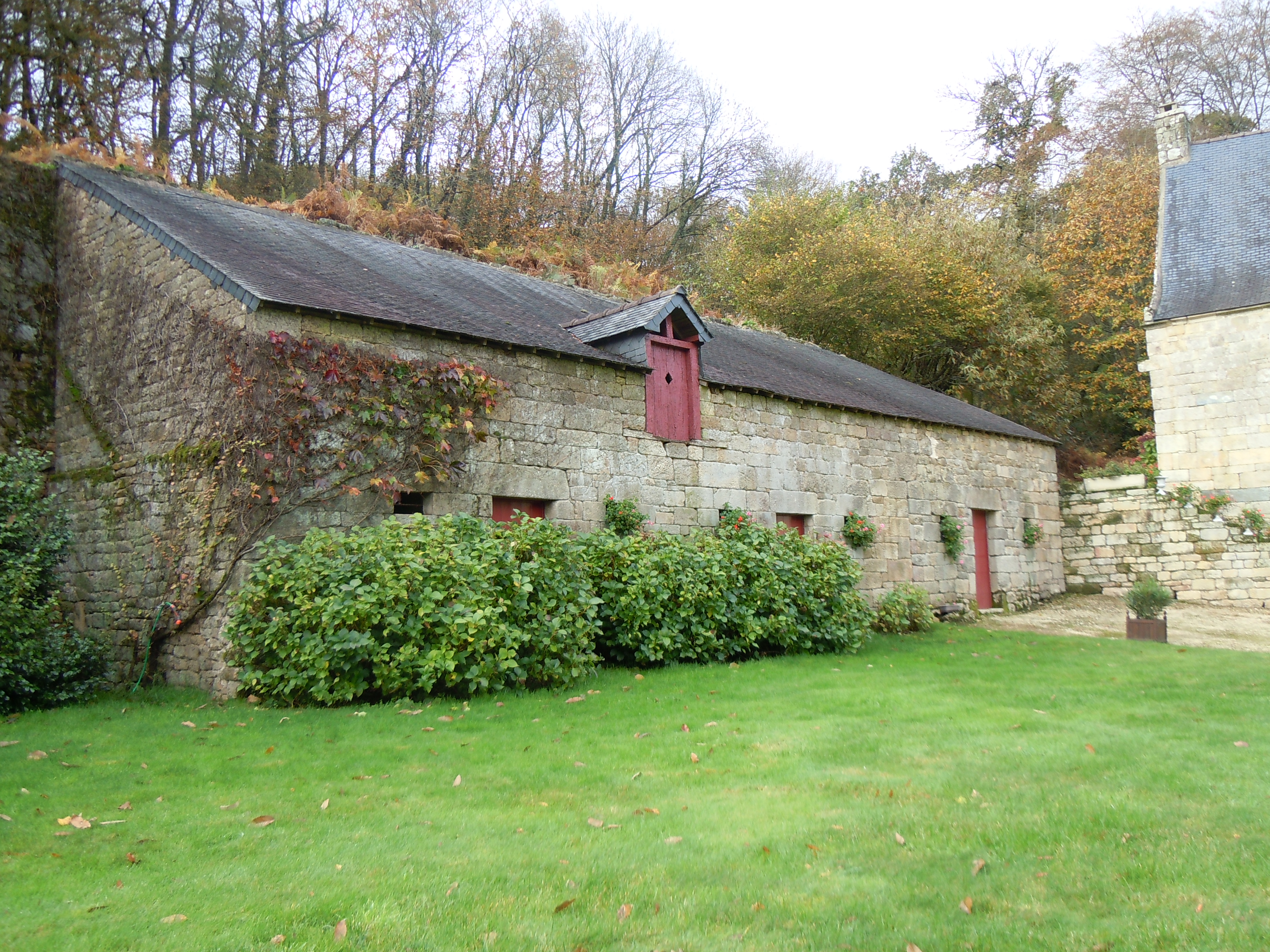
Une partie des communs du manoir de Kerservant.
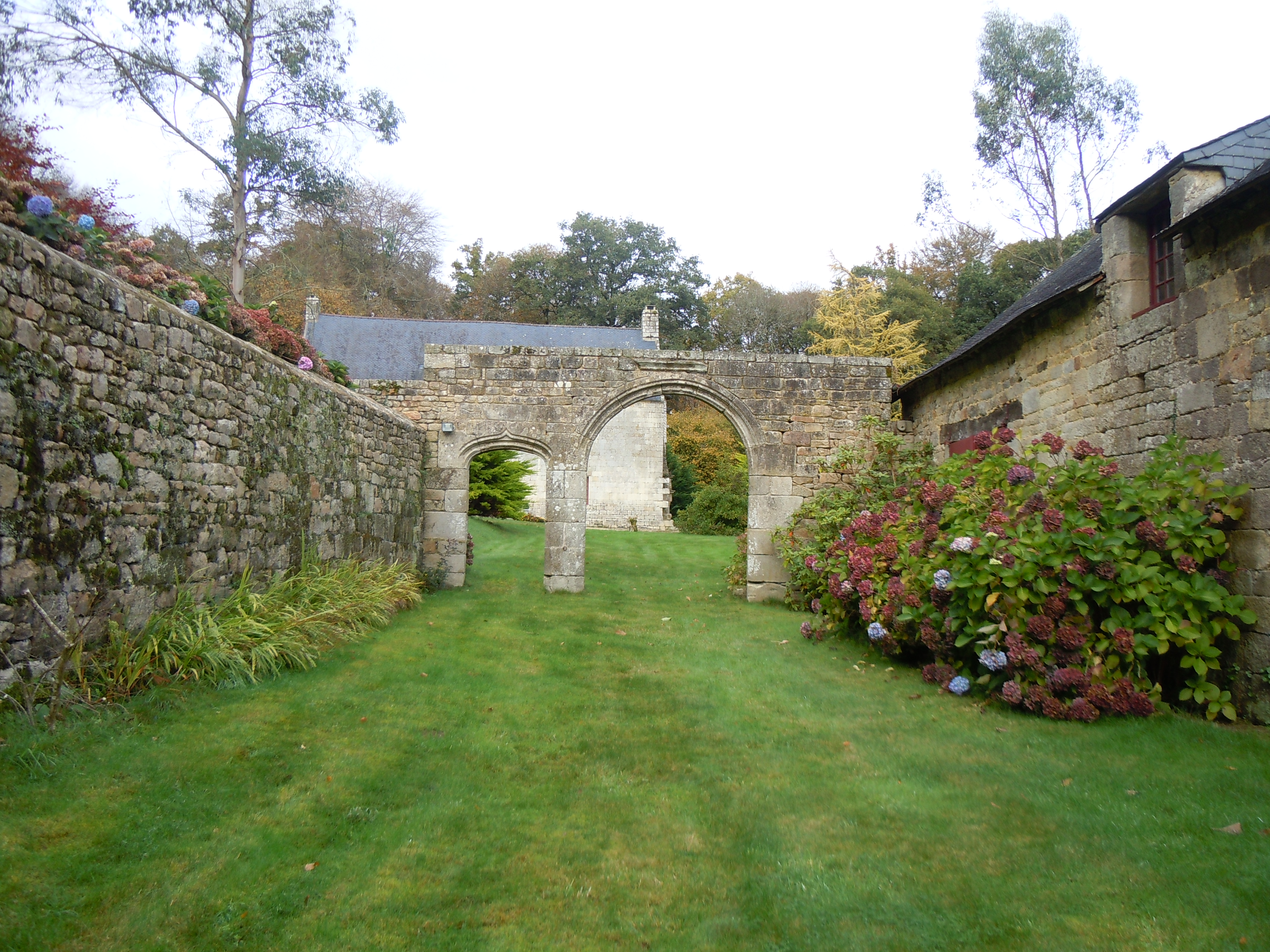
Entrée monumentale du manoir de Kerservant.

#### Manoir de Porh Maner
Ce manoir, visible dans le bourg au 20 de la Grande Rue, date du XVIIe siècle mais a été très modernisé. Bâti en bel appareil, il est en forme de L et conserve de belles lucarnes. Un vieux puits occupe l'entrée de la cour.

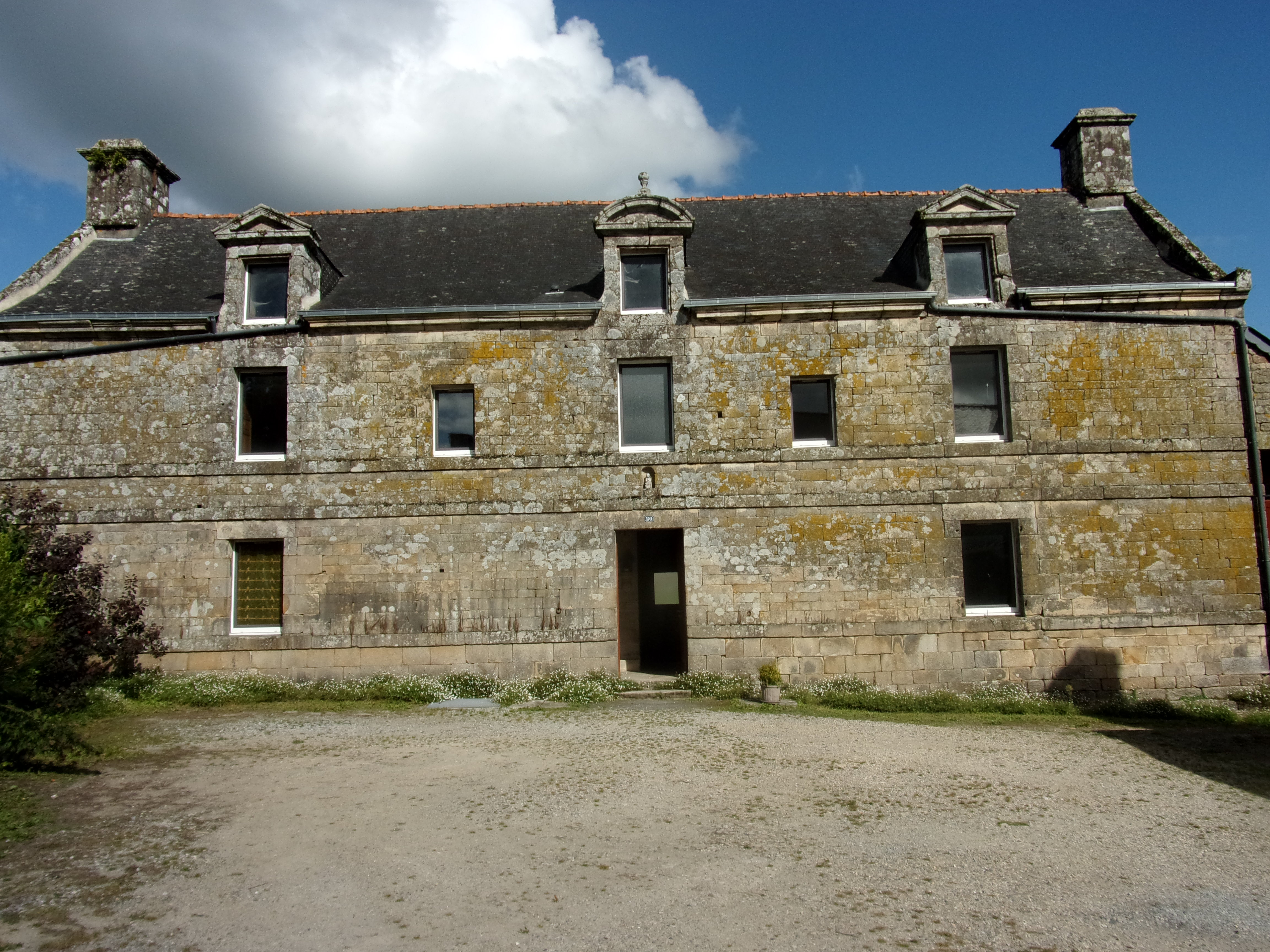
Façade du manoir de Porh Maner.
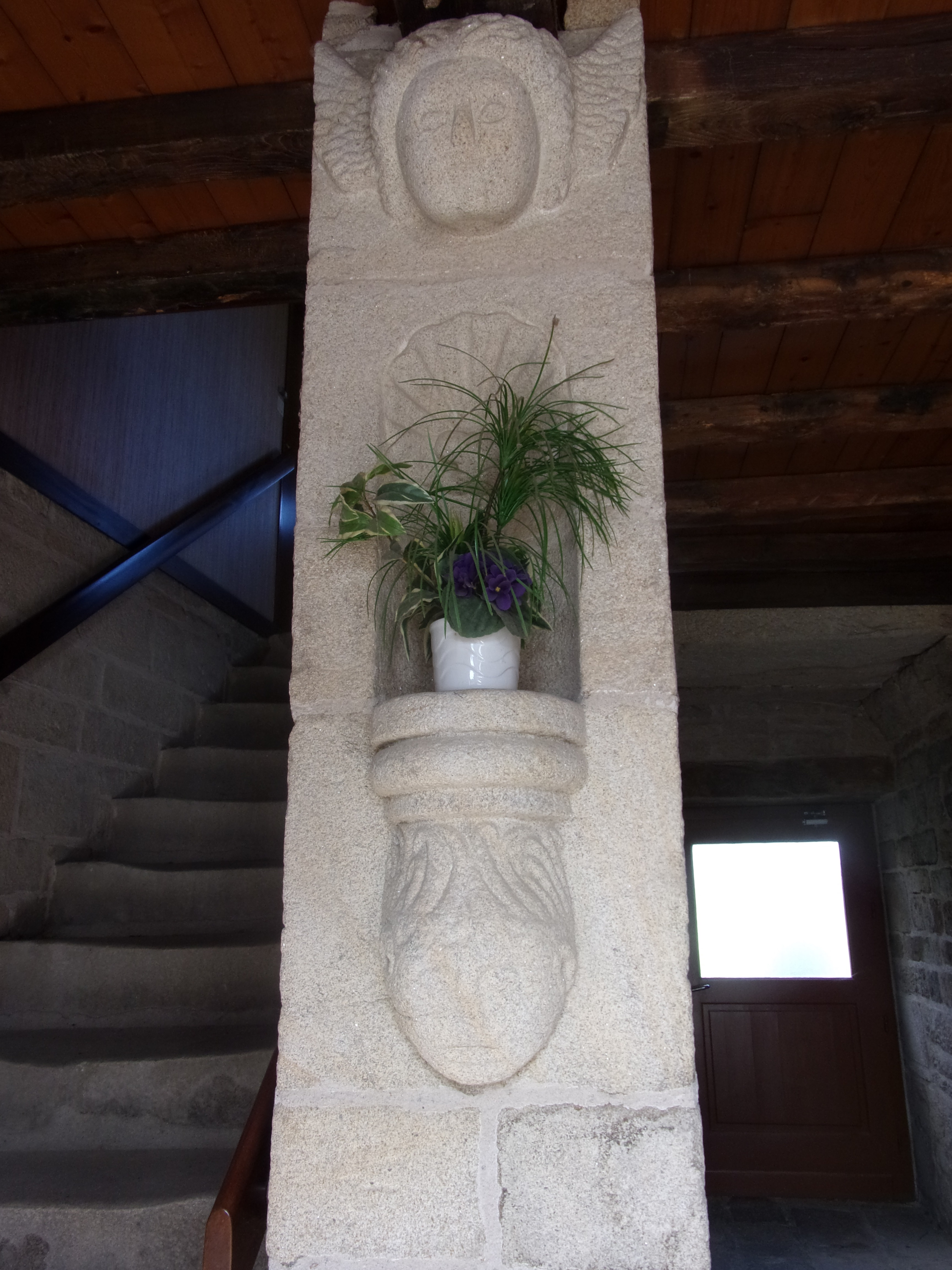
Sculptures intérieures.

#### Manoir de Fontaineper
Le manoir de fontaineper, construit au XVIe siècle au centre du bourg, appartenait à l'origine à Françoise Le Vestle qui le transmit à  sa mort à son fils Louis Guiller, époux de Jeanne de Suasse. La famille Guiller continua à en jouir jusqu'en 1780, époque à laquelle il appartenait à Françoise Guiller veuve de Lorans Le Moyne de Talhoët. Ce manoir est depuis quelques années en cours de restauration. Une rangée de boulins, un privilège qui est réservé à la noblesse sous l'Ancien Régime, orne la façade.

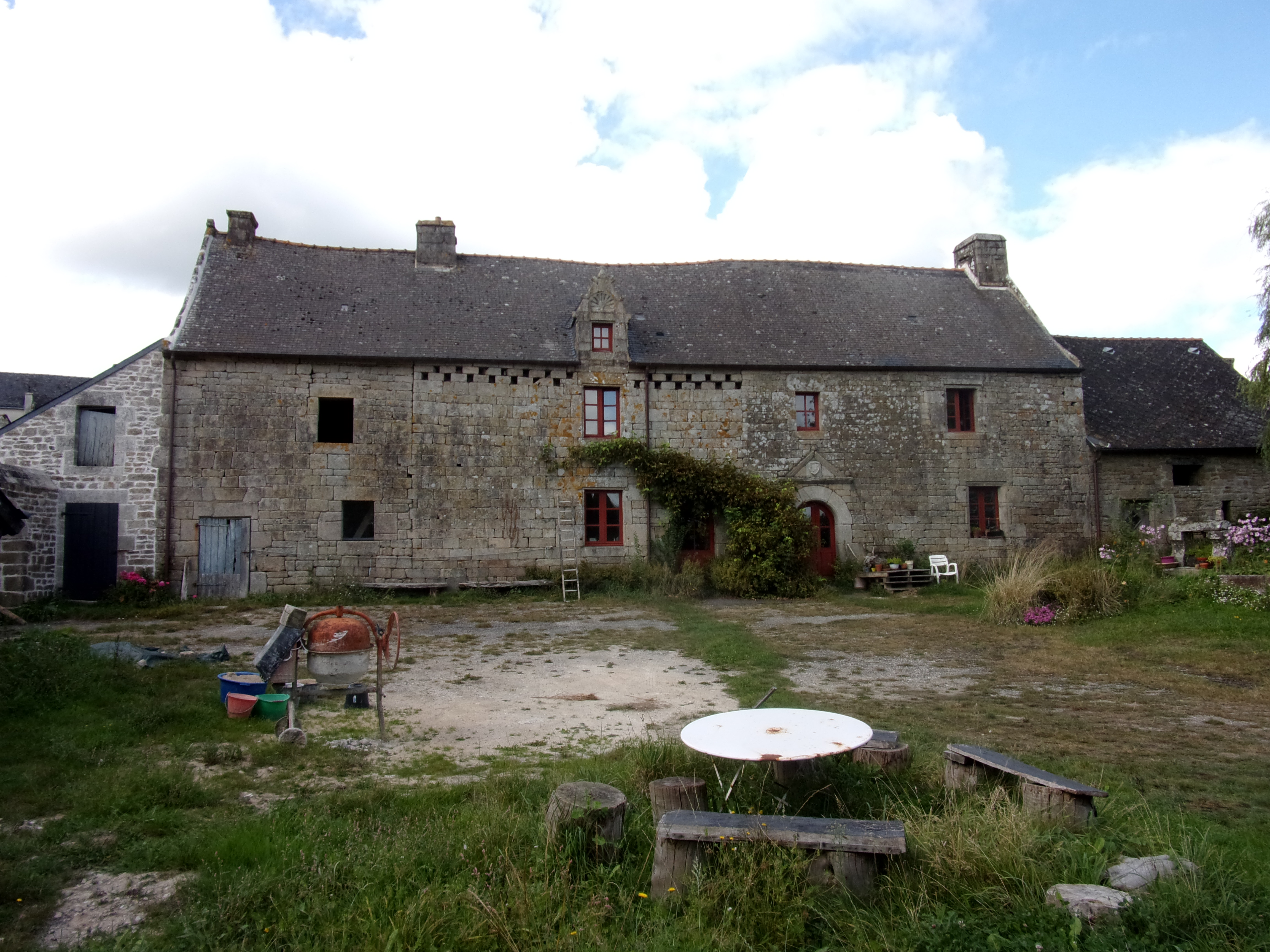
Façade du manoir de Fontaineper.
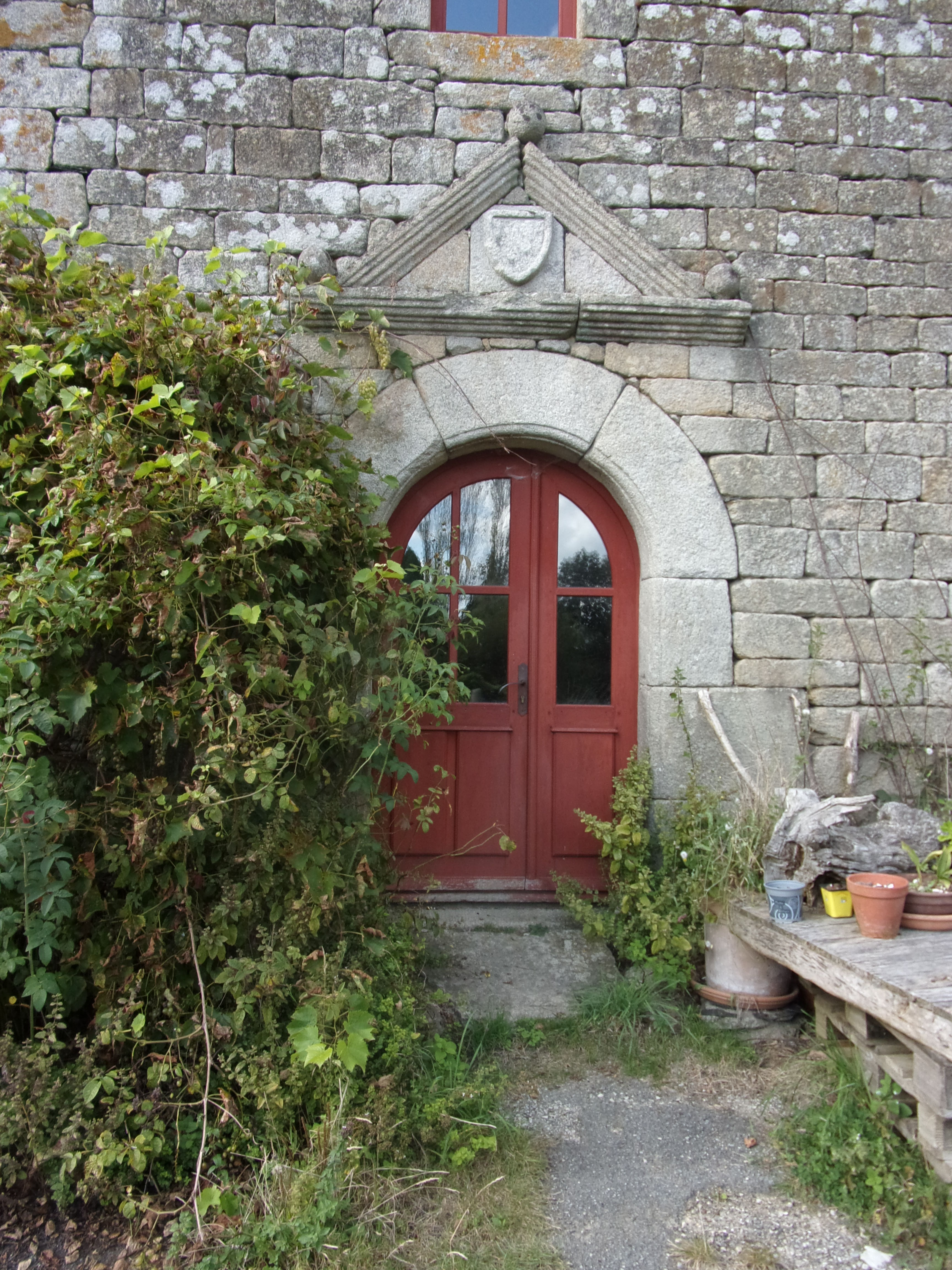
Porte que surmonte un fronton triangulaire timbré d'un écu.

#### Manoirs et châteaux
- le manoir de Barrach (XVIe siècle), inscrit à l'inventaire général du patrimoine culturel[78],[79] ;
- le manoir de Kerservant (XVIIe siècle), inscrit à l'inventaire général du patrimoine culturel[80] ;
- le château de Launay date du début du XXe siècle il appartenait à la famille de Monti de Rezé[81]. Il est inscrit à l'inventaire général du patrimoine culturel[82]. ;
- le manoir de Kerfandol (XVe siècle) ;
- le château de Palévart (XVIe siècle et XIXe siècle) ;
- le manoir de Fetan-gall ;
- le manoir de Kerlagadec (XVIIe siècle)[83] ;
- le manoir de Kermapacuno[84] ;

Une dizaine d'autres manoirs et châteaux existaient autrefois sur la commune.

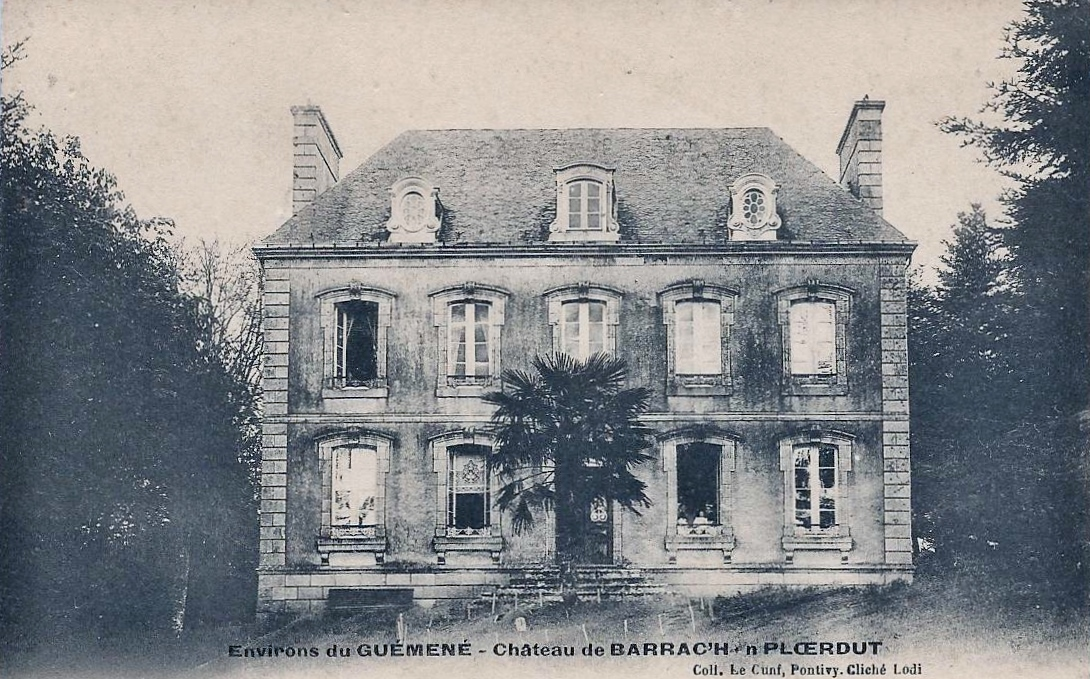
Le manoir de Barrach au début du XXe siècle (carte postale Le Cunf).
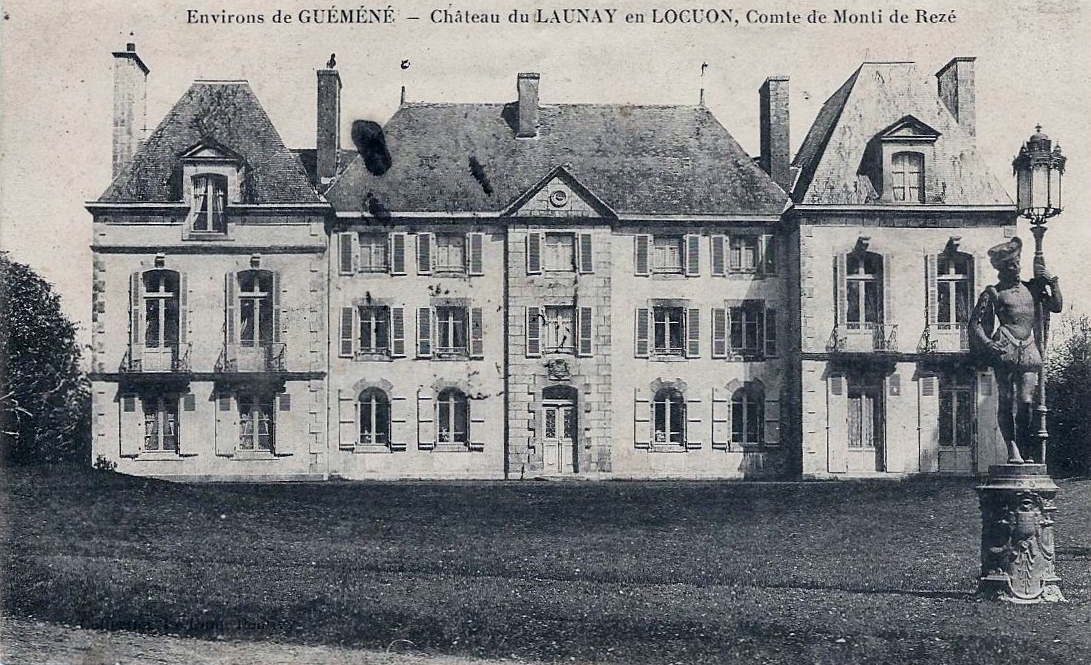
Le château de Launay vers 1910 (carte postale).

### Maisons et autres établissements

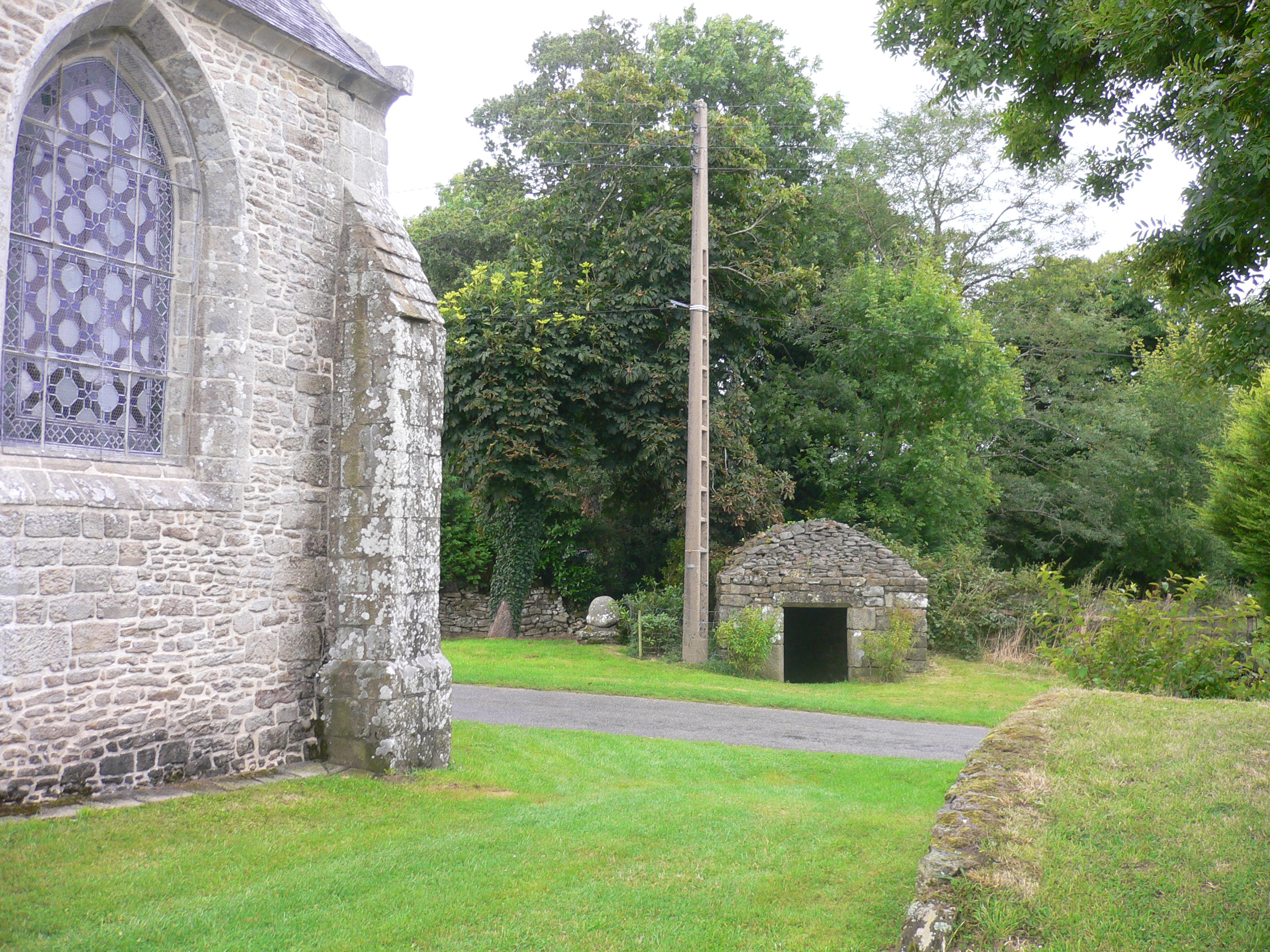
Cave à cidre et stèle gauloise à Crénénan, à proximité de la chapelle Notre-Dame.

- L'ancien presbytère datant de 1675, faisant aujourd'hui office de mairie[86].
- les anciennes caves à cidre à Crénénan, étudiées et restaurées dans les années 1990.
- La croix du Grellec XVIIIe siècle.
- De nombreuses maisons et fermes présentent un intérêt architectural[87].

## Population et société

### Démographie

#### Évolution démographique
L'évolution du nombre d'habitants est connue à travers les recensements de la population effectués dans la commune depuis 1793. Pour les communes de moins de 10 000 habitants, une enquête de recensement portant sur toute la population est réalisée tous les cinq ans, les populations de référence des années intermédiaires étant quant à elles estimées par interpolation ou extrapolation. Pour la commune, le premier recensement exhaustif entrant dans le cadre du nouveau dispositif a été réalisé en 2006.

En 2022, la commune comptait 1 259 habitants, en évolution de +3,54 % par rapport à 2016 (Morbihan : +3,82 %, France hors Mayotte : +2,11 %).
| 1793  | 1800  | 1806  | 1821  | 1831  | 1836  | 1841  | 1846  | 1851  |
| ----- | ----- | ----- | ----- | ----- | ----- | ----- | ----- | ----- |
| 4 512 | 4 980 | 3 233 | 4 425 | 4 152 | 3 944 | 3 908 | 3 913 | 3 938 |

| 1856  | 1861  | 1866  | 1872  | 1876  | 1881  | 1886  | 1891  | 1896  |
| ----- | ----- | ----- | ----- | ----- | ----- | ----- | ----- | ----- |
| 3 791 | 3 592 | 3 672 | 3 189 | 3 615 | 3 621 | 3 590 | 3 534 | 3 426 |

| 1901  | 1906  | 1911  | 1921  | 1926  | 1931  | 1936  | 1946  | 1954  |
| ----- | ----- | ----- | ----- | ----- | ----- | ----- | ----- | ----- |
| 3 640 | 3 722 | 3 599 | 3 464 | 3 384 | 3 222 | 3 155 | 3 092 | 2 550 |

| 1962  | 1968  | 1975  | 1982  | 1990  | 1999  | 2006  | 2011  | 2016  |
| ----- | ----- | ----- | ----- | ----- | ----- | ----- | ----- | ----- |
| 2 260 | 2 074 | 1 842 | 1 575 | 1 359 | 1 312 | 1 239 | 1 216 | 1 216 |

| 2021  | 2022  | - | - | - | - | - | - | - |
| ----- | ----- | - | - | - | - | - | - | - |
| 1 243 | 1 259 | - | - | - | - | - | - | - |

Ploerdut est, après l'ensemble communal Plougonver et La Chapelle-Neuve (qui formaient une commune unique en 1851) et Kerfourn, la commune qui a perdu en valeur absolue le plus d'habitants entre 1851 et 1999 (- 2 629 parmi toutes les communes de Bretagne.

#### Pyramide des âges
La population de la commune est relativement âgée.
En 2018, le taux de personnes d'un âge inférieur à 30 ans s'élève à 26,5 %, soit en dessous de la moyenne départementale (31,2 %). À l'inverse, le taux de personnes d'âge supérieur à 60 ans est de 36,8 % la même année, alors qu'il est de 31,3 % au niveau départemental.
En 2018, la commune comptait 614 hommes pour 599 femmes, soit un taux de 50,62 % d'hommes, largement supérieur au taux départemental (48,49 %).
Les pyramides des âges de la commune et du département s'établissent comme suit.
| Hommes | Classe d’âge | Femmes |
| ------ | ------------ | ------ |
| 0,8    | 90 ou +      | 2,5    |
| 11,1   | 75-89 ans    | 14,8   |
| 22,7   | 60-74 ans    | 21,8   |
| 24,3   | 45-59 ans    | 21,0   |
| 13,4   | 30-44 ans    | 14,6   |
| 11,5   | 15-29 ans    | 11,4   |
| 16,2   | 0-14 ans     | 13,8   |

| Hommes | Classe d’âge | Femmes |
| ------ | ------------ | ------ |
| 0,8    | 90 ou +      | 2,2    |
| 8,5    | 75-89 ans    | 11,6   |
| 20,5   | 60-74 ans    | 21,6   |
| 20,6   | 45-59 ans    | 20     |
| 17     | 30-44 ans    | 16,3   |
| 15,5   | 15-29 ans    | 13     |
| 17,1   | 0-14 ans     | 15,2   |

## Économie

### Secteur primaire
Le tableau ci-dessous présente les principales caractéristiques des exploitations agricoles de Ploërdut, observées entre 1988 et 2010, soit sur une période de 22 ans.
|                                                           | 1988   | 2000   | 2010    |
| --------------------------------------------------------- | ------ | ------ | ------- |
| Nombre d’exploitations agricoles                          | 164    | 114    | 63      |
| Équivalent Unité de travail annuel (UTA)                  | 259    | 132    | 93      |
| Surface agricole utile (SAU) (ha)                         | 3 996  | 4 346  | 3 869   |
| Superficie en terres labourables (ha)                     | 3 555  | 3 561  | 3 272   |
| Superficie toujours en herbe (ha)                         | 423    | 773    | 594     |
| Nombre d’exploitations ayant des vaches laitières         | 99     | 53     | 32      |
| Vaches laitières (nombre de têtes)                        | 2 527  | 1 889  | 1 630   |
| Nombre d’exploitations ayant des poulets de chair et coqs | 64     | 8      | 9       |
| Poulets de chair et coqs (nombre de têtes)                | 50 478 | 72 094 | 104 514 |

## Personnalités liées à la commune
- Joseph Jaffre, né en 1933 à Ploërdut, cycliste professionnel entre 1956 et 1960 chez Mercier[96]